# Superclásico del fútbol argentino
El Superclásico es el partido en el que se enfrentan los dos equipos más populares de la República Argentina, Boca Juniors y River Plate. La rivalidad entre Boca y River comenzó a principios del siglo XX, debido a que dichos clubes nacieron y compartían sede en el barrio de La Boca. Desde entonces han protagonizado numerosos capítulos que han quedado marcados en la historia del deporte argentino. Es un espectáculo deportivo que concentra la atención de las grandes masas no solo en Argentina, sino en muchos países del mundo. Son los clubes más exitosos del país, sumando entre ambos un total de 146 títulos oficiales.
Es reconocido internacionalmente debido a la pasión expresada por parte de los aficionados tanto durante el desarrollo del partido como en la previa del mismo. Según el periódico inglés The Observer, el Superclásico se encuentra entre los 50 espectáculos deportivos que hay que ver antes de morir, mientras que para el también británico The Sun, «es la experiencia deportiva más intensa del mundo». La revista de fútbol británica Four Four Two, llegó a catalogarlo como el clásico más grande del mundo y el periódico británico The Mirror lo consideró el «clásico más feroz del mundo».
Comúnmente se tiene el imaginario de que este encuentro refleja las diferencias sociales de la sociedad argentina, siendo Boca Juniors el equipo asociado a los sectores populares y River Plate el conjunto cercano a la elites, sin embargo, ambos equipos gozan de una amplia popularidad en todo tipo de estratos sociales.

## Estadios

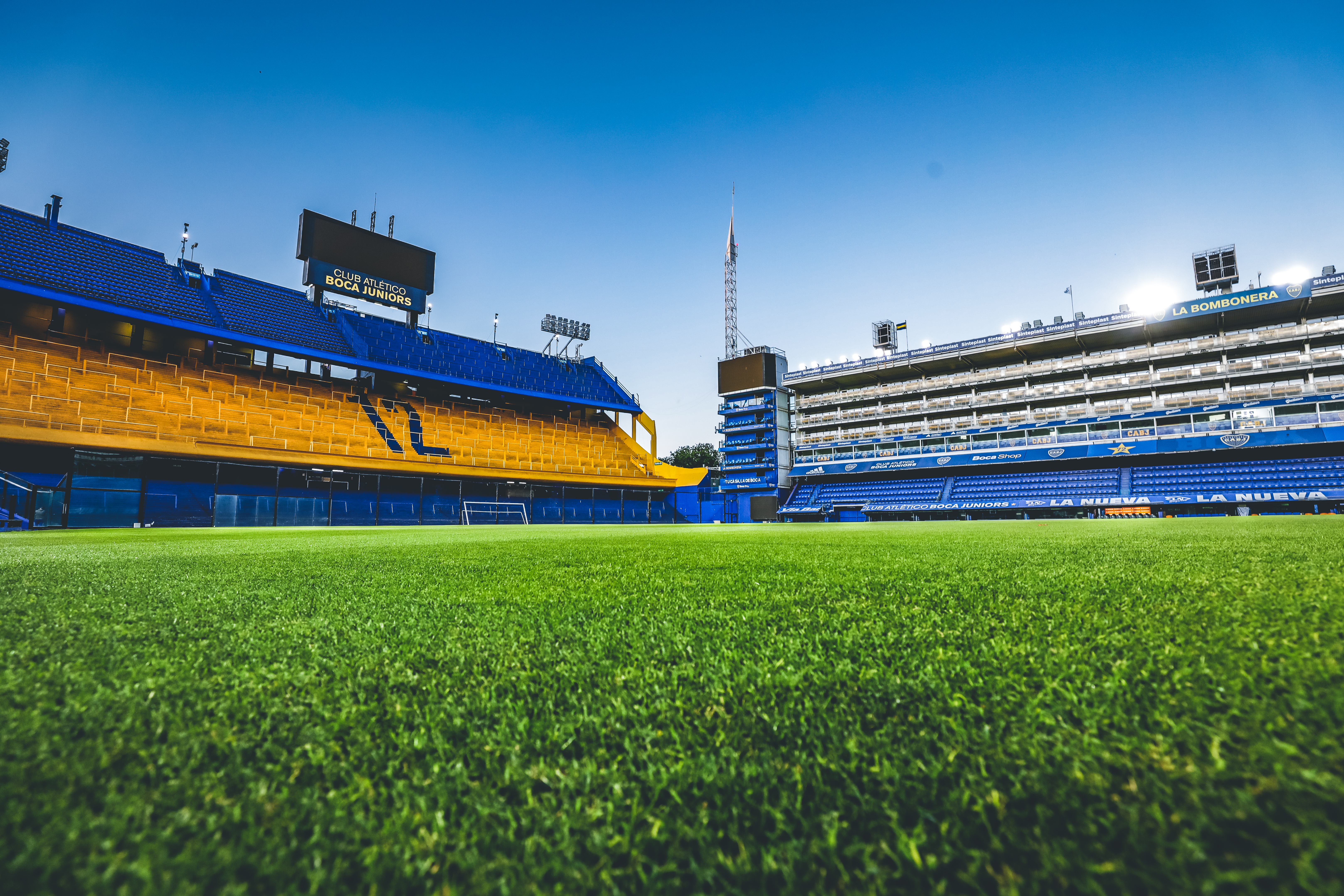
La Bombonera.

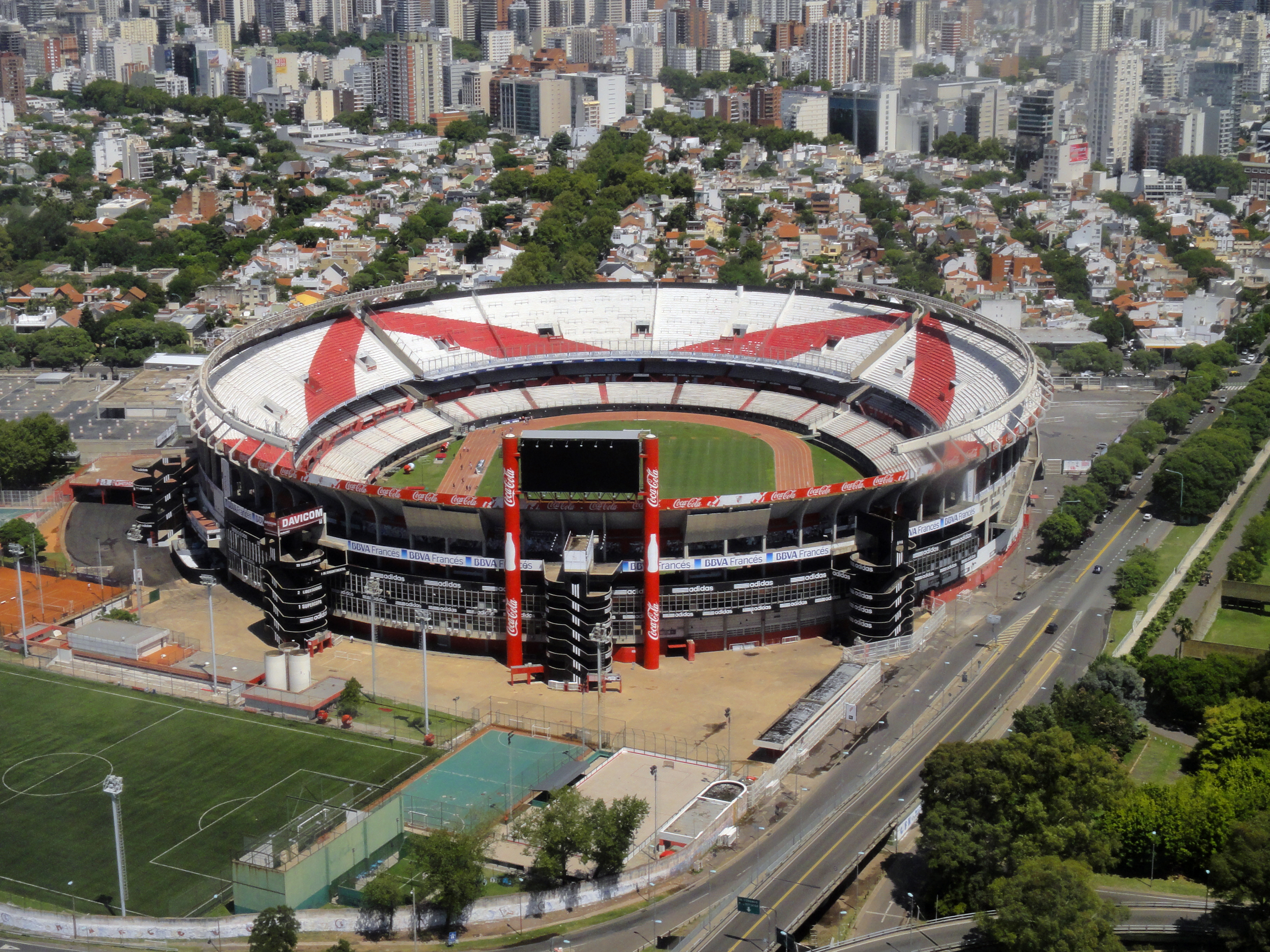
Estadio Monumental.

Según algunos profesionales relacionados con el diseño y explotación de esta clase de obras, un estadio propio genera una repercusión social, económica, arquitectónica, cultural, y es un testimonio tanto de la evolución como del desempeño de un club deportivo. Los recintos deportivos de Boca Juniors y River Plate están considerados entre los más representativos de Sudamérica. El Estadio Alberto J. Armando, conocido como «La Bombonera», pertenece a Boca. Fue inaugurado el 25 de mayo de 1940 y cuenta con una capacidad de 54 000 espectadores. Su césped ha sido escenario de la Copa América 1925, 1937 y 1946; y a nivel de clubes de finales de Copa Intercontinental 1968, 1969, 1970 y 1977; Copa Libertadores 1963, 1977, 1978, 1979, 2000, 2001, 2003, 2004, 2007, 2012 y 2018; Copa Sudamericana 2004, 2005 y 2012; Recopa Sudamericana 2005, 2006 y 2008, entre otros eventos deportivos. 
Por su parte, River es propietario del Estadio Monumental. Fue inaugurado el 26 de mayo de 1938 y posee una capacidad de 85 018 espectadores. Ha sido sede de la Copa Mundial de Fútbol 1978, Copa América 1987, 2011, Sudamericano de Selecciones
1946, 1959, y Juegos Panamericanos 1951; y a nivel de clubes de finales de Copa Libertadores
1962, 1966, 1976, 1985, 1986, 1996 y 2015; Copa Sudamericana 2003 y 2014; Recopa Sudamericana 1998, 2015, 2016 y 2019; Supercopa Sudamericana
1991 y 1997; y Copa Interamericana 1987. Además, es la sede regular e histórica de la Selección argentina.

## Reconocimiento internacional
Para señalar su relevancia mundial, es importante destacar una encuesta realizada por el diario inglés The Observer. Con motivo de su aniversario n.º50, este periódico decidió consultar a expertos del deporte sobre un evento que consideren apasionante. El editor de la revista World Soccer Magazine fue el elegido para el fútbol y describió este encuentro como «insuperable por ningún otro en el mundo por su pasión e intensidad». Así mismo, añadió el clásico español (Real Madrid-FC Barcelona), al Derbi de la ciudad de Milán (Inter-AC Milan), al Derbi escocés (Glasgow Rangers-Celtic Football Club) y al derbi turco (Fenerbahçe SK-Galatasaray SK) como eventos de similares características, además de destacar al Derbi de El Cairo egipcio Zamalek-Al-Ahly como el más importante de África. La revista inglesa FourFourTwo lo calificó como el clásico más grande del planeta y lo posicionó en el primer puesto de un ranking que involucra a otras nueve importantes rivalidades del fútbol mundial.
En enero de 2013, el superclásico formó parte de una discusión a nivel diplomático, cuando la Embajada de los Estados Unidos en Argentina realizó un video titulado «Fiebre del Superclásico». En el video, los funcionarios de diferentes secciones de la Embajada (incluidos el ministro consejero y la embajadora) debaten sobre quién ganaría el superclásico: «¿River o Boca?» Los diálogos entre los funcionarios imitan el lunfardo típico de cancha. En su primera semana, el video tuvo casi 50 000 visitas en YouTube.
En enero de 2014, en ocasión de disputarse el superclásico en Córdoba, se estableció un nuevo récord mundial Guinness con la mayor cantidad de personas flameando banderas durante cinco minutos.

## Historia

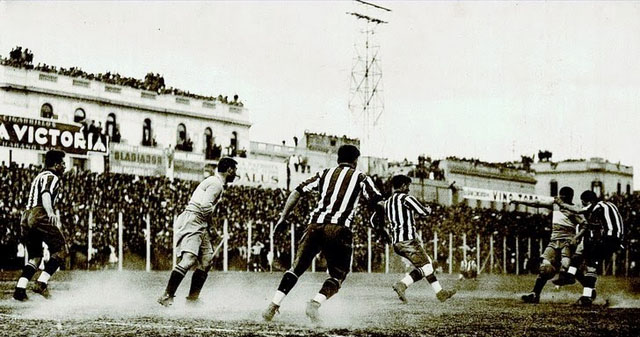
Superclásico disputado en 1931, primero en el profesionalismo. River Plate aún con su camiseta a bastones verticales, que abandonaría en 1932 para volver a su clásico diseño de la banda roja.

Según recopila el periodista Diego Estévez en su libro "320 superclásicos", el primer enfrentamiento entre ambos clubes se dio en el año 1908 con escasa cobertura de los medios, siendo informado un resultado de 2 a 1 a favor del club Boca Juniors. El primer triunfo en partidos oficiales fue para River y llegó en 1913, la primera vez que se cruzaban luego del paso de ambos clubes por las divisiones menores (River en la tercera categoría en 1905 y en segunda de 1906 a 1908; Boca en la segunda, de 1908 a 1912). En ese primer enfrentamiento oficial por el torneo de Primera División que se disputó el 24 de agosto de 1913 en el viejo estadio de madera del Racing Club, River ganó por 2:1. Cándido García y Antonio Ameal Pereyra, dos figuras del amateurismo rojiblanco, anotaron los goles para River, mientras que Marcos Mayer señaló el gol de Boca.

### Triunfos destacados de River

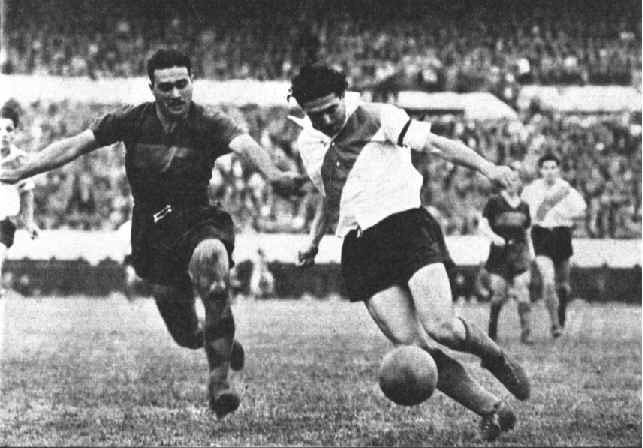
Ángel Labruna en un clásico de 1950.

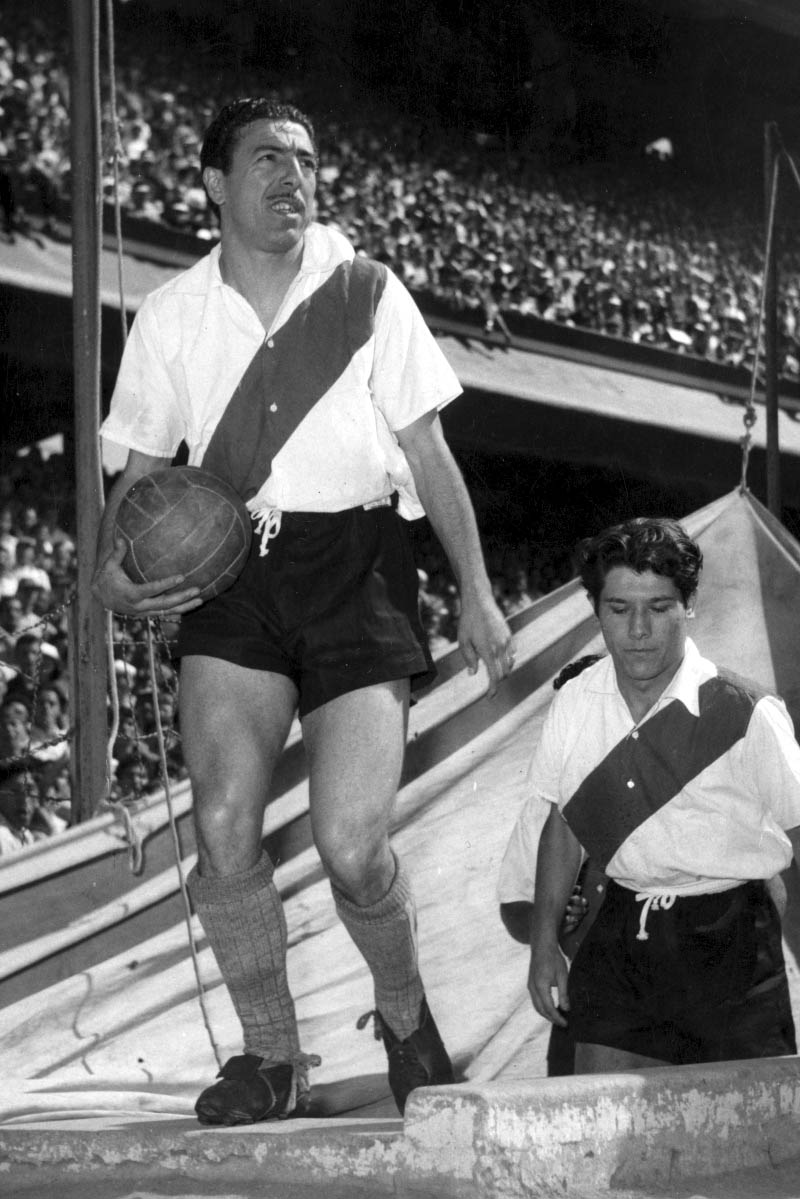
Labruna y Sívori ingresan a La Bombonera en 1955, donde darían la vuelta olímpica.

A continuación se listan los detalles de los encuentros recordados felizmente por la parcialidad millonaria, entre los que se destacan llevarse el partido con más goles, ser el primero en ganar en enfrentamientos internacionales y haber dado la vuelta olímpica en el estadio de su eterno rival en 3 superclásicos, como así también, 2 eliminaciones en 6 meses por copas internacionales (Copa Libertadores y Copa Sudamericana), la final de la Supercopa Argentina, y la histórica final por Copa Libertadores, entre otras. Además, cuenta con el máximo goleador de los superclásicos, Ángel Labruna, con 22 (16 en partidos oficiales y 6 en amistosos).
- El primer partido oficial entre ambos en 1913 sin dudas representa gran importancia ya que además fue el primer cotejo de esta histórica rivalidad en Primera División. River Plate ganó ese primer partido por 2 a 1 grabando la primera victoria en el primer Boca-River en la máxima categoría.
- Los superclásicos suelen tener un condimento especial por cualquier circunstancia que los rodee. Cuando alguien se encuentra sin chances de luchar por el título, se suele decir que este partido sirve para «salvar el año», lo que significa que salir victorioso le daría cierta «impunidad» a la hora de las discusiones. El primero en conseguir ese preciado objetivo fue River, cuando el 19 de noviembre de 1933 y en la última fecha lo derrotó por 3-1, resultado que le impidió al conjunto boquense asegurarse el título, el cual terminaría en manos de San Lorenzo de Almagro.
- La máxima goleada de River en el profesionalismo ocurrió el 19 de octubre de 1941, donde le propinó un 5-1 a su eterno rival, con goles de José Manuel Moreno, Ángel Labruna, Adolfo Pedernera y dos de Aristóbulo Deambrossi. Esta victoria en la anteúltima fecha del campeonato de ese año no solo fue importante por su abultado marcador, sino porque dejó al conjunto Riverplatense en la puertas de un nuevo Título.
- El 8 de noviembre de 1942, los millonarios logran un empate 2-2 en la Bombonera que les significa el campeonato tras ir en desventaja 2-0 al finalizar el primer tiempo. River dio la vuelta olímpica en la cancha de su eterno rival tras empatar con dos goles de Pedernera.
- El 31 de octubre de 1954, River obtendría una victoria que impediría que su clásico rival diera la vuelta olímpica en el Monumental. El marcador fue 3 a 0 y los millonarios celebraron el objetivo de haberle negado a Boca la posibilidad de festejar el campeonato en su estadio, como lo había hecho River en el de ellos en 1942.
- El 8 de diciembre de 1955, River vuelve a salir campeón durante un clásico en la Bombonera, tras ir perdiendo 0-1 en el primer tiempo, da vuelta el partido en dos minutos con goles de Labruna y Zárate, cuando faltaban menos de 20 minutos para los 90 reglamentarios. Vale aclarar que los 2 puntos del partido contra San Lorenzo 3 fechas atrás, no se le habían sido entregados a River hasta después de jugar contra Boca. Por lo que era necesario por lo menos sacar un empate para ser campeones ese día en el barrio de La Boca.

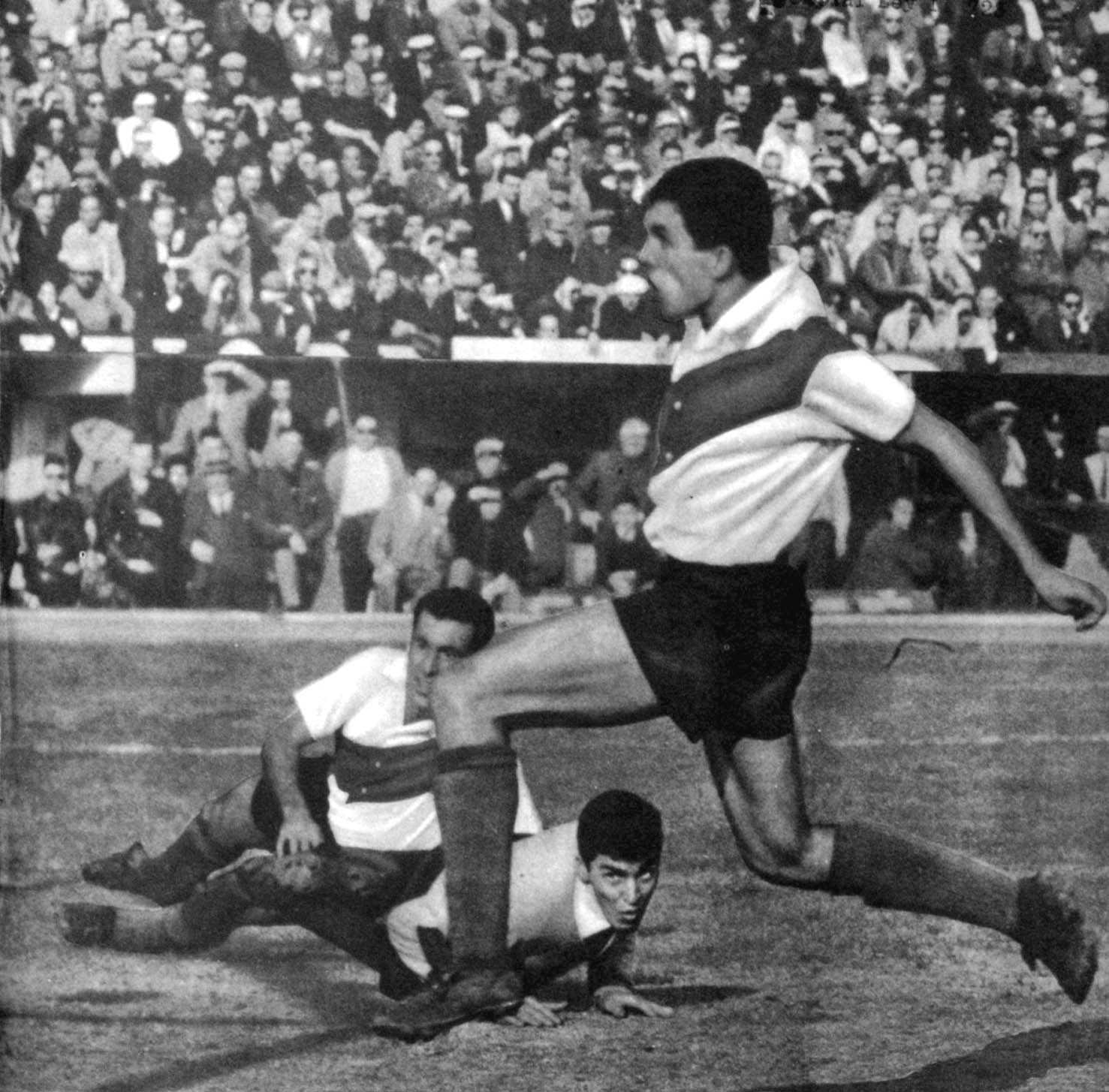
Tapa de El Gráfico, de 1962, con una foto del gol de Luis Artime, goleador de River Plate, a Boca Juniors en el Superclásico de 1962, con triunfo de River por 3 a 1

River dio la vuelta olímpica en la Bombonera y luego derrotó a su rival por 2 a 0 en el recordado Superclásico de 1986.

- El 10 de febrero de 1966 se enfrentaron por primera vez por una copa internacional. Fue en la Copa Libertadores de América, donde River consiguió alzarse con la victoria: 2-1 en el Monumental.
- Libertadores de 1970. Se enfrentaban River y Boca, solo uno pasaría a las semifinales. El 16 de abril de 1970, jugaron el partido de ida y la victoria fue para River, 1-0 con gol del «Chamaco» Carlos Rodríguez que con un cabezazo cruzado venció a Roma. Esa noche y ante un Monumental colmado, Pinino Más erró un penal que pudo significar una diferencia mayor. El 30 de abril, se disputó la revancha en la Bombonera. River dio una muestra de hombría y consiguió ponerse en ventaja con gol de Daniel Onega, aunque luego el partido acabaría empatado en 1 debido a un gran gol de Rojas para los xeneizes. Consumada la igualdad, la clasificación fue para River.
- El 27 de noviembre de 1971, por el torneo Nacional, River le gana a Boca por 3-1 en un partido nocturno disputado en cancha de Racing (Boca era local). Recién finalizada una huelga de futbolistas, Boca Juniors pone a su equipo titular, base del campeón Nacional de 1970, mientras que River Plate, que por entonces era dirigido por el brasileño Didí, presenta una alineación plagada de juveniles. Fue la primera vez que jugaron juntos los mediocampistas Norberto Alonso, Juan José López y Reinaldo Merlo. Aquel equipo juvenil de River le dio una lección de fútbol al experimentado plantel de Boca en un partido catalogado como «La noche de Walt Disney» por el periodista Osvaldo Ardizzone en la revista El Gráfico,[23][24] por el fútbol de fantasía practicado. Joaquín Pedro Martínez, Juan José López y Carlos Morete anotaron para River mientras que Ramón Héctor Ponce consiguió el empate parcial para Boca.
- Entre todos los clásicos, quizás el que se recuerda con mayor admiración por sus repentinos cambios de rumbo fue el que jugaron en cancha de Vélez Sársfield el 15 de octubre de 1972. River empezó ganando 2-0 y el partido parecía encaminarse a una goleada histórica. Sin embargo, una gran remontada de Boca puso el partido 4-2 para el xeneize y el mundo boquense era una fiesta. Faltando poco para el final, River logró poner el partido 4-4, y ya en tiempo de descuento, Carlos Morete puso el 5-4 para los millonarios en el superclásico con más goles de la historia. El partido se recuerda mucho tanto por los 9 goles que convirtieron en ese encuentro, que hasta la fecha es el clásico con más goles de la historia, sino también por ser una de las grandes remontadas de las que se tengan en el recuerdo. Los goles para River los convirtieron Morete, Más y Mastrángelo ( ambos lograban haces un doblete cada uno), mientras que para el lado de Boca el jugador Potente convertía un doblete (2 goles),mientras que Curioni y Ponce anotaron 1 gol cada uno.
- El 13 de diciembre de 1972, River y Boca se enfrentarían en la semifinal del Torneo Nacional de ese año. El encuentro lo ganó River por 3 a 2, lo que le permitió acceder a la final del certamen y frustrar la clasificación de Boca a la Copa Libertadores de 1973. Este encuentro significó el séptimo cruce eliminatorio entre ambos, y el sexto ganado por River hasta ese momento (contra uno solo de Boca).
- El 9 de noviembre de 1977 y en la Bombonera, se terminaba el Metropolitano de 1977 y River era el único puntero llegada la penúltima fecha. Boca se adelantó por medio de Vicente Pernía apenas empezado el partido, pero River lo empató con un penal de Daniel Passarella y lo terminó ganando en el último minuto con gol de Pedro Alexis González después de una corrida de 40 metros. River se consagraría campeón en la fecha siguiente.
- El 15 de octubre de 1978, River derrotaría a Boca por 1 a 0 con gol de Omar Labruna, hijo de Ángel, que por entonces dirigía al plantel de Núñez. Esta derrota fue la última sufrida por Boca en el torneo y significó la pérdida de la punta del campeonato para el conjunto de la Ribera, que terminaría perdiendo el campeonato por solo 1 punto a manos de Quilmes.
- El 2 de marzo de 1980, se produce la mayor goleada de River como visitante. Fue en la cuarta fecha del Metropolitano de 1980, River golea por 5 a 2 en la Bombonera con dos goles de Ramón Díaz, dos de Juan Ramón Carrasco y otro de Oscar Ortiz.
- El famoso partido recordado como el de la «pelota naranja» es el del 6 de abril de 1986, el gran día de Norberto Alonso, quien tras anotar 2 goles (el primero de ellos con una pelota de ese color) le dio el triunfo a River. El equipo de Nuñez había logrado el título en la fecha anterior y antes de comenzar el partido dio la vuelta olímpica, en el estadio de su eterno rival.[25][26]
- El 22 de noviembre de 1987, River remontó un partido impensado. Omar Palma falló un penal y más tarde Boca se pondría 2-0, con dos goles de Jorge Rinaldi. Pero en el segundo tiempo lo dio vuelta para ponerse 3-2 a poco de finalizar el encuentro, con gol del mismo Omar Palma. Al final del partido el árbitro cobró un penal en favor de Boca, que luego de ser pateado marcaba el final del partido. El tiro desde los doce pasos lo ejecutó Jorge Comas y lo erró, pasando la pelota por encima del travesaño.
- El 11 de diciembre de 1994 y dirigido por Américo Gallego, River se consagraría como campeón invicto, se dio el gusto de darle a Boca en una de las mayores exhibiciones de la historia en la Bombonera derrotándolo por 3-0 con goles de Ariel Ortega, Marcelo Gallardo y Enzo Francescoli. Con esa victoria, el conjunto millonario solo tuvo que esperar a que el escolta, San Lorenzo, juegue 3 días después el partido pendiente frente a Newell's de la 10.ª fecha. Finalmente San Lorenzo perdería el encuentro, consagrándose entonces automáticamente a River como campeón.
- El 23 de marzo de 1997, se dio otro clásico de resultados cambiantes. Boca vencía claramente a River en el Monumental por 3-0 en el primer tiempo. Incluso. Roberto Bonano le atajó un penal a Roberto Pompei cuando las cosas estaban 2-0 y Diego Latorre perdió varias ocasiones favorables para aumentar la diferencia. Cuando finalizaba el primer tiempo, Sergio Berti conseguía un estimulante descuento para River. La reacción definitiva llegaría en el segundo tiempo a través de un contragolpe de Facundo Villalba y finalizaría con un cabezazo sobre el final de Celso Ayala. El duelo terminaría empatado 3-3, y el conjunto Millonario rescataría un punto que le serviría para seguir sumando unidades y terminar ganando otro título más durante esa década, el Torneo Clausura 1997.[27]
- El 17 de octubre de 1999, River le volvió a ganar a Boca en el Monumental luego de 9 años (la última vez había sido en el Torneo Apertura 1990, por 2 a 0 y con goles de Jorge Higuaín y Rubén Da Silva). El Millonario, ganó el clásico con dos magníficos goles anotados por Pablo Aimar y Juan Pablo Ángel. Con la victoria ante Boca, River trepo a la punta del Torneo Apertura del cual un tiempo después se consagraría campeón, dejando atrás a Boca (además cortándole el camino hacia el primer tricampeonato) y cerrando una década inolvidable y llena de títulos junto a Ramón Díaz, quien más tarde dejaría la conducción técnica del equipo.
- El 10 de marzo de 2002, se produjo uno de los hitos más importantes de la historia reciente de River. River volvió a ganar en la Bombonera luego de 7 años y 9 meses sin triunfos como visitante por un 3 a 0 lapidario. Con Ramón Díaz como director técnico, el conjunto riverplatense ganó con goles de Esteban Cambiasso, Eduardo Coudet y Ricardo Rojas. Este último gol quedaría en la memoria de los simpatizantes riverplatenses por el modo en que fuera ejecutado, tocando el lateral paraguayo suavemente el balón y haciéndolo pasar por arriba del portero Roberto Abbondanzieri, ante la floja salida de este último. Dicha jugada, por la suavidad con la que fuera ejecutada, se ganaría el apodo de «la vaselina».[28] River nuevamente cortó un invicto de Boca en el Torneo y nuevamente se encaminó al título que ganaría al final del Campeonato.
- El 16 de mayo de 2004 y por el Torneo Clausura, el equipo millonario llegaba al partido dos puntos por debajo de Boca quien se encontraba invicto luego de 14 fechas. River termina ganando en la Bombonera por 1-0 con gol de Fernando Cavenaghi. El triunfo le dio una ventaja que lo llevaría a ser campeón unas fechas más tarde.
- El 8 de octubre de 2006, Boca llegaba invicto y se encaminaba sin sobresaltos al título, era el máximo favorito por su gran momento y el mal momento de River. Sin embargo, las grandes actuaciones del juvenil Gonzalo Higuaín, quien convirtió un gol con el taco de su pie derecho y otro eludiendo al arquero Aldo Bobadilla, y del santafesino Fernando Belluschi, que habilitó a Ernesto Farías y marcó el tercer gol, le dieron la victoria por 3-1. Con este triunfo, River logró terminar con el invicto de su rival de siempre. Estos tres puntos perdidos fueron decisivos para evitar que Boca se consagrara tricampeón por primera vez en su historia.
- El 30 de marzo de 2014 y luego de 10 años de haber logrado su última victoria en cancha de Boca, 4 años de su último superclásico ganado y 2 años de su regreso a la Primera División, River se volvería a imponer en cancha de Boca, al ganarle a su rival por 2-1. Aquel cotejo, tuvo sabor de desquite para los simpatizantes riverplatenses, quienes por decisión del Comité de Seguridad y de la AFA, tuvieron vedado el ingreso a la Bombonera. Boca jugó ese partido con público exclusivamente local. Los artífices de esta victoria fueron el mediocampista Manuel Lanzini y el defensor lateral Ramiro Funes Mori (el héroe menos pensado, quien hizo un gol sobre el final) mientras que Juan Román Riquelme convirtió para el local. La victoria tendría su cuota de épica, debido a que el árbitro del encuentro cedió un tiro de esquina y a unos pocos minutos del final, Funes Mori metería un cabezazo que sentenciaría el 2-1 histórico. El partido terminó con los hinchas de River Plate festejando este heroico «Bombonerazo» o «Ramirazo».
- En el marco del primer cruce superclásico internacional después de 10 años, el 27 de noviembre de 2014, El Millonario y el Xeneize se enfrentaron por la vuelta de las semifinales de la Copa Sudamericana, en el encuentro de ida empataron 0-0 en La Boca. En el encuentro jugado en el Monumental, River comenzó el partido con un penal en contra a los 15 segundos de partido, que termina siendo atajado por Marcelo Barovero. Luego tras una buena jugada colectiva, Leonardo Pisculichi a los 16 minutos del PT sella el definitivo 1 a 0. Con este resultado, River dejó afuera a Boca por eliminación directa por primera vez en una competencia internacional, desquitándose de la derrota por penales del 2004 y llegó a una nueva final internacional tras 11 años, de la cual se consagraría campeón al vencer a Atlético Nacional por 3 a 1 en el resultado global. Boca, por su parte, cerraría un 2014 en el que jugó 8 superclásicos, no pudiendo ganar en ninguno de ellos.[29]
- El 7 de mayo de 2015, River Plate se enfrenta a Boca Juniors por la ida de los octavos de final de la Copa Libertadores 2015, luego de haber finalizado la fase de grupos como peor segundo (°16) en la tabla general de clasificados con 7 puntos, y Boca Juniors como mejor primero (°1) con 18 puntos. El partido de ida disputado en el estadio Monumental, River venció por 1 a 0 con gol de penal de Carlos Sánchez. Luego, el partido de vuelta sería suspendido en el entretiempo por un grave ataque con gas pimienta orquestrado por la parcialidad xeneize a los jugadores de River Plate cuando estos se disponían a disputar el segundo tiempo del encuentro. Debido a dicho incidente y posteriores disturbios por parte de plateistas locales, Conmebol resolvió suspender el partido y descalificar al conjunto local, siendo River Plate quién avanzaría a la siguiente fase de la copa.
- El 14 de mayo de 2017 River Plate visitaba a Boca Juniors en la Bombonera. Boca venía de estar puntero hace varias fechas, Y el club de Núñez se encontraba más abajo en la tabla. River le ganaría 3 a 1 a Boca en la Bombonera con tantos de Gonzalo Martínez, Lucas Alario y sobre el final, cuando parecía que Boca lo empataba, Sebastián Driussi terminaría poniendo cifras definitivas.
- El 14 de marzo de 2018 River Plate y Boca Juniors se enfrentaron en la final de la Supercopa Argentina 2017, en el Estadio Malvinas Argentinas de Mendoza. Boca venía de consagrarse en el torneo local y River en la Copa Argentina. Esta fue la segunda vez en la historia del fútbol argentino que River y Boca se vieron las caras en una final por un título, siendo la anterior el encuentro por el Campeonato Nacional 1976. Ambos equipos llegaban en situaciones muy distintas, el conjunto millonario venía de una debacle futbolística importante, había sumado muy pocos puntos y se encontraba muy abajo en la tabla. Por su parte, los xeneizes venían de estar punteros hace 15 meses, sumando el torneo anterior que habían ganado, y mantenían una importante ventaja de puntos con respecto a su perseguidor Talleres de Córdoba. A pesar de eso, River terminaría quedándose con la victoria por 2 a 0 con goles de Gonzalo Martínez de penal e Ignacio Scocco, y obteniendo así la Supercopa Argentina por primera vez.
- El 9 de diciembre de 2018, River Plate y Boca Juniors se enfrentaron en el partido de vuelta por la final de la Copa Libertadores 2018. Fue sin dudas el Superclásico y la final de clubes más importante de la historia del fútbol mundial. El partido debió jugarse en el Estadio Santiago Bernabéu de la ciudad de Madrid, España, luego de que la entidad Conmebol tomara la decisión que se disputase allí a raíz del incidente ocurrido el día 24 de noviembre de 2018, en que el micro que transportaba al plantel de Boca fuera atacado con piedras a unos 700 metros antes de su llegada al estadio Monumental por parte de hinchas de River. El hecho provocó que algunos jugadores xeneizes resultaran afectados por el gas lacrimógeno lanzado por la policía, que ingresó al micro a través de las ventanas rotas. Finalmente, luego de 15 días agónicos, el partido se disputa en el estadio del Real Madrid siendo victoria del conjunto de River Plate por 3 a 1 en tiempo suplementario (y con la expulsión de Wilmar Barrios) con goles de Lucas Pratto, Juan Fernando Quintero y Gonzalo Martínez, obteniendo así sobre su eterno rival, su cuarta Copa Libertadores de América.
- Luego de la histórica final en Madrid, River y Boca se enfrentaron nuevamente en la semifinal de la Copa Libertadores 2019. El partido de ida se disputó el 1 de octubre en el Estadio Monumental con victoria de River por 2-0, con goles de Rafael Santos Borré e Ignacio Fernández. La revancha se disputó el 22 de octubre en La Bombonera y aunque Boca se llevó la victoria por 1 a 0, la ventaja obtenida por River en el primer partido le permitió clasificar a la Final. De esta manera el equipo Millonario se clasificó por segunda vez consecutiva a la final de la Copa Libertadores.

### Triunfos destacados de Boca

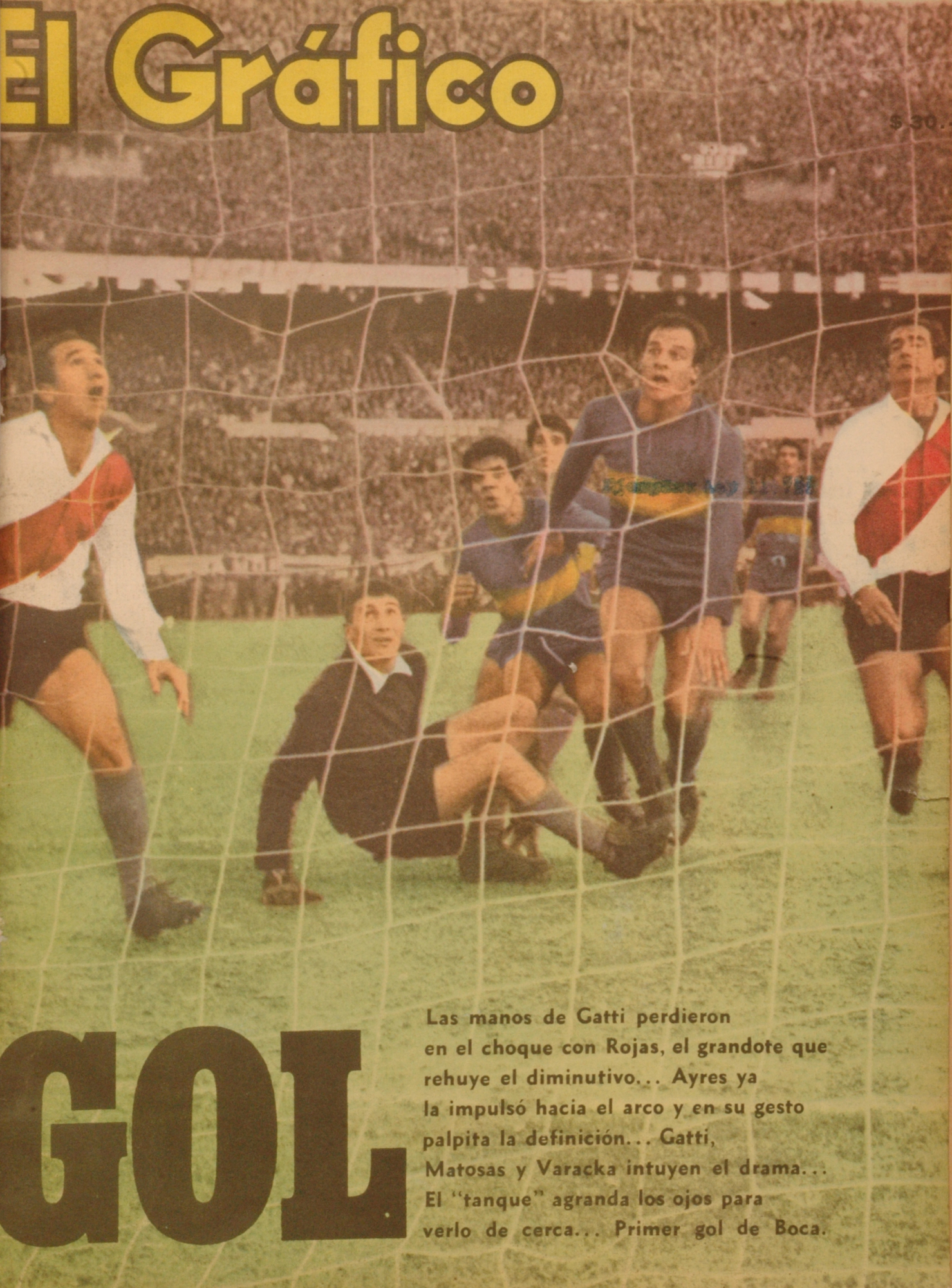
Gol de Boca a River, El Gráfico del 6 de julio de 1965.

La siguiente lista repasa los principales triunfos y alegrías boquenses, en los cuales sobresalen las eliminaciones de Copa Libertadores, la primera goleada de la historia, la máxima goleada de la historia, la mayor racha sin derrotas, las vueltas olímpicas en el estadio de su eterno rival y estar invicto como local en partidos internacionales, entre otras.
- La visita de River a la cancha de Boca, el 23 de diciembre de 1928. Fue 6:0 a favor de Boca Juniors. En este partido, River jugó con 2 jugadores menos cuando 2 de ellos tuvieron un accidente al chocar las cabezas al querer sacar una pelota aérea. Esta es la máxima goleada en la historia de los Superclásicos.
- El primer enfrentamiento de Boca y River en el profesionalismo fue el 20 de septiembre de 1931. Disputaron la fecha 17 del torneo argentino, y el encuentro terminó empatado 1:1 con un gol sobre el final de Francisco Varallo. El partido se suspende debido a que tres jugadores de River expulsados, se niegan a retirarse del campo de juego. El Tribunal de Honor finalmente le da por ganado el partido a Boca Juniors por 1:0.
- El 6 de enero de 1932, se enfrentarían nuevamente en la última fecha del torneo (correspondiente a 1931). Boca se había consagrado como campeón en la fecha anterior y llegó a disputar el superclásico en el estadio de River. Fue goleada del equipo Xeneize por 3:0, y luego, sus jugadores dieron la vuelta olímpica en el campo de juego del eterno rival.

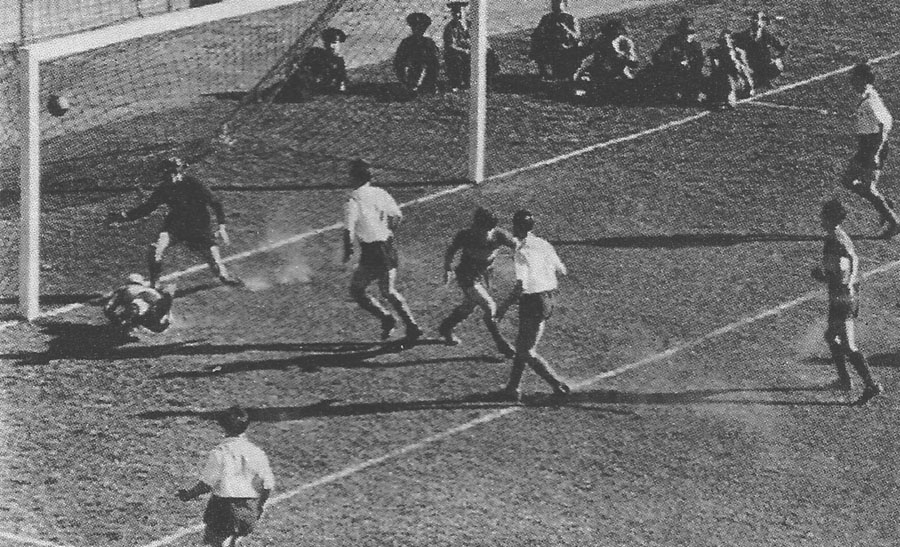
El célebre gol de «palomita» de Severino Varela en 1943, que le dio una victoria clave a Boca Juniors por 2:1 en la Bombonera.

- Uno de los superclásicos más recordados del siglo XX, se llevó a cabo el 26 de septiembre de 1943 por el campeonato nacional. Boca Juniors ganó 2:1 en la Bombonera, con un histórico gol de "palomita" de Severino Varela, y finalmente terminó como campeón de dicho torneo.
- El 15 de agosto de 1946, se enfrentaron en instancias de semifinales por la Copa de Competencia Británica. Fue triunfo del conjunto Xeneize por 2:0 con goles de Pío Corcuera y Gregorio Pin. De esta forma, Boca Juniors dejaría fuera de la copa al famoso equipo de River Plate apodado "La Máquina" y luego, se consagraría como campeón invicto venciendo en la final a San Lorenzo disputada en el estadio de River, dando nuevamente la vuelta olímpica en la casa de su clásico rival.
- Al cabo de 18 años, Boca pudo resarcirse de aquella goleada de 1941. Fue el 19 de mayo de 1959 en La Bombonera, con goles de Osvaldo Nardiello, José Antonio Yudica en dos ocasiones, Juan José Rodríguez y Pedro Enrique Mansilla, acabaron derrotando a su clásico rival por el mismo resultado, 5:1. Más tarde y en 1982, se volvería a repetir el mismo resultado pero esta vez en El Monumental.
- Uno de los más recordados por el conjunto Xeneize fue el del 9 de diciembre de 1962. Transcurría la penúltima jornada del campeonato, ese día Boca llegaba como único líder, y River todavía con chances de arrebatarle el título. Boca se adelantó a través de Paulo Valentim, pero a cinco minutos del final hubo un penal para River. Antonio Roma, el arquero de Boca, le atajó el penal al brasileño Delem adelantándose claramente. Tras las protestas de los riverplatenses, el árbitro del partido, Carlos Nai Foino les soltó una frase que hoy en día es una máxima del fútbol: «penal bien pateado, es gol».[30] Boca ganó el partido y se consagró campeón en la fecha siguiente.
- Boca y River llegaron al clásico del 8 de diciembre de 1965, por la antepenúltima fecha del torneo con 45 unidades cada uno. River pegó primero con gol de Luis Artime a los 9 minutos. Los Xeneizes consiguieron la igualdad a los 3 minutos del segundo tiempo, gracias a un bombazo de Oscar Pianetti. Sobre el final del partido y a los 87 minutos, Norberto Menéndez conectó un violento zurdazo que se transformó en el tanto de la victoria auriazul. Una semana y media después, el equipo de la Ribera se consagró campeón.[31]

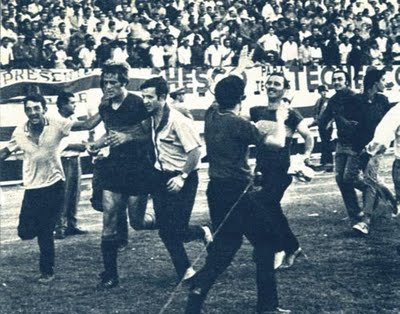
Silvio Marzolini, encabezando la vuelta olímpica de los jugadores de Boca en el Monumental en 1969.

- El 14 de diciembre de 1969, volvieron a enfrentarse en el final del torneo, ambos con chances. Boca le llevaba 2 puntos a River, pero a River no le alcanzó el 2:2 después de haber revertido un 0:2 en contra y así Boca consiguió el título. Lo más destacado de este encuentro fue que Boca pudo disfrutar de otra vuelta olímpica frente a su eterno rival y en pleno estadio Monumental.
- El del 21 de febrero de 1974, fue especial no solo porque Boca le ganó 5:2, sino porque además fue el partido que tuvo mayor cantidad de goles convertido por un mismo jugador. Fue Carlos María García Cambón quien anotó casi todos los tantos para Boca Juniors (anotó 4 goles) en el día de su debut con la camiseta Xeneize.
- El 22 de diciembre de 1976, se disputó la primera final de la historia entre los clásicos rivales. El escenario fue la cancha de Racing (neutral), y allí Boca Juniors se consagró como campeón del Torneo Nacional al vencer a River por 1:0. El gol lo convirtió Rubén Suñé, tomando por sorpresa a Ubaldo Fillol mediante la rápida ejecución de un tiro libre directo.[32]
- Otro enfrentamiento muy recordado en favor de Boca, se llevó a cabo el 17 de octubre de 1978, cuando se enfrentaron por las semifinales de la Copa Libertadores. Tras el partido de ida en La Bombonera (0:0), dicho día se disputó el encuentro de vuelta en El Monumental, y fue victoria del conjunto Xeneize por 2:0 con goles de Ernesto Mastrángelo y Carlos Salinas. De esa forma, Boca Juniors eliminó a River Plate de la copa, y accedió a la final contra el Deportivo Cali, a quien también derrotaría y se consagraría como bicampeón de América (invicto).
- El 10 de abril de 1981, fue el primer superclásico de Diego Armando Maradona. El famoso 10 argentino anotó un gol histórico, durmiendo la pelota con el empeine, en un partido en el que Boca golearía por 3:0. Además este partido le dio el envión al equipo de la Rivera que más tarde le valió el Metropolitano de 1981.
- El 7 de marzo de 1982, Boca volvería a repetir el resultado del partido de aquel 1959 que terminó con un impresionante 5-1 con goles de Oscar Ruggeri, Ricardo Gareca y Carlos Córdoba (estos dos últimos anotaron en dos ocasiones) para terminar una tarde donde salió prácticamente todo lo que se buscó. Cabe destacar que River no presentó su equipo habitual sino uno integrado por juveniles, por huelga del elenco titular.
- Durante la década de 1990, Boca llegó a sumar la racha invicta más amplia de la historia: 13 partidos (entre amistosos y oficiales) consecutivos sin perder contra River, dirigido por Óscar Washington Tabárez. Una de esas victorias se produjo en un partido de primera ronda de la Copa Libertadores 1991. Boca le ganó el partido de ida a River por 4:3 de forma agónica (revirtió el resultado tras ir perdiendo 1:3) con goles de Diego Latorre en dos ocasiones (quién metió el último gol del partido de «media tijera»), Blas Armando Giunta y Víctor Hugo Marchesini. En la vuelta se impondría 2 a 0.[33]
- El 14 de julio de 1996, volvió a ser fiesta boquense. A partir de la gran actuación de Claudio Paul Caniggia quien marcó 3 goles, uno de ellos luego del rebote de un penal malogrado por Diego Maradona. Boca goleó a River (quién venía de ganar la Libertadores) por 4:1 en La Bombonera.
- Para ratificar la enorme racha positiva Xeneize de la década de 1990, uno de los partidos que dejó en evidencia la supremacía Xeneize en clásicos por aquellos años fue el encuentro del Torneo Apertura 1996, un emotivo partido en el que River venía de ganar todo tipo de títulos y Boca atravesaba una larga racha negativa con una sequía de campeonatos desde 1992. Comenzaron ganando los Xeneizes con un gol de Roberto Pompei a los 5 minutos, pero más tarde empató Marcelo Salas con un gran derechazo al ángulo derecho del arquero. En el segundo tiempo una mano de Celso Ayala juzgada «intencional» por el árbitro del partido, le dio el penal a Boca que más tarde convertiría el uruguayo Gabriel Cedrés. Pero minutos después, Juan Pablo Sorín volvía a igualar las cosas con un cabezazo cruzado. Pero sobre el tiempo de descuento, un muy recordado gol del uruguayo Hugo Romeo Guerra convertido con la nuca mientras buscaba la posición de la pelota, le daba el triunfo a los xeneizes por 3-2, alargando una vez más una racha que a esta altura y con partidos ganados de forma tan agónica parecía inquebrantable.
- El 25 de octubre de 1997, resultó ser una fecha realmente histórica para los superclásicos y para el fútbol en general. Ese día, disputó Diego Armando Maradona el último partido oficial de su carrera, y fue victoria de Boca Juniors por 2:1 (tras ir perdiendo 0:1) con otro gol agónico y sobre el final, pero esta vez de Martín Palermo. Lo más curioso, resultó ser que Maradona salió reemplazado por un joven Juan Román Riquelme, quién a partir de allí se haría dueño de la camiseta número 10 del conjunto Xeneize y finalmente se consagraría como uno de sus máximos ídolos.
- El 24 de mayo de 2000, fue uno de los días más felices para Boca en la historia de los superclásicos. Tras caer 2:1 en la ida de los cuartos de final de la Copa Libertadores, derrotó a River por 3:0 en La Bombonera, con el recordado gol de Martín Palermo, quién volvía a jugar después de seis meses de recuperación de una rotura de ligamentos en la rodilla. Boca eliminó a River, luego fue Campeón de América y comenzó una época dorada de la mano de Carlos Bianchi.
- El 9 de noviembre de 2003, en el Superclásico correspondiente al Torneo Apertura de ese mismo año, Boca le gana a River por 2:0 en El Monumental, con los goles de Sebastián Battaglia de cabeza y luego uno de los goles más recordados por la gente Xeneize, el gran gol del brasileño Pedro Iarley, que volvió «loco» con la famosa «bicicleta» a los defensores Horacio Ameli y Eduardo Tuzzio, para sacar un remate cruzado duro y colocado que el arquero Franco Costanzo no logró rechazar. Boca lo venció por 2:0, con toques, lujos y una diferencia futbolística notoria. Este encuentro dejó en la cuerda floja al técnico de River, el chileno Manuel Pellegrini, quien renunciaría al mes siguiente. Asimismo, el club de la Ribera finalmente sería campeón de dicho torneo.
- Uno de los superclásicos más recordados de la historia se dio en las semifinales de la Copa Libertadores 2004. Además de la gran relevancia a nivel competición, este pasará a la historia por ser la primera vez que solo se deja ingresar al público local en cada uno de los encuentros como medida de seguridad preventiva. Boca había derrotado a River por 1:0 en la ida en La Bombonera con gol de Rolando Schiavi de cabeza después de un centro desde la derecha, en un partido marcado también por los incidentes que hubo entre los jugadores de ambos equipos en el primer tiempo a raíz de las polémicas expulsiones de Raúl Alfredo Cascini y Marcelo Gallardo. En El Monumental, River se adelantó con gol de Lucho González al inicio de la segunda parte pero a 5 minutos del final, Carlos Tévez empató y festejó gesticulando con burla a la parcialidad local, actitud vergonzosa que le costaría la expulsión. Inesperadamente y en el tiempo de descuento, el defensor Cristian Nasuti volvió a poner a River en ventaja por 2:1 al definir de zurda al segundo palo tras un centro proveniente de un tiro libre, y la situación se resolvería en los penales, donde Boca venció 5-4 a River tras el remate de Maxi López atajado por Roberto Abbondanzieri y la conversión final de Javier Villarreal para darle la victoria por penales al conjunto Xeneize.
- El 19 de octubre de 2008, Boca volvió a ganar en El Monumental luego de 5 años. Durante casi todo el segundo tiempo, Boca jugó con uno menos debido a la expulsión de Hugo Ibarra. Sin embargo, River no pudo crear situaciones claras de gol y el juvenil Lucas Viatri de cabeza, tras un centro de Juan Román Riquelme, marcó el tanto que le dio por ganado el segundo superclásico consecutivo a Boca dentro del mismo año.
- El 15 de mayo de 2011, Boca le ganó a su eterno rival por 2:0, en lo que sería el último superclásico del mítico goleador Martín Palermo y el último antes del descenso de River a la B Nacional. El partido hasta el minuto 27 del primer tiempo fue dominado por River, que jugaba mejor que Boca. Sin embargo, una pelota desviada produjo un córner para Boca y el tiro de esquina acabó en gol en contra del arquero de River, Juan Pablo Carrizo. Dos minutos más tarde, Boca convertiría el segundo gol mediante un cabezazo definido por Martín Palermo, culminando así su historia en los superclásicos de manera exitosa. El clásico acabaría siendo dominado claramente por Boca en la segunda mitad y con algunos disturbios en el final que acabaría con las expulsiones de Clemente Rodríguez y Matías Almeyda, quien se iría del campo haciendo gestos a la parcialidad local y besándose la camiseta, ante la reprimenda de dos efectivos policiales encargados de la seguridad del estadio, lo que lo llevó a ser multado con 14 000 $ bajo la causa de «enardecer a la multitud en espectáculo deportivo».
- El 25 de enero de 2012, en Chaco, se jugó el primer superclásico del año y también el primero estando River en la B Nacional. Durante los primeros minutos, River dominaba (tuvo cuatro llegadas en tres minutos), pero al minuto 8 del primer tiempo Pablo Mouche pateó un centro que terminó en gol del juvenil Nicolás Blandi. Luego de la expulsión de Alejandro Domínguez a los 25' del primer tiempo y de Facundo Roncaglia a los 27' del segundo, el partido se emparejó, pero Boca todavía dominaba. El golpe final sería a los 34' del segundo tiempo cuando después de un pase de Nicolás Colazo, vino el segundo gol de Boca, otra vez convertido por Nicolás Blandi. El partido terminó 2:0 a favor del conjunto boquense. Cuatro días después, el 29 de enero, se jugó otro superclásico, esta vez en la Mendoza, partido que también fue victoria (1:0) para el equipo xeneize, con un gol convertido por Pablo Mouche.
- El 6 de octubre de 2013, Boca volvió a ganarle a River en el Monumental luego de 5 años. Ambos equipos venían teniendo un Torneo Inicial con altibajos, un motivo por el cual hacía que el clásico se volviera más apasionante, ya que el que ganara el partido continuaría en la pelea por el título, y el que perdiera se quedaría afuera de la lucha de este mismo. Tras un comienzo dominador del conjunto local, llegó el gol de Boca por intermedio de Emmanuel Gigliotti a los 24 del primer tiempo, anticipándose a Jonatan Maidana a la salida de un centro de Juan Manuel Martínez y convirtiendo el único gol del partido que le daría a Boca la victoria n.°70 ante River en el Profesionalismo, estirando aún más la ventaja de Boca en el historial, y poniendo al conjunto Xeneize entre los primeros del campeonato. Esta victoria tuvo mucha repercusión, ya que fue la segunda vez en la historia que el conjunto Xeneize gana en el Estadio Monumental jugando sin público visitante.
- El 31 de enero de 2015, Boca le ganó a River un partido amistoso en Mendoza de manera categórica y aplastante por 5-0, aprovechando las numerosas expulsiones de su rival.[34] A los 15 minutos, el juvenil Franco Cristaldo aprovechó un error en la defensa para quedar mano a mano y definir de manera brillante. A los 21 minutos, un contragolpe perfecto derivó en un pase de más de 30 metros de Andrés Chávez para Sebastián Palacios quien no falló ante Marcelo Barovero. A los 30 minutos, fue el propio Andrés Chávez quien aprovechó la oportunidad y convirtió el tercer tanto. En el complemento con las expulsiones de Camilo Mayada, Carlos Sánchez y Teófilo Gutiérrez, River terminó con 8 jugadores. Sobre el final del partido, llegaron los dos restantes goles de Jonathan Calleri y el juvenil Rodrigo Bentancur, concluyendo así la máxima goleada en los superclásicos del verano y cerrando una semana perfecta para el Xeneize, que ya le había ganado a River la semana anterior por 1-0 en Mar Del Plata con gol de Franco Cristaldo.
- El 11 de diciembre de 2016, Boca le volvió a ganar a River en el Monumental por 4 a 2 en un superclásico que sin dudas quedará en el recuerdo por lo cambiante, atractivo y apasionante del partido.[35] A los 13 minutos, el delantero Walter Bou aprovechó una gran asistencia de Carlos Tévez para quedar mano a mano y definir de manera brillante ante Augusto Batalla. A los 33 minutos, un error de Gino Peruzzi le sirvió en bandeja el empate a Sebastián Driussi quien no falló ante Axel Werner y puso el 1 a 1 para River. A los 39 minutos y tras un centro de Jorge Moreira, Lucas Alario estampaba el 2 a 1 para el Millonario que en una ráfaga daba vuelta el partido. A los 61 minutos del complemento, y cuando el conjunto local parecía tener todo a disposición para liquidar el encuentro, Carlos Tévez aprovechó un error grave de Augusto Batalla e igualó las cosas 2 a 2. Luego, a los 81 minutos y cuando el partido estaba para cualquiera de los dos, otra vez Carlos Tévez, la gran figura del partido, marcaba un verdadero gol tras una gran asistencia de Cristian Pavón y ponía el 3 a 2 parcial para el conjunto de la rivera que empezaba a asegurarse la victoria, la cual sería sellada con el 4 a 2 final tras el gol de Ricardo Centurión, en el último minuto del partido. De esta manera, Boca no solo se aseguraba otra victoria más, sino también la punta del campeonato del cual se terminaría consagrando campeón.
- El 5 de noviembre de 2017, Boca le ganó a River en el Monumental por 2 a 1. River venía de ser eliminado de la Copa Libertadores a manos de Lanús por lo que era importante ganar este partido mientras que Boca venía siendo líder de la Superliga invicto y con un buen presente. A los 41 minutos de juego, el colombiano Edwin Cardona abriría el marcador con un gol de tiro libre para Boca luego de una falta de Ignacio Martín Fernández que Germán Lux no llegaría a alcanzar. Luego a los 68 minutos, Leonardo Ponzio empataría para River marcando un gol desde fuera del área luego de un mal despeje de la defensa "Xeneize". Pero a los 72 minutos, el uruguayo Nahitan Nández decreta el 2-1 para el equipo visitante realizando una volea dentro del área al palo opuesto del arquero "Millonario" luego de una gran asistencia de Pablo Pérez. El partido terminó a favor de Boca que finalmente se terminaría consagrando campeón de la Superliga.

### Episodios negativos
Estos encuentros también tienen notas negativas en las que sobresale la violencia. El primero del profesionalismo, jugado el día 20 de septiembre de 1931 fue marcado por la polémica. River se puso en ventaja a los 15', pero Francisco Varallo empató para Boca rápidamente a los 28' tras un controvertido penalti. El arquero de River Jorge Iribarren tapó el disparó, y también el primer rebote. Al segundo rebote, el mismo delantero boquense contó más tarde que con sus brazos le trabó una pierna al arquero para poder anotar. El árbitro Enrique Escola convalidó el gol y expulsó a 3 jugadores de River por protestar. La actitud de éstos de quedarse en el campo y no retirarse, produjo incidentes que luego se trasladaron a las tribunas. Todos los jugadores de River decidieron retirarse disconforme con el fallo arbitral, por lo que el Tribunal de Penas de la Liga Argentina de Football, días después del encuentro, le dio el partido ganado a Boca 2-1.

#### Tragedia de la «Puerta 12»
El 23 de junio de 1968, River y Boca jugaron en El Monumental en el marco del torneo Metropolitano de ese año finalizando el superclásico con un opaco 0-0. Sin embargo, este encuentro no sería recordado por el aspecto futbolístico. Luego de finalizado el partido se produjo la peor tragedia en la historia del fútbol argentino en cantidad de muertos. En su retirada del estadio, los simpatizantes visitantes se encontraron con una trampa mortal en la Puerta 12. Nunca se supo exactamente los motivos exactos, pero la presión de la gente que intentaba retirarse sin éxito atrapó a cientos de personas entre avalanchas de público y provocó 71 muertos.

#### La emboscada de los barras de Boca
El 30 de abril de 1994, River le ganó 2-0 a Boca en la Bombonera por el Torneo Clausura de dicho año. Después del partido, un grupo de 60 hinchas de Boca salió de la Bombonera y se dirigió a una zona descampada, cercana a las vías, donde se reunieron debajo de un árbol y sacaron armas de varios bolsos que tenían escondidos. Allí aguardaron a un grupo de hinchas de River que viajaban en un camión de tipo "mosquito" y lo atacaron cuando éste ingresó a la Avenida Huergo, ejecutando más de 30 disparos de bala y provocando la muerte de los simpatizantes Walter Vallejos y Ángel Delgado, además de dejar otros tres heridos de gravedad.
El Tribunal Oral 17, compuesto por tres juezas, enjuició a los miembros de La 12 Juan Daniel "Dany" Silva, Jorge Darío "Gomina" Almirón, José "El Abuelo" Barrita, Jorge "Freddy" o "Bolita Niponi" Cáceres Romero, Edgardo "Chino" o "Alex" Allende, Marcelo Fabián "Marcelo de Lomas" o "Manco" Aravena, Miguel "Manzanita" Santoro, y Mario "Uruguayo" Bellusci Martínez por los asesinatos. Finalmente, Villagarcía, Santoro, Aravena, Cáceres Romero y Almirón fueron condenados por homicidio reiterado, tentativa de homicidio y asociación ilícita a 20 años de prisión. Silva fue condenado a 15 años de prisión por homicidio reiterado y tentativa de homicidio. Bellusci Martínez y Allende a 5 años solo por asociación ilícita: salieron la misma noche del fallo porque llevaban tres años detenidos. Al "Abuelo", en cambio, se lo sobreseyó de las muertes. El Tribunal evaluó que no estaba en el lugar del hecho, y tampoco pudo probar su participación en la planificación. De todas maneras, el "Abuelo" fue condenado a 13 años de cárcel por liderar una asociación ilícita y por extorsión.

#### El episodio del gas pimienta
El jueves 14 de mayo de 2015, Boca y River definían en la Bombonera el pase a cuartos de final en el partido de vuelta de los octavos de final de la Copa Libertadores 2015. Luego de una primera mitad que concluyó sin goles, sin jugadas de peligro del equipo local y al regresar para jugar el segundo tiempo, los jugadores de River Plate recibieron una agresión con una preparación «tumbera» denominada «mostacero». Ésta fue arrojada a los futbolistas a través del alambrado que divide la tribuna popular del estadio con el campo de juego, y entre la manga y el túnel, que unen a los vestuarios con el césped. Dicha preparación es una mezcla casera que incluye ají picante, pimienta cayena (que provoca un principio activo denominado capsaicina que causa ardor y dolor) y un ácido para que fermente. Leonardo Ponzio, Matías Kranevitter, Leonel Vangioni y Ramiro Funes Mori fueron los jugadores más afectados por este compuesto, causándole lesiones en los ojos y en la piel. Tras casi 75 minutos de espera, los directivos de la Confederación Sudamericana de Fútbol decidieron suspender el partido bajo una lluvia de piedras arrojadas por los plateistas locales. Finalmente, la Conmebol le dio el pase a cuartos de final a River Plate (dando por ganado el encuentro 0-0, por aplicación del reglamento disciplinario de la entidad) y decidió sancionar a Boca Juniors con jugar sus próximos 4 partidos a puertas cerradas en la siguiente competencia de Conmebol de la que participase, y una multa de 200 000 USD. Boca apeló, pero fue confirmada la resolución. Luego meses más tarde Conmebol le reduciría la pena a solamente 2 partidos.

#### El episodio de las pedradas al micro de Boca
El 24 de noviembre de 2018, se debió definir el campeón de la quincuagésima novena edición de la Copa Libertadores, cuando aproximadamente a 700 metros antes de su llegada al estadio Monumental parte del equipo de Boca Juniors fue herido por hinchas del club millonario, esto ocurrió al arrojar piedras y objetos contundentes, rompiendo los vidrios del colectivo donde viajaba el conjunto xeneize. Finalmente tras el arribo del plantel al estadio, su capitán, Pablo Pérez y Gonzalo Lamardo fueron trasladados al hospital Otamendi para ser tratados a raíz de la herida ocular que les causaron pequeñas partículas de vidrios que ingresaron en uno de sus ojos. Estos problemas llevaron a Conmebol a postergar el partido que estaba estipulado para las 17:00 del 24 de noviembre. En un principio, dicha confederación había postergado el partido para las 18:00, luego a las 19:15 para posteriormente suspenderlo hasta el domingo 25 de noviembre a las 17:00.
Ya siendo domingo, pasadas las 13:30 se abren las puertas para permitir el ingreso a los simpatizantes de River Plate al estadio, rato después, la Conmebol decide volver a suspender el encuentro con fecha y horario a definir en respuesta un pedido realizado por Daniel Angelici, presidente de Boca Juniors. La Conmebol dio como fecha de realización del encuentro el 9 de diciembre en el Santiago Bernabéu, estadio del Real Madrid, donde se admitió la presencia de público de ambos equipos.

## Superclásicos que determinaron vueltas olímpicas en el estadio rival
Otro condimento que reviste cierta curiosidad, tiene que ver con el hecho poco común de consagrarse campeón y dar la popular vuelta olímpica jugando de visitante en el terreno del clásico rival. Y en ese sentido, tanto Boca como River han tenido sus episodios especiales. El primer registro que se tuvo de una vuelta olímpica de uno de los dos rivales siendo visitante en el terreno del otro, fue en la última fecha del Campeonato de Primera División de 1931, donde Boca se impondría ante River por un categórico 3-0, más allá de haber obtenido previamente el campeonato, por 5 unidades de distancia a su inmediato perseguidor, San Lorenzo de Almagro. Sin embargo, el partido se había disputado en el viejo estadio de Avenida Alvear y Tagle, del Club River Plate. Aun así, esta fue la primera vuelta olímpica en la historia de Boca en terreno de su archirrival y la primera en la historia de los superclásicos. Con el transcurso de los años, tanto uno como otro equipo han tenido sus oportunidades de dar la vuelta en casa ajena, siendo en algunas ocasiones después de haberse consagrado campeones en la fecha anterior, o bien consagrándose en el mismo campo de juego rival. Tales sucesos, se detallan a continuación:
- Cómo se mencionó al comienzo, el primero en dar una vuelta olímpica jugando el superclásico en el estadio rival fue Boca, quien en la última fecha del Campeonato de Primera División de 1931 disputó el primer partido con River de la era profesional, en el estadio de la esquina de Avenida Alvear y Tagle, donde River oficiaba de local. Si bien Boca ya se había consagrado campeón de forma anticipada, llevándole 5 unidades de ventaja a San Lorenzo de Almagro, el categórico resultado de 3-0 a favor del elenco campeón motivó a que sus jugadores den por primera vez la vuelta olímpica en terreno rival.
- Tras la afrenta infligida por su rival en 1931, River terminó esperando 11 años para su desquite. Y este tuvo lugar en la popular Bombonera, donde tras haber terminado el encuentro empatado 2-2 (Boca iba ganando 2-0), River se terminó consagrando campeón anticipado del torneo de 1942, dando la primera vuelta olímpica en territorio rival y resarciéndose de lo sucedido en 1931.
- River debió esperar 13 años para dar otra vuelta en el reducto de su rival, ya que en el Campeonato de Primera División de 1955 volvieron a verse las caras en La Bombonera, en un partido válido por la penúltima fecha. River necesitaba por lo menos un empate para asegurar el título ese día para no depender del fallo que le diera los 2 puntos del partido suspendido contra San Lorenzo 2 fechas atrás (partido suspendido en el entre tiempo por ataques de la hinchada de San Lorenzo al árbitro, con un 1-0 parcial de River). El equipo comandado por Labruna dio vuelta el 1-0 tempranero marcado por Etcheverry y se proclamó nuevamente campeón contra su clásico rival en la Bombonera, repitiendo lo ocurrido en 1942.
- En el Campeonato Nacional de 1969 volvió a darse la particularidad de que uno de los dos equipos se consagre campeón jugando el superclásico en el estadio de su rival. Tras el título de River en 1955, era el turno de Boca de dar la vuelta olímpica en el reducto millonario. Otro ingrediente que le daba sabor a este clásico, era el hecho de ser la primera vez que ambos equipos llegaban a enfrentarse en la última fecha con chances de ser campeones. A pesar de que River haya empatado 2-2 remontando un 0-2 en contra, no le alcanzó y así Boca obtuvo el título frente a su clásico rival y en su propio estadio. Pero a diferencia de lo que pasó en 1931, Boca estrenó título ese mismo día y por primera vez en el Monumental.
- En 1986, al igual que Boca en el campeonato de 1931, River llegaba al superclásico estrenando el título de campeón, al conquistar anticipadamente el Campeonato de Primera División 1985-86 (al ganarle a Vélez de local 3 fechas antes por 3-0), por lo que antes de comenzar el partido los jugadores darían una suerte de "vuelta simbólica" al césped de La Bombonera. En aquel 6 de abril de 1986 la fiesta riverplatense fue completa, al derrotar a su clásico rival por 2-0.

| Clásicos en los que Boca fue campeón de visitante | Clásicos en los que Boca fue campeón de visitante | Clásicos en los que Boca fue campeón de visitante | Clásicos en los que Boca fue campeón de visitante | Clásicos en los que Boca fue campeón de visitante |
| Campeonato                                        | Fecha n.º                                         | Estadio                                           | Resultado                                         |                                                   |
| ------------------------------------------------- | ------------------------------------------------- | ------------------------------------------------- | ------------------------------------------------- | ------------------------------------------------- |
| Campeonato 1931                                   | 34.ª                                              | Estadio Alvear y Tagle                            | 3-0                                               |                                                   |
| Nacional de 1969                                  | 17.ª                                              | Estadio Monumental                                | 2-2                                               |                                                   |

| Clásicos en los que River fue campeón de visitante | Clásicos en los que River fue campeón de visitante | Clásicos en los que River fue campeón de visitante | Clásicos en los que River fue campeón de visitante | Clásicos en los que River fue campeón de visitante |
| Campeonato                                         | Fecha n.º                                          | Estadio                                            | Resultado                                          |                                                    |
| -------------------------------------------------- | -------------------------------------------------- | -------------------------------------------------- | -------------------------------------------------- | -------------------------------------------------- |
| Campeonato 1942                                    | 28.ª                                               | La Bombonera                                       | 2-2                                                |                                                    |
| Campeonato 1955                                    | 29.ª                                               | La Bombonera                                       | 2-1                                                |                                                    |
| Campeonato 1985/86                                 | 32.ª                                               | La Bombonera                                       | 2-0                                                |                                                    |

## Eliminaciones directas por torneos oficiales
Se listan las locales e internacionales de toda la historia. No se incluyen fase de grupos ni semifinales de copa cuando estas eran disputadas por puntos entre tres o más equipos.
     Torneo nacional.      Torneo internacional.
| #  | Torneo                            | Ronda                    | Resultados                                             | Desenlace                                                     |
| -- | --------------------------------- | ------------------------ | ------------------------------------------------------ | ------------------------------------------------------------- |
| 1  | Copa Competencia 1915             | Desempate de la 1.º Fase | Boca 1 - 1 River / River 4 - 2 Boca                    | Ganador River.                                                |
| 2  | Copa Competencia 1918             | Octavos de final         | River 1 - 0 Boca                                       | Clasificó River.                                              |
| 3  | Campeonato 1937                   | Desempate                | River 5 - 3 Boca                                       | Ganador River.                                                |
| 4  | Copa Adrián Escobar 1942          | Semifinal                | River 0 - 0 Boca                                       | Clasificó River por tener más tiros de esquina a favor (3-2). |
| 5  | Copa Competencia 1946             | Semifinal                | Boca 2 - 0 River                                       | Clasificó Boca.                                               |
| 6  | Metropolitano 1969                | Semifinal                | River 0 - 0 Boca                                       | Clasificó River por mayor cantidad de goles a favor (35-34).  |
| 7  | Nacional 1972                     | Semifinal                | River 3 - 2 Boca                                       | Clasificó River.                                              |
| 8  | Nacional 1976                     | Final                    | Boca 1 - 0 River                                       | Campeón Boca.                                                 |
| 9  | Liguilla Pre-Libertadores 1988-89 | Final rueda perdedores   | River 0 - 0 Boca / Boca 0 - 0 River / Boca 1 - 2 River | Clasificó River.                                              |
| 10 | Copa Centenario 1993              | Primera fase             | Boca 0 - 0 River / River 1 - 0 Boca                    | Clasificó River.                                              |
| 11 | Supercopa 1994                    | Cuartos de final         | River 0 - 0 Boca / Boca 1 - 1 River                    | Clasificó Boca en definición por penales (5-4).               |
| 12 | Copa Libertadores 2000            | Cuartos de final         | River 2 - 1 Boca / Boca 3 - 0 River                    | Clasificó Boca.                                               |
| 13 | Copa Libertadores 2004            | Semifinal                | Boca 1 - 0 River / River 2 - 1 Boca                    | Clasificó Boca en definición por penales (5-4).               |
| 14 | Copa Sudamericana 2014            | Semifinal                | Boca 0 - 0 River / River 1 - 0 Boca                    | Clasificó River.                                              |
| 15 | Copa Libertadores 2015            | Octavos de final         | River 1 - 0 Boca / Boca 0 - 0 River                    | Clasificó River.                                              |
| 16 | Supercopa Argentina 2017          | Final                    | Boca 0 - 2 River                                       | Campeón River.                                                |
| 17 | Copa Libertadores 2018            | Final                    | Boca 2 - 2 River / River 3 - 1 Boca                    | Campeón River.                                                |
| 18 | Copa Libertadores 2019            | Semifinal                | River 2 - 0 Boca / Boca 1 - 0 River                    | Clasificó River.                                              |
| 19 | Copa de la Liga Profesional 2021  | Cuartos de final         | Boca 1 - 1 River                                       | Clasificó Boca en definición por penales (4-2).               |
| 20 | Copa Argentina 2019-20            | Octavos de final         | Boca 0 - 0 River                                       | Clasificó Boca en definición por penales (4-1).               |
| 21 | Copa de la Liga Profesional 2024  | Cuartos de final         | River 2 - 3 Boca                                       | Clasificó Boca.                                               |

Detalles
- En 21 eliminaciones directas entre el período 1915-2024: River logró imponerse en 13 oportunidades, tres veces por campeonato, cinco veces por copas nacionales, una vez por liguilla y cuatro veces por copas internacionales; mientras que Boca lo hizo en 8 ocasiones, una vez por campeonato, tres veces por copas nacionales y tres veces por copas internacionales.
- De las 21 definiciones, cuatro se decidieron en los penales, dos por copas nacionales y dos por copas internacionales, siendo ganador Boca en todas las ocasiones.
- Disputaron tres finales oficiales: en el Nacional de 1976 (ganó Boca), en la Supercopa Argentina 2017 (ganó River) y en la final de la Copa Libertadores 2018 (ganó River).
- Por copas internacionales, Boca y River se eliminaron entre sí en forma directa en 7 oportunidades, 4 favorecieron a River y 3 a Boca.
- Por copas nacionales, Boca y River se eliminaron entre sí en 9 oportunidades, 5 favorecieron a River y 4 a Boca.
- En la copa Adrián Escobar de 1942, se dio la única ocasión donde tras empatar el partido (45 minutos de juego) River avanzó por haber tenido más tiros de esquina que Boca, según el reglamento de dicha competición.
- En el Torneo Metropolitano de 1969, igualaron 0 a 0, sin embargo avanzó River por convertir más goles durante la fase regular del torneo.
- Se enfrentaron en una sola ocasión por liguilla Pre-Libertadores, siendo River el ganador en la final de la rueda de perdedores.
- En la Copa Libertadores de 2015, se dio por primera y única vez que uno de los equipos avanzara por suspensión del partido. Al momento de la suspensión del partido de vuelta River se encontraba en ventaja en el marcador global por 1-0 tras la victoria en el partido de ida.[45]

### Superclásicos que definieron un título
En tres oportunidades el superclásico del fútbol argentino se ha disputado en una final para definir un campeón. El primer caso sucedió durante el Campeonato Nacional de 1976, en el cual Boca y River accedieron a la finalísima por primera vez en la historia, bajo la modalidad presentada en 1970. El campeonato se definió en un único partido en cancha neutral, el estadio de Racing Club de Avellaneda. Aquella final terminaría con victoria para Boca Juniors por 1-0 con un gol de tiro libre de Rubén Suñé.
Hubo que esperar hasta marzo del año 2018 para que nuevamente un superclásico definiera un torneo oficial, al disputarse entre ambos equipos el título unificado de AFA conocido como Supercopa Argentina, el cual enfrentaba al campeón de la Primera División de Argentina contra el de la Copa Argentina. Boca llegaba a esa final por ser campeón del primer torneo, mientras que River lo hacía por el segundo. El resultado final fue un 2-0 a favor de River, quien se consagró gracias a los goles marcados por Gonzalo Nicolás Martínez de penal en el primer tiempo y por Ignacio Scocco en el segundo.
En octubre del mismo año 2018, ambos equipos clasificaron a la final de la Copa Libertadores de América. El partido de ida jugado en el estadio de Boca finalizó en un empate 2-2. El partido de vuelta estuvo marcado por hechos de violencia ocurridos antes del inicio del partido, cuando un grupo de hinchas de River atacó con piedras y proyectiles al micro de Boca mientras llegaba al Monumental. La Conmebol decidió quitarle la localía a River Plate y jugar el partido definitorio en el Estadio Santiago Bernabéu de Madrid el día 9 de diciembre. River terminaría consagrándose campeón por 3-1 en tiempo suplementario (Wilmar Barrios fue expulsado en el alargue) con goles de Lucas Pratto, Juan Fernando Quintero y Gonzalo Nicolás Martínez, mientras que para el xeneize marcó Darío Benedetto.
| Temporada                    | Campeón             | Resultado            | Subcampeón          | Sede Final                                                             |
| Campeonato Nacional          | Campeonato Nacional | Campeonato Nacional  | Campeonato Nacional |                                                                        |
| ---------------------------- | ------------------- | -------------------- | ------------------- | ---------------------------------------------------------------------- |
| 1976                         | Boca Juniors        | 1 - 0                | River Plate         | Estadio El Cilindro, Avellaneda                                        |
| Supercopa Argentina          |                     |                      |                     |                                                                        |
| 2017                         | River Plate         | 2 - 0                | Boca Juniors        | Estadio Malvinas Argentinas, Mendoza                                   |
| Copa Libertadores de América |                     |                      |                     |                                                                        |
| 2018                         | River Plate         | 2 - 2 / 3 - 1 (pró.) | Boca Juniors        | Estadio La Bombonera, Buenos Aires / Estadio Santiago Bernabéu, Madrid |

## Historial estadístico
Para confeccionar esta tabla se toman en cuenta todos los partidos oficiales reconocidos por AFA y Conmebol. Cuando un partido es definido por penales se otorga el resultado obtenido dentro de los 90 minutos de juego (o 120 si hubo prórroga), más allá de quien resulte ganador de la serie.
| Competición                    | P.J. | Ganó CABJ | P.E. | Ganó CARP | Goles CABJ | Goles CARP |
| ------------------------------ | ---- | --------- | ---- | --------- | ---------- | ---------- |
| Primera División               | 216  | 78        | 65   | 73        | 292        | 277        |
| Copa Argentina                 | 1    | 0         | 1    | 0         | 0          | 0          |
| Supercopa Argentina            | 1    | 0         | 0    | 1         | 0          | 2          |
| Copa de la Liga                | 7    | 2         | 4    | 1         | 9          | 9          |
| Copa Competencia               | 3    | 0         | 1    | 2         | 3          | 6          |
| Copa Escobar                   | 1    | 0         | 1    | 0         | 0          | 0          |
| Copa Británica                 | 1    | 1         | 0    | 0         | 2          | 0          |
| Copa Centenario                | 2    | 0         | 1    | 1         | 0          | 1          |
| Total partidos nacionales      | 232  | 81        | 73   | 78        | 306        | 295        |
| Copa Libertadores              | 28   | 11        | 8    | 9         | 32         | 26         |
| Copa Sudamericana              | 2    | 0         | 1    | 1         | 0          | 1          |
| Supercopa Sudamericana         | 2    | 0         | 2    | 0         | 1          | 1          |
| Total partidos internacionales | 32   | 11        | 11   | 10        | 33         | 28         |
| Total                          | 264  | 92        | 84   | 88        | 339        | 323        |

(*) El clásico del año 1919 no se contabiliza en esta tabla, dado que el torneo fue anulado posteriormente.
(**) No se tienen en cuenta los goles del clásico de 1931, partido que terminó suspendido 1-1 y que finalmente se le dio por ganado a Boca Juniors 2-1; ninguno de los 2 goles convertidos en el encuentro fue sumado posteriormente en los balances de AFA.
(***) El partido de vuelta de la Copa Libertadores 2015 jugado en La Bombonera, la CONMEBOL  dio por finalizado 0-0 el encuentro, por aplicación del reglamento disciplinario del organismo.

### Últimos 10 partidos oficiales
| Fecha                    | Torneo                           | Estadio                      | Resultado    | Resultado | Resultado    |
| ------------------------ | -------------------------------- | ---------------------------- | ------------ | --------- | ------------ |
| 4 de agosto de 2021      | Copa Argentina 2019-20           | Único Diego Armando Maradona | Boca Juniors | 0–0       | River Plate  |
| 3 de octubre de 2021     | Liga Profesional 2021            | Monumental                   | River Plate  | 2–1       | Boca Juniors |
| 20 de marzo de 2022      | Copa de la Liga Profesional 2022 | Monumental                   | River Plate  | 0–1       | Boca Juniors |
| 11 de septiembre de 2022 | Liga Profesional 2022            | Alberto J. Armando           | Boca Juniors | 1–0       | River Plate  |
| 7 de mayo de 2023        | Liga Profesional 2023            | Monumental                   | River Plate  | 1–0       | Boca Juniors |
| 1 de octubre de 2023     | Copa de la Liga Profesional 2023 | Alberto J. Armando           | Boca Juniors | 0–2       | River Plate  |
| 25 de febrero de 2024    | Copa de la Liga Profesional 2024 | Monumental                   | River Plate  | 1–1       | Boca Juniors |
| 21 de abril de 2024      | Copa de la Liga Profesional 2024 | Mario Alberto Kempes         | Boca Juniors | 3–2       | River Plate  |
| 21 de septiembre de 2024 | Liga Profesional 2024            | Alberto J. Armando           | Boca Juniors | 0-1       | River Plate  |
| 27 de abril de 2025      | Torneo Apertura 2025             | Monumental                   | River Plate  | 2–1       | Boca Juniors |

### Primera División
| N.º | Fecha                    | Torneo                              | Ronda     | Estadio                                   | Local        | Resultado   | Visitante    | Goles (L)                                                                | Goles (V)                                                 |
| --- | ------------------------ | ----------------------------------- | --------- | ----------------------------------------- | ------------ | ----------- | ------------ | ------------------------------------------------------------------------ | --------------------------------------------------------- |
| 001 | 24 de agosto de 1913     | Campeonato 1913                     | 11        | Estadio de Alsina y Colón (Racing Club)   | Boca Juniors | 1–2         | River Plate  | Mayer (70)                                                               | García (23), Ameal Pereyra (47)                           |
| 002 | 25 de octubre de 1914    | Campeonato 1914                     | 13        | Estadio de Ferro Carril Oeste             | River Plate  | 0–0         | Boca Juniors |                                                                          |                                                           |
| 003 | 20 de junio de 1915      | Campeonato 1915                     | 11        | Cancha de Wilde                           | Boca Juniors | 0–2         | River Plate  |                                                                          | Penney (15, 83)                                           |
| 004 | 10 de diciembre de 1916  | Campeonato 1916                     | 21        | Estadio de Alsina y Colón (Racing Club)   | River Plate  | 2–1         | Boca Juniors | Risso (27), Chiappe (p. 75)                                              | Reppeto (75)                                              |
| 005 | 24 de junio de 1917      | Campeonato 1917                     | 09        | Estadio de Alsina y Colón (Racing Club)   | River Plate  | 2–2         | Boca Juniors | Taggino (25, 70)                                                         | Amores (35, 83)                                           |
| 006 | 18 de septiembre de 1918 | Campeonato 1918                     | 16        | Estadio de Alsina y Colón (Racing Club)   | River Plate  | 0–1         | Boca Juniors |                                                                          | Brichetto (52)                                            |
| - | 27 de julio de 1919      | Campeonato 1919                     | 04        | Estadio de Ministro Brin y Sengüel        | Boca Juniors | 0–0*        | River Plate  |                                                                          |                                                           |
| 007 | 4 de diciembre de 1927   | Campeonato 1927                     | 33        | Estadio de Brandsen y Del Crucero         | Boca Juniors | 1–0         | River Plate  | Cherro (6)                                                               |                                                           |
| 008 | 23 de diciembre de 1928  | Campeonato 1928                     | 27        | Estadio de Brandsen y Del Crucero         | Boca Juniors | 6–0         | River Plate  | Tarasconi (3, 40), Kuko (30, 55), Cherro (70, 82)                        |                                                           |
| 009 | 4 de mayo de 1930        | Campeonato 1930                     | 07        | Estadio de Alvear y Tagle                 | River Plate  | 3–2         | Boca Juniors | Ganduglia (23, 80), Locassio (34)                                        | Tarasconi (10, 57)                                        |
| 010 | 20 de septiembre de 1931 | Campeonato 1931                     | 17        | Estadio de Brandsen y Del Crucero         | Boca Juniors | 2–1**       | River Plate  | Varallo (30)                                                             | Peucelle (16)                                             |
| 011 | 6 de enero de 1932       | Campeonato 1931                     | 34        | Estadio de Alvear y Tagle                 | River Plate  | 0–3         | Boca Juniors |                                                                          | Alberino (16), Mutis (34), Varallo (42)                   |
| 012 | 19 de junio de 1932      | Campeonato 1932                     | 15        | Estadio de Alvear y Tagle                 | River Plate  | 1–1         | Boca Juniors | B. Ferreyra (75)                                                         | Mariani (60)                                              |
| 013 | 30 de octubre de 1932    | Campeonato 1932                     | 32        | Estadio de Brandsen y Del Crucero         | Boca Juniors | 2–1         | River Plate  | Benítez Cáceres (27, 82)                                                 | B. Ferreyra (52)                                          |
| 014 | 2 de julio de 1933       | Campeonato 1933                     | 17        | Estadio de Brandsen y Del Crucero         | Boca Juniors | 1–1         | River Plate  | Nardini (21)                                                             | Luna (42)                                                 |
| 015 | 19 de noviembre de 1933  | Campeonato 1933                     | 34        | Estadio de Alvear y Tagle                 | River Plate  | 3–1         | Boca Juniors | B. Ferreyra (3, 82), M. Ferreira (15)                                    | Cuello (e. c. 47)                                         |
| 016 | 17 de junio de 1934      | Campeonato 1934                     | 12        | Estadio de Brandsen y Del Crucero         | Boca Juniors | 4–1         | River Plate  | Cusatti (15), Cherro (42), L. Sánchez (70, 73)                           | B. Ferreyra (66)                                          |
| 017 | 16 de septiembre de 1934 | Campeonato 1934                     | 25        | Estadio de Alvear y Tagle                 | River Plate  | 0–1         | Boca Juniors |                                                                          | Cherro (43)                                               |
| 018 | 4 de noviembre de 1934   | Campeonato 1934                     | 32        | Estadio de Brandsen y Del Crucero         | Boca Juniors | 2–0         | River Plate  | Varallo (20), Benítez Cáceres (56)                                       |                                                           |
| 019 | 21 de abril de 1935      | Campeonato 1935                     | 05        | Estadio de Brandsen y Del Crucero         | Boca Juniors | 1–0         | River Plate  | Cherro (5)                                                               |                                                           |
| 020 | 1 de septiembre de 1935  | Campeonato 1935                     | 22        | Estadio de Alvear y Tagle                 | River Plate  | 1–1         | Boca Juniors | Rongo (21)                                                               | Varallo (11)                                              |
| 021 | 19 de abril de 1936      | Copa de Honor 1936                  | 03        | Estadio de Brandsen y Del Crucero         | Boca Juniors | 2–3         | River Plate  | Cherro (51), Benítez Cáceres (64)                                        | Peucelle (8), B. Ferreyra (24, 39)                        |
| 022 | 30 de agosto de 1936     | Copa Campeonato 1936                | 03        | Estadio de Alvear y Tagle                 | River Plate  | 2–1         | Boca Juniors | Rongo (20), Moreno (50)                                                  | A. González (18)                                          |
| 023 | 8 de agosto de 1937      | Campeonato 1937                     | 16        | El Gasómetro (San Lorenzo)                | Boca Juniors | 2–1         | River Plate  | A. González (25), Cherro (31)                                            | Rongo (70)                                                |
| 024 | 12 de diciembre de 1937  | Campeonato 1937                     | 33        | El Gasómetro (San Lorenzo)                | River Plate  | 3–2         | Boca Juniors | Deambrossi (12), Vaschetto (63), B. Ferreyra (72)                        | Fatecchi (e. c. 42), Careri (64)                          |
| 025 | 10 de abril de 1938      | Campeonato 1938                     | 02        | Estadio de Brandsen y Del Crucero         | Boca Juniors | 1–2         | River Plate  | Careri (p. 24)                                                           | Vaschetto (64), Moreno (68)                               |
| 026 | 4 de septiembre de 1938  | Campeonato 1938                     | 19        | El Monumental                             | River Plate  | 2–2         | Boca Juniors | Rongo (17, 61)                                                           | Benítez Cáceres (51, 74)                                  |
| 027 | 11 de febrero de 1939    | 1.º Puesto Primera Ronda 1937       | Desempate | El Gasómetro (San Lorenzo)                | Boca Juniors | 3–5         | River Plate  | Lizhterman (55, 56, 60)                                                  | Rongo (36, 40), Vaschetto (67, 80), Pedernera (82)        |
| 028 | 11 de junio de 1939      | Campeonato 1939                     | 25        | El Monumental                             | River Plate  | 0–2         | Boca Juniors |                                                                          | Pícaro (14), Varallo (80)                                 |
| 029 | 5 de noviembre de 1939   | Campeonato 1939                     | 30        | El Gasómetro (San Lorenzo)                | Boca Juniors | 1–2         | River Plate  | Varallo (14)                                                             | Blanco (17), Labruna (76)                                 |
| 030 | 30 de junio de 1940      | Campeonato 1940                     | 12        | La Bombonera                              | Boca Juniors | 3–1         | River Plate  | Rosell (7), Sarlanga (54), Alarcón (70)                                  | R. D’Alessandro (16)                                      |
| 031 | 17 de noviembre de 1940  | Campeonato 1940                     | 29        | El Monumental                             | River Plate  | 1–1         | Boca Juniors | Labruna (7)                                                              | Tenorio (p. 50)                                           |
| 032 | 29 de junio de 1941      | Campeonato 1941                     | 14        | La Bombonera                              | Boca Juniors | 2–1         | River Plate  | Emeal (3), Valsecchi (82)                                                | R. D’Alessandro (86)                                      |
| 033 | 19 de octubre de 1941    | Campeonato 1941                     | 29        | El Monumental                             | River Plate  | 5–1         | Boca Juniors | Labruna (11), Moreno (39), Deambrossi (43, 56), Pedernera (75)           | Boyé (89)                                                 |
| 034 | 19 de julio de 1942      | Campeonato 1942                     | 13        | El Monumental                             | River Plate  | 4–0         | Boca Juniors | Deambrossi (21), Moreno (69), Labruna (46, 71)                           |                                                           |
| 035 | 8 de noviembre de 1942   | Campeonato 1942                     | 28        | La Bombonera                              | Boca Juniors | 2–2         | River Plate  | Gandulla (27, 42)                                                        | Pedernera (47, 81)                                        |
| 036 | 16 de mayo de 1943       | Campeonato 1943                     | 05        | El Monumental                             | River Plate  | 3–1         | Boca Juniors | Labruna (5, 75), Muñóz (10)                                              | Varela (24)                                               |
| 037 | 26 de septiembre de 1943 | Campeonato 1943                     | 20        | La Bombonera                              | Boca Juniors | 2–1         | River Plate  | Varela (25, 48)                                                          | Loustau (12)                                              |
| 038 | 14 de mayo de 1944       | Campeonato 1944                     | 05        | La Bombonera                              | Boca Juniors | 1–1         | River Plate  | Varela (16)                                                              | Pedernera (46)                                            |
| 039 | 3 de septiembre de 1944  | Campeonato 1944                     | 20        | El Monumental                             | River Plate  | 0–1         | Boca Juniors |                                                                          | Varela (43)                                               |
| 040 | 29 de julio de 1945      | Campeonato 1945                     | 13        | El Monumental                             | River Plate  | 1–0         | Boca Juniors | Loustau (55)                                                             |                                                           |
| 041 | 18 de noviembre de 1945  | Campeonato 1945                     | 28        | La Bombonera                              | Boca Juniors | 4–1         | River Plate  | Corcuera (23), Boyé (35, 67), Sarlanga (88)                              | Ramos (25)                                                |
| 042 | 30 de junio de 1946      | Campeonato 1946                     | 10        | El Monumental                             | River Plate  | 2–0         | Boca Juniors | Loustau (32, 64)                                                         |                                                           |
| 043 | 27 de octubre de 1946    | Campeonato 1946                     | 25        | La Bombonera                              | Boca Juniors | 2–0         | River Plate  | Sosa (16), Boyé (26)                                                     |                                                           |
| 044 | 27 de abril de 1947      | Campeonato 1947                     | 03        | La Bombonera                              | Boca Juniors | 2–0         | River Plate  | Boyé (52), Ricagni (88)                                                  |                                                           |
| 045 | 24 de agosto de 1947     | Campeonato 1947                     | 18        | El Monumental                             | River Plate  | 2–1         | Boca Juniors | Labruna (66), Reyes (68)                                                 | Ricagni (6)                                               |
| 046 | 1 de agosto de 1948      | Campeonato 1948                     | 14        | La Bombonera                              | Boca Juniors | 1–2         | River Plate  | Gómez Sánchez (9)                                                        | Labruna (30), Reyes (60)                                  |
| 047 | 8 de diciembre de 1948   | Campeonato 1948                     | 29        | El Monumental                             | River Plate  | 1–1         | Boca Juniors | Latanzio (59)                                                            | Garfagnoli (73)                                           |
| 048 | 31 de julio de 1949      | Campeonato 1949                     | 13        | El Monumental                             | River Plate  | 1–0         | Boca Juniors | Labruna (50)                                                             |                                                           |
| 049 | 13 de noviembre de 1949  | Campeonato 1949                     | 30        | La Bombonera                              | Boca Juniors | 2–0         | River Plate  | J. Benítez (39), Busico (47)                                             |                                                           |
| 050 | 11 de junio de 1950      | Campeonato 1950                     | 10        | El Monumental                             | River Plate  | 1–0         | Boca Juniors | Barbeito (30)                                                            |                                                           |
| 051 | 12 de octubre de 1950    | Campeonato 1950                     | 27        | La Bombonera                              | Boca Juniors | 1–2         | River Plate  | Campana (54)                                                             | Labruna (22), Gómez (25)                                  |
| 052 | 15 de julio de 1951      | Campeonato 1951                     | 14        | El Monumental                             | River Plate  | 1–0         | Boca Juniors | Labruna (58)                                                             |                                                           |
| 053 | 1 de noviembre de 1951   | Campeonato 1951                     | 31        | La Bombonera                              | Boca Juniors | 0–3         | River Plate  |                                                                          | Gómez (2), Vernazza (5, p. 65)                            |
| 054 | 8 de junio de 1952       | Campeonato 1952                     | 09        | La Bombonera                              | Boca Juniors | 2–1         | River Plate  | A. Pérez (e. c. 16), H. González (p. 58)                                 | B. Acosta (e. c. 44)                                      |
| 055 | 8 de noviembre de 1952   | Campeonato 1952                     | 25        | El Monumental                             | River Plate  | 3–1         | Boca Juniors | Loustau (38), Gómez (42, 44)                                             | Borello (84)                                              |
| 056 | 19 de julio de 1953      | Campeonato 1953                     | 12        | El Monumental                             | River Plate  | 2–3         | Boca Juniors | Mouriño (e. c. 11), Loustau (72)                                         | Montaño (7), Navarro (83), Rolando (86)                   |
| 057 | 1 de noviembre de 1953   | Campeonato 1953                     | 27        | La Bombonera                              | Boca Juniors | 1–0         | River Plate  | Marcarían (24)                                                           |                                                           |
| 058 | 18 de julio de 1954      | Campeonato 1954                     | 13        | La Bombonera                              | Boca Juniors | 0–1         | River Plate  |                                                                          | Prado (87)                                                |
| 059 | 31 de octubre de 1954    | Campeonato 1954                     | 28        | El Monumental                             | River Plate  | 3–0         | Boca Juniors | Labruna (14, 49), Gómez (75)                                             |                                                           |
| 060 | 17 de agosto de 1955     | Campeonato 1955                     | 14        | Estadio Presidente Perón (Racing Club)    | River Plate  | 0–4         | Boca Juniors |                                                                          | Pizzuti (14) Navarro (28, 40), Cucchiaroni (81)           |
| 061 | 8 de diciembre de 1955   | Campeonato 1955                     | 29        | La Bombonera                              | Boca Juniors | 1–2         | River Plate  | Etcheverry (3)                                                           | Labruna (74), Zárate (75)                                 |
| 062 | 22 de abril de 1956      | Campeonato 1956                     | 02        | El Monumental                             | River Plate  | 2–1         | Boca Juniors | Zárate (p. 23), Labruna (60)                                             | Angelillo (41)                                            |
| 063 | 9 de septiembre de 1956  | Campeonato 1956                     | 17        | La Bombonera                              | Boca Juniors | 2–1         | River Plate  | Zubeldía (20), Senes (31)                                                | Vernazza (35)                                             |
| 064 | 21 de julio de 1957      | Campeonato 1957                     | 10        | La Bombonera                              | Boca Juniors | 2–2         | River Plate  | Senes (39), Mansilla (74)                                                | Menéndez (20), De Bourgoing (58)                          |
| 065 | 24 de noviembre de 1957  | Campeonato 1957                     | 25        | El Monumental                             | River Plate  | 5–3         | Boca Juniors | Menéndez (1), Zárate (16, 60, p. 70), M. Rodríguez (58)                  | Biaggio (8, 84), J. Rodríguez (21)                        |
| 066 | 28 de septiembre de 1958 | Campeonato 1958                     | 14        | El Monumental                             | River Plate  | 2–2         | Boca Juniors | E. Onega (38), Menéndez (88)                                             | Nardiello (10), Ambrois (56)                              |
| 067 | 20 de diciembre de 1958  | Campeonato 1958                     | 29        | Estadio Tomás Adolfo Ducó (Huracán)       | Boca Juniors | 2–2         | River Plate  | Mansilla (6), J. Rodríguez (69)                                          | Nuín (40), Menéndez (66)                                  |
| 068 | 19 de mayo de 1959       | Campeonato 1959                     | 03        | La Bombonera                              | Boca Juniors | 5–1         | River Plate  | Nardiello (18), Yúdica (27, 46), J. Rodríguez (37), Mansilla (68)        | D. Rodríguez (20)                                         |
| 069 | 6 de septiembre de 1959  | Campeonato 1959                     | 18        | El Monumental                             | River Plate  | 2–3         | Boca Juniors | Melón (20), Nuín (p. 28)                                                 | Yúdica (41), J. Rodríguez (57), Nardiello (65)            |
| 070 | 17 de abril de 1960      | Campeonato 1960                     | 03        | El Monumental                             | River Plate  | 1–1         | Boca Juniors | Paulinho (p. 59)                                                         | Mansilla (38)                                             |
| 071 | 11 de septiembre de 1960 | Campeonato 1960                     | 18        | La Bombonera                              | Boca Juniors | 3–1         | River Plate  | Valentim (12, 62), Yúdica (57)                                           | Menéndez (68)                                             |
| 072 | 6 de agosto de 1961      | Campeonato 1961                     | 12        | El Monumental                             | River Plate  | 2–2         | Boca Juniors | Moacir (22), Pepillo (83)                                                | V. Benítez (11), Valentim (24)                            |
| 073 | 12 de noviembre de 1961  | Campeonato 1961                     | 27        | La Bombonera                              | Boca Juniors | 3–1         | River Plate  | Valentim (26, 42, 85)                                                    | Delem (32)                                                |
| 074 | 26 de agosto de 1962     | Campeonato 1962                     | 14        | El Monumental                             | River Plate  | 3–1         | Boca Juniors | Artime (50, 52), Delem (53)                                              | Valentim (25)                                             |
| 075 | 9 de diciembre de 1962   | Campeonato 1962                     | 29        | La Bombonera                              | Boca Juniors | 1–0         | River Plate  | Valentim (p. 14)                                                         |                                                           |
| 076 | 28 de julio de 1963      | Campeonato 1963                     | 12        | La Bombonera                              | Boca Juniors | 2–0         | River Plate  | Valentim (31, p. 75)                                                     |                                                           |
| 077 | 17 de noviembre de 1963  | Campeonato 1963                     | 25        | El Monumental                             | River Plate  | 0–1         | Boca Juniors |                                                                          | Sanfilippo (14)                                           |
| 078 | 16 de agosto de 1964     | Campeonato 1964                     | 14        | El Monumental                             | River Plate  | 0–0         | Boca Juniors |                                                                          |                                                           |
| 079 | 29 de noviembre de 1964  | Campeonato 1964                     | 29        | La Bombonera                              | Boca Juniors | 1–1         | River Plate  | Menéndez (66)                                                            | Artime (11)                                               |
| 080 | 4 de julio de 1965       | Campeonato 1965                     | 15        | El Monumental                             | River Plate  | 1–2         | Boca Juniors | Cubilla (82)                                                             | Moraes (75), Pianetti (77)                                |
| 081 | 8 de diciembre de 1965   | Campeonato 1965                     | 32        | La Bombonera                              | Boca Juniors | 2–1         | River Plate  | Pianetti (49), Menéndez (87)                                             | Artime (9)                                                |
| 082 | 3 de abril de 1966       | Campeonato 1966                     | 05        | La Bombonera                              | Boca Juniors | 1–3         | River Plate  | A. H. Rojas (60)                                                         | Más (34, 49), E. Onega (85)                               |
| 083 | 19 de agosto de 1966     | Campeonato 1966                     | 24        | El Monumental                             | River Plate  | 2–0         | Boca Juniors | Más (10), D. Onega (80)                                                  |                                                           |
| 084 | 23 de abril de 1967      | Metropolitano 1967                  | 08        | La Bombonera                              | Boca Juniors | 0–0         | River Plate  |                                                                          |                                                           |
| 085 | 8 de julio de 1967       | Metropolitano 1967                  | 19        | El Monumental                             | River Plate  | 1–0         | Boca Juniors | Bayo (48)                                                                |                                                           |
| 086 | 26 de noviembre de 1967  | Nacional 1967                       | 12        | El Monumental                             | River Plate  | 0–1         | Boca Juniors |                                                                          | Novello (54)                                              |
| 087 | 7 de abril de 1968       | Metropolitano 1968                  | 06        | La Bombonera                              | Boca Juniors | 1–1         | River Plate  | Pardo (44)                                                               | Matosas (p. 67)                                           |
| 088 | 23 de junio de 1968      | Metropolitano 1968                  | 17        | El Monumental                             | River Plate  | 0–0         | Boca Juniors |                                                                          |                                                           |
| 089 | 27 de octubre de 1968    | Nacional 1968                       | 08        | La Bombonera                              | Boca Juniors | 3–1         | River Plate  | A. C. Rojas (42), Pianetti (66, 79)                                      | Más (p. 89)                                               |
| 090 | 2 de marzo de 1969       | Metropolitano 1969                  | 02        | La Bombonera                              | Boca Juniors | 1–1         | River Plate  | Cabrera (82)                                                             | Recio (2)                                                 |
| 091 | 4 de mayo de 1969        | Metropolitano 1969                  | 13        | El Monumental                             | River Plate  | 2–0         | Boca Juniors | D. Onega (3), Más (85)                                                   |                                                           |
| 092 | 3 de julio de 1969       | Metropolitano 1969                  | Semifinal | Estadio Presidente Perón (Racing Club)    | Boca Juniors | 0–0 (t.s.)  | River Plate  |                                                                          |                                                           |
| 093 | 14 de diciembre de 1969  | Nacional 1969                       | 17        | El Monumental                             | River Plate  | 2–2         | Boca Juniors | Más (38), Marchetti (67)                                                 | Madurga (12, 35)                                          |
| 094 | 14 de junio de 1970      | Metropolitano 1970                  | 15        | La Bombonera                              | Boca Juniors | 1–0         | River Plate  | Suñé (p. 80)                                                             |                                                           |
| 095 | 27 de septiembre de 1970 | Nacional 1970                       | 04        | El Monumental                             | River Plate  | 2–1         | Boca Juniors | Más (13, 26)                                                             | Peña (54)                                                 |
| 096 | 14 de noviembre de 1970  | Nacional 1970                       | 14        | La Bombonera                              | Boca Juniors | 0–0         | River Plate  |                                                                          |                                                           |
| 097 | 10 de marzo de 1971      | Metropolitano 1971                  | 02        | Estadio Presidente Perón (Racing Club)    | Boca Juniors | 1–2         | River Plate  | Madurga (79)                                                             | López (14), Marchetti (45)                                |
| 098 | 10 de junio de 1971      | Metropolitano 1971                  | 21        | Estadio Presidente Perón (Racing Club)    | River Plate  | 3–3         | Boca Juniors | López (11), Más (15), D. Onega (77)                                      | Tarabini (47), A. C. Rojas (78, 87)                       |
| 099 | 27 de noviembre de 1971  | Nacional 1971                       | 11        | Estadio Presidente Perón (Racing Club)    | Boca Juniors | 1–3         | River Plate  | Ponce (p. 24)                                                            | J. P. Martínez (21), López (51), Morete (76)              |
| 100 | 12 de marzo de 1972      | Metropolitano 1972                  | 03        | El Monumental                             | River Plate  | 0–4         | Boca Juniors |                                                                          | Ponce (18, 56), Curioni (75, 77)                          |
| 101 | 18 de junio de 1972      | Metropolitano 1972                  | 20        | La Bombonera                              | Boca Juniors | 2–2         | River Plate  | Curioni (25), Potente (51)                                               | J. P. Martínez (28), Scotta (61)                          |
| 102 | 15 de octubre de 1972    | Nacional 1972                       | 01        | Estadio José Amalfitani (Vélez Sarsfield) | Boca Juniors | 4–5         | River Plate  | Curioni (24), Ponce (42), Potente (45, 51)                               | Mastrángelo (1), Más (9, 57), Morete (62, 90)             |
| 103 | 13 de diciembre de 1972  | Nacional 1972                       | 10        | Estadio José Amalfitani (Vélez Sarsfield) | River Plate  | 3–2         | Boca Juniors | Mastrángelo (32), Mouzo (e. c. 46), Morete (54)                          | Rogel (30), Curioni (74)                                  |
| 104 | 4 de marzo de 1973       | Metropolitano 1973                  | 01        | El Monumental                             | River Plate  | 2–1         | Boca Juniors | Alonso (p. 73), Mastrángelo (84)                                         | Curioni (44)                                              |
| 105 | 27 de junio de 1973      | Metropolitano 1973                  | 18        | La Bombonera                              | Boca Juniors | 5–2         | River Plate  | Guerini (p. 35), Curioni (58), Potente (63), Ponce (79), Bertolotti (87) | Ghiso (30), López (89)                                    |
| 106 | 11 de noviembre de 1973  | Nacional 1973                       | 09        | Estadio José Amalfitani (Vélez Sarsfield) | River Plate  | 1–0         | Boca Juniors | Morete (81)                                                              |                                                           |
| 107 | 21 de febrero de 1974    | Metropolitano 1974                  | 01        | La Bombonera                              | Boca Juniors | 5–2         | River Plate  | García Cambón (2, 37, 66, 71), Ferrero (p. 46)                           | Ghiso (16), Wolff (p. 61)                                 |
| 108 | 31 de marzo de 1974      | Metropolitano 1974                  | 10        | El Monumental                             | River Plate  | 3–1         | Boca Juniors | Morete (3, 30, p. 68)                                                    | Potente (26)                                              |
| 109 | 30 de agosto de 1974     | Nacional 1974                       | 06        | La Bombonera                              | Boca Juniors | 1–0         | River Plate  | García Cambón (32)                                                       |                                                           |
| 110 | 3 de noviembre de 1974   | Nacional 1974                       | 15        | El Monumental                             | River Plate  | 1–1         | Boca Juniors | Mastrángelo (76)                                                         | Potente (72)                                              |
| 111 | 17 de abril de 1975      | Metropolitano 1975                  | 15        | La Bombonera                              | Boca Juniors | 1–2         | River Plate  | Trobbiani (p. 43)                                                        | Morete (6), Alonso (23)                                   |
| 112 | 27 de julio de 1975      | Metropolitano 1975                  | 34        | El Monumental                             | River Plate  | 0–1         | Boca Juniors |                                                                          | Potente (70)                                              |
| 113 | 21 de septiembre de 1975 | Nacional 1975                       | 01        | La Bombonera                              | Boca Juniors | 1–2         | River Plate  | H. Sánchez (87)                                                          | P. González (29), Luque (85)                              |
| 114 | 26 de octubre de 1975    | Nacional 1975                       | 09        | El Monumental                             | River Plate  | 1–2         | Boca Juniors | Más (77)                                                                 | H. Sánchez (26), Alves (69)                               |
| 115 | 18 de febrero de 1976    | Metropolitano 1976                  | 02        | El Monumental                             | River Plate  | 0–0         | Boca Juniors |                                                                          |                                                           |
| 116 | 18 de abril de 1976      | Metropolitano 1976                  | 13        | La Bombonera                              | Boca Juniors | 0–1         | River Plate  |                                                                          | Perfumo (58)                                              |
| 117 | 25 de julio de 1976      | Metropolitano 1976                  | 08        | Estadio Tomás Adolfo Ducó (Huracán)       | Boca Juniors | 1–1         | River Plate  | Felman (p. 78)                                                           | Coudannes (53)                                            |
| 118 | 26 de septiembre de 1976 | Nacional 1976                       | 03        | La Bombonera                              | Boca Juniors | 1–1         | River Plate  | Mastrángelo (20)                                                         | Passarella (p. 35)                                        |
| 119 | 14 de noviembre de 1976  | Nacional 1976                       | 11        | El Monumental                             | River Plate  | 0–2         | Boca Juniors |                                                                          | Mastrángelo (46), Felman (75)                             |
| 120 | 22 de diciembre de 1976  | Nacional 1976                       | Final     | Estadio Presidente Perón (Racing Club)    | Boca Juniors | 1–0         | River Plate  | Suñé (72)                                                                |                                                           |
| 121 | 14 de agosto de 1977     | Metropolitano 1977                  | 22        | Estadio Tomás Adolfo Ducó (Huracán)       | River Plate  | 1–1         | Boca Juniors | P. González (32)                                                         | Veglio (22)                                               |
| 122 | 9 de noviembre de 1977   | Metropolitano 1977                  | 45        | La Bombonera                              | Boca Juniors | 1–2         | River Plate  | Pernía (3)                                                               | Passarella (p. 44), P. González (89)                      |
| 123 | 12 de julio de 1978      | Metropolitano 1978                  | 17        | La Bombonera                              | Boca Juniors | 1–0         | River Plate  | Husillos (12)                                                            |                                                           |
| 124 | 15 de octubre de 1978    | Metropolitano 1978                  | 38        | El Monumental                             | River Plate  | 1–0         | Boca Juniors | O. Labruna (22)                                                          |                                                           |
| 125 | 23 de septiembre de 1979 | Nacional 1979                       | 04        | El Monumental                             | River Plate  | 1–1         | Boca Juniors | Passarella (p. 44)                                                       | Randazzo (13)                                             |
| 126 | 11 de noviembre de 1979  | Nacional 1979                       | 11        | La Bombonera                              | Boca Juniors | 1–1         | River Plate  | Husillos (76)                                                            | López (10)                                                |
| 127 | 2 de marzo de 1980       | Metropolitano 1980                  | 04        | La Bombonera                              | Boca Juniors | 2–5         | River Plate  | Randazzo (24), Perotti (83)                                              | R. Díaz (11, 77), Carrasco (46, 76), Ortiz (55)           |
| 128 | 15 de junio de 1980      | Metropolitano 1980                  | 23        | El Monumental                             | River Plate  | 2–1         | Boca Juniors | Passarella (65), Luque (73)                                              | Salinas (46)                                              |
| 129 | 28 de septiembre de 1980 | Nacional 1980                       | 03        | El Monumental                             | River Plate  | 2–2         | Boca Juniors | R. Díaz (8), Ortiz (54)                                                  | Outes (23), Pernía (79)                                   |
| 130 | 6 de noviembre de 1980   | Nacional 1980                       | 10        | La Bombonera                              | Boca Juniors | 1–0         | River Plate  | Perotti (86)                                                             |                                                           |
| 131 | 10 de abril de 1981      | Metropolitano 1981                  | 10        | La Bombonera                              | Boca Juniors | 3–0         | River Plate  | Brindisi (55, 60), Maradona (67)                                         |                                                           |
| 132 | 5 de julio de 1981       | Metropolitano 1981                  | 27        | El Monumental                             | River Plate  | 1–1         | Boca Juniors | Kempes (65)                                                              | Maradona (55)                                             |
| 133 | 27 de septiembre de 1981 | Nacional 1981                       | 03        | La Bombonera                              | Boca Juniors | 2–3         | River Plate  | Maradona (20), Gareca (82)                                               | Kempes (64), Passarella (p. 68), García (80)              |
| 134 | 1 de noviembre de 1981   | Nacional 1981                       | 10        | El Monumental                             | River Plate  | 2–2         | Boca Juniors | López (5), Vieta (55)                                                    | Maradona (45, p. 90)                                      |
| 135 | 7 de marzo de 1982       | Nacional 1982                       | 05        | El Monumental                             | River Plate  | 1–5         | Boca Juniors | J. Tévez (4)                                                             | Ruggeri (12), Gareca (30, 75), Córdoba (53, 57)           |
| 136 | 25 de abril de 1982      | Nacional 1982                       | 13        | La Bombonera                              | Boca Juniors | 0–0         | River Plate  |                                                                          |                                                           |
| 137 | 19 de septiembre de 1982 | Metropolitano 1982                  | 12        | El Monumental                             | River Plate  | 1–1         | Boca Juniors | Olarticoechea (42)                                                       | Gareca (57)                                               |
| 138 | 2 de diciembre de 1982   | Metropolitano 1982                  | 31        | La Bombonera                              | Boca Juniors | 0–2         | River Plate  |                                                                          | Vieta (67), Messina (85)                                  |
| 139 | 5 de octubre de 1983     | Metropolitano 1983                  | 05        | El Monumental                             | River Plate  | 1–2         | Boca Juniors | Tapia (4)                                                                | Passucci (28), Stocco (85)                                |
| 140 | 19 de octubre de 1983    | Metropolitano 1983                  | 24        | Estadio José Amalfitani (Vélez Sarsfield) | Boca Juniors | 1–0         | River Plate  | Berta (55)                                                               |                                                           |
| 141 | 24 de junio de 1984      | Metropolitano 1984                  | 13        | El Monumental                             | Boca Juniors | 1–1***      | River Plate  | Krasouski (39)                                                           | Stafuza (e. c. 61)                                        |
| 142 | 11 de noviembre de 1984  | Metropolitano 1984                  | 32        | El Monumental                             | River Plate  | 4–1         | Boca Juniors | Alonso (55, 71), Francescoli (p. 74, p. 89)                              | R. Herrera (57)                                           |
| 143 | 27 de octubre de 1985    | Campeonato 1985-1986                | 17        | El Monumental                             | River Plate  | 1–0         | Boca Juniors | A. Montenegro (27)                                                       |                                                           |
| 144 | 6 de abril de 1986       | Campeonato 1985-1986                | 36        | La Bombonera                              | Boca Juniors | 0–2         | River Plate  |                                                                          | Alonso (31, 85)                                           |
| 145 | 2 de noviembre de 1986   | Campeonato 1986-1987                | 17        | La Bombonera                              | Boca Juniors | 1–0         | River Plate  | Comas (71)                                                               |                                                           |
| 146 | 13 de abril de 1987      | Campeonato 1986-1987                | 36        | El Monumental                             | River Plate  | 1–1         | Boca Juniors | Alzamendi (16)                                                           | Rinaldi (63)                                              |
| 147 | 22 de noviembre de 1987  | Campeonato 1987-1988                | 15        | El Monumental                             | River Plate  | 3–2         | Boca Juniors | J. Da Silva (59), Corti (62), Palma (87)                                 | Rinaldi (44, 51)                                          |
| 148 | 30 de abril de 1988      | Campeonato 1987-1988                | 34        | La Bombonera                              | Boca Juniors | 2–2         | River Plate  | Graciani (28, 67)                                                        | Alzamendi (14), Ruggeri (76)                              |
| 149 | 18 de septiembre de 1988 | Campeonato 1988-1989                | 02        | El Monumental                             | River Plate  | 0–2         | Boca Juniors |                                                                          | Perazzo (79), Graciani (88)                               |
| 150 | 5 de febrero de 1989     | Campeonato 1988-1989                | 21        | La Bombonera                              | Boca Juniors | 0 (3)–0 (4) | River Plate  |                                                                          |                                                           |
| 151 | 19 de julio de 1989      | Liguilla Pre Libertadores 1988-1989 | 6.º Fase  | El Monumental                             | River Plate  | 0–0         | Boca Juniors |                                                                          |                                                           |
| 152 | 24 de julio de 1989      | Liguilla Pre Libertadores 1988-1989 | 6.º Fase  | La Bombonera                              | Boca Juniors | 0–0         | River Plate  |                                                                          |                                                           |
| 153 | 27 de julio de 1989      | Liguilla Pre Libertadores 1988-1989 | 6.ª Fase  | Estadio José Amalfitani (Vélez Sarsfield) | Boca Juniors | 1–2         | River Plate  | Marangoni (86)                                                           | Serrizuela (3), R. Centurión (57)                         |
| 154 | 6 de septiembre de 1989  | Campeonato 1989-1990                | 02        | La Bombonera                              | Boca Juniors | 1–0         | River Plate  | Cucciuffo (53)                                                           |                                                           |
| 155 | 2 de febrero de 1990     | Campeonato 1989-1990                | 21        | El Monumental                             | River Plate  | 1–1         | Boca Juniors | Zamora (45)                                                              | Latorre (46)                                              |
| 156 | 23 de septiembre de 1990 | Campeonato 1990-1991 (Apertura)     | 06        | El Monumental                             | River Plate  | 2–0         | Boca Juniors | J. Higuaín (27), R. Da Silva (61)                                        |                                                           |
| 157 | 31 de marzo de 1991      | Campeonato 1990-1991 (Clausura)     | 06        | La Bombonera                              | Boca Juniors | 1–0         | River Plate  | Latorre (73)                                                             |                                                           |
| 158 | 10 de noviembre de 1991  | Torneo Apertura 1991                | 11        | La Bombonera                              | Boca Juniors | 0–0         | River Plate  |                                                                          |                                                           |
| 159 | 3 de mayo de 1992        | Torneo Clausura 1992                | 11        | El Monumental                             | River Plate  | 2–2         | Boca Juniors | Berti (36), R. Díaz (p. 59)                                              | Latorre (3, 75)                                           |
| 160 | 11 de octubre de 1992    | Torneo Apertura 1992                | 10        | La Bombonera                              | Boca Juniors | 1–0         | River Plate  | S. Martínez (48)                                                         |                                                           |
| 161 | 11 de abril de 1993      | Torneo Clausura 1993                | 10        | El Monumental                             | River Plate  | 0–2         | Boca Juniors |                                                                          | S. Martínez (8), A. Acosta (62)                           |
| 162 | 17 de octubre de 1993    | Torneo Apertura 1993                | 06        | El Monumental                             | River Plate  | 0–1         | Boca Juniors |                                                                          | A. Acosta (72)                                            |
| 163 | 30 de abril de 1994      | Torneo Clausura 1994                | 06        | La Bombonera                              | Boca Juniors | 0–2         | River Plate  |                                                                          | Ortega (59), Crespo (86)                                  |
| 164 | 11 de diciembre de 1994  | Torneo Apertura 1994                | 18        | La Bombonera                              | Boca Juniors | 0–3         | River Plate  |                                                                          | Francescoli (p. 14), Ortega (24), Gallardo (p. 70)        |
| 165 | 18 de junio de 1995      | Torneo Clausura 1995                | 18        | El Monumental                             | River Plate  | 2–4         | Boca Juniors | Ortega (29), Francescoli (p. 89)                                         | Saldaña (46), Márcico (48), Tchami (85), R. Da Silva (87) |
| 166 | 26 de noviembre de 1995  | Torneo Apertura 1995                | 16        | El Monumental                             | River Plate  | 0–0         | Boca Juniors |                                                                          |                                                           |
| 167 | 14 de julio de 1996      | Torneo Clausura 1996                | 16        | La Bombonera                              | Boca Juniors | 4–1         | River Plate  | Basualdo (43), Caniggia (50, 66, 75)                                     | Amato (88)                                                |
| 168 | 29 de septiembre de 1996 | Torneo Apertura 1996                | 06        | La Bombonera                              | Boca Juniors | 3–2         | River Plate  | Pompei (5), Cedrés (p. 61), Guerra (90)                                  | Salas (21), Sorín (72)                                    |
| 169 | 23 de marzo de 1997      | Torneo Clausura 1997                | 06        | El Monumental                             | River Plate  | 3–3         | Boca Juniors | Berti (42), Villalba (76), C. Ayala (87)                                 | Cedrés (5), S. Martínez (17, 29)                          |
| 170 | 25 de octubre de 1997    | Torneo Apertura 1997                | 10        | El Monumental                             | River Plate  | 1–2         | Boca Juniors | Berti (40)                                                               | Toresani (47), Palermo (67)                               |
| 171 | 11 de abril de 1998      | Torneo Clausura 1998                | 10        | La Bombonera                              | Boca Juniors | 3–2         | River Plate  | Caniggia (56), Palermo (69), Arruabarrena (73)                           | Solari (36), Salas (89)                                   |
| 172 | 25 de octubre de 1998    | Torneo Apertura 1998                | 12        | El Monumental                             | River Plate  | 0–0         | Boca Juniors |                                                                          |                                                           |
| 173 | 9 de mayo de 1999        | Torneo Clausura 1999                | 12        | La Bombonera                              | Boca Juniors | 2–1         | River Plate  | Bermúdez (21), Palermo (55)                                              | Netto (p. 51)                                             |
| 174 | 17 de octubre de 1999    | Torneo Apertura 1999                | 11        | El Monumental                             | River Plate  | 2–0         | Boca Juniors | Aimar (38), Ángel (66)                                                   |                                                           |
| 175 | 14 de mayo de 2000       | Torneo Clausura 2000                | 11        | La Bombonera                              | Boca Juniors | 1–1         | River Plate  | Gmo. Barros Schelotto (38)                                               | Cuevas (77)                                               |
| 176 | 15 de octubre de 2000    | Torneo Apertura 2000                | 10        | El Monumental                             | River Plate  | 1–1         | Boca Juniors | Saviola (50)                                                             | Palermo (14)                                              |
| 177 | 8 de abril de 2001       | Torneo Clausura 2001                | 10        | La Bombonera                              | Boca Juniors | 3–0         | River Plate  | Ibarra (66), Riquelme (72), Gmo. Barros Schelotto (p. 82)                |                                                           |
| 178 | 16 de septiembre de 2001 | Torneo Apertura 2001                | 06        | El Monumental                             | River Plate  | 1–1         | Boca Juniors | Cambiasso (17)                                                           | W. Gaitán (83)                                            |
| 179 | 10 de marzo de 2002      | Torneo Clausura 2002                | 06        | La Bombonera                              | Boca Juniors | 0–3         | River Plate  |                                                                          | Cambiasso (26), Coudet (41), R. Rojas (88)                |
| 180 | 27 de octubre de 2002    | Torneo Apertura 2002                | 14        | El Monumental                             | River Plate  | 1–2         | Boca Juniors | Fuertes (52)                                                             | Delgado (42, 78)                                          |
| 181 | 1 de junio de 2003       | Torneo Clausura 2003                | 14        | La Bombonera                              | Boca Juniors | 2–2         | River Plate  | Gmo. Barros Schelotto (64, 70)                                           | A. D’Alessandro (10), Cavenaghi (p. 39)                   |
| 182 | 9 de noviembre de 2003   | Torneo Apertura 2003                | 14        | El Monumental                             | River Plate  | 0–2         | Boca Juniors |                                                                          | Battaglia (37), Iarley (52)                               |
| 183 | 16 de mayo de 2004       | Torneo Clausura 2004                | 14        | La Bombonera                              | Boca Juniors | 0–1         | River Plate  |                                                                          | Cavenaghi (37)                                            |
| 184 | 7 de noviembre de 2004   | Torneo Apertura 2004                | 14        | El Monumental                             | River Plate  | 2–0         | Boca Juniors | G. Fernández (57), Cuevas (89)                                           |                                                           |
| 185 | 22 de mayo de 2005       | Torneo Clausura 2005                | 14        | La Bombonera                              | Boca Juniors | 2–1         | River Plate  | Gmo. Barros Schelotto (13), Delgado (81)                                 | L. González (46)                                          |
| 186 | 16 de octubre de 2005    | Torneo Apertura 2005                | 11        | El Monumental                             | River Plate  | 0–0         | Boca Juniors |                                                                          |                                                           |
| 187 | 26 de marzo de 2006      | Torneo Clausura 2006                | 11        | La Bombonera                              | Boca Juniors | 1–1         | River Plate  | Palermo (p. 88)                                                          | Farías (39)                                               |
| 188 | 8 de octubre de 2006     | Torneo Apertura 2006                | 10        | El Monumental                             | River Plate  | 3–1         | Boca Juniors | G. Higuaín (29, 53), Farías (68)                                         | Palacio (31)                                              |
| 189 | 15 de abril de 2007      | Torneo Clausura 2007                | 10        | La Bombonera                              | Boca Juniors | 1–1         | River Plate  | P. Ledesma (1)                                                           | Rosales (49)                                              |
| 190 | 7 de octubre de 2007     | Torneo Apertura 2007                | 13        | El Monumental                             | River Plate  | 2–0         | Boca Juniors | Falcao (23), Ortega (p. 31)                                              |                                                           |
| 191 | 4 de mayo de 2008        | Torneo Clausura 2008                | 13        | La Bombonera                              | Boca Juniors | 1–0         | River Plate  | Battaglia (14)                                                           |                                                           |
| 192 | 19 de octubre de 2008    | Torneo Apertura 2008                | 10        | El Monumental                             | River Plate  | 0–1         | Boca Juniors |                                                                          | Viatri (60)                                               |
| 193 | 19 de abril de 2009      | Torneo Clausura 2009                | 10        | La Bombonera                              | Boca Juniors | 1–1         | River Plate  | Palermo (59)                                                             | Gallardo (69)                                             |
| 194 | 25 de octubre de 2009    | Torneo Apertura 2009                | 10        | El Monumental                             | River Plate  | 1–1         | Boca Juniors | Gallardo (29)                                                            | Palermo (63)                                              |
| 195 | 25 de marzo de 2010      | Torneo Clausura 2010                | 10        | La Bombonera                              | Boca Juniors | 2–0         | River Plate  | Medel (24, 53)                                                           |                                                           |
| 196 | 16 de noviembre de 2010  | Torneo Apertura 2010                | 14        | El Monumental                             | River Plate  | 1–0         | Boca Juniors | Maidana (53)                                                             |                                                           |
| 197 | 15 de mayo de 2011       | Torneo Clausura 2011                | 14        | La Bombonera                              | Boca Juniors | 2–0         | River Plate  | Carrizo (e. c. 28), Palermo (30)                                         |                                                           |
| 198 | 28 de octubre de 2012    | Torneo Inicial 2012                 | 12        | El Monumental                             | River Plate  | 2–2         | Boca Juniors | Ponzio (2), Mora (70)                                                    | Silva (p. 75), Erviti (90)                                |
| 199 | 5 de mayo de 2013        | Torneo Final 2013                   | 12        | La Bombonera                              | Boca Juniors | 1–1         | River Plate  | Silva (38)                                                               | Lanzini (1)                                               |
| 200 | 6 de octubre de 2013     | Torneo Inicial 2013                 | 10        | El Monumental                             | River Plate  | 0–1         | Boca Juniors |                                                                          | Gigliotti (22)                                            |
| 201 | 30 de marzo de 2014      | Torneo Final 2014                   | 10        | La Bombonera                              | Boca Juniors | 1–2         | River Plate  | Riquelme (68)                                                            | Lanzini (58), Ramiro Funes Mori (87)                      |
| 202 | 5 de octubre de 2014     | Torneo Transición 2014              | 10        | El Monumental                             | River Plate  | 1–1         | Boca Juniors | Pezzella (78)                                                            | Magallán (22)                                             |
| 203 | 3 de mayo de 2015        | Campeonato 2015                     | 11        | La Bombonera                              | Boca Juniors | 2–0         | River Plate  | Pavón (84), P. Pérez (87)                                                |                                                           |
| 204 | 13 de septiembre de 2015 | Campeonato 2015                     | 24        | El Monumental                             | River Plate  | 0–1         | Boca Juniors |                                                                          | Lodeiro (18)                                              |
| 205 | 6 de marzo de 2016       | Campeonato 2016                     | 06        | El Monumental                             | River Plate  | 0–0         | Boca Juniors |                                                                          |                                                           |
| 206 | 24 de abril de 2016      | Campeonato 2016                     | 12        | La Bombonera                              | Boca Juniors | 0–0         | River Plate  |                                                                          |                                                           |
| 207 | 11 de diciembre de 2016  | Campeonato 2016-17                  | 13        | El Monumental                             | River Plate  | 2–4         | Boca Juniors | Driussi (33), Alario (40)                                                | W. Bou (14), C. Tévez (62, 81), A. Centurión (90+4)       |
| 208 | 14 de mayo de 2017       | Campeonato 2016-17                  | 24        | La Bombonera                              | Boca Juniors | 1–3         | River Plate  | Gago (45)                                                                | G. Martínez (14), Alario (23), Driussi (90)               |
| 209 | 5 de noviembre de 2017   | Superliga 2017-18                   | 08        | El Monumental                             | River Plate  | 1–2         | Boca Juniors | Ponzio (69)                                                              | Cardona (42), Nández (73)                                 |
| 210 | 23 de septiembre de 2018 | Superliga 2018-19                   | 06        | La Bombonera                              | Boca Juniors | 0–2         | River Plate  |                                                                          | G. Martínez (14), I. Scocco (68)                          |
| 211 | 1 de septiembre de 2019  | Superliga 2019-20                   | 05        | El Monumental                             | River Plate  | 0–0         | Boca Juniors |                                                                          |                                                           |
| 212 | 3 de octubre de 2021     | Liga Profesional 2021               | 14        | El Monumental                             | River Plate  | 2–1         | Boca Juniors | J. Álvarez (25, 43)                                                      | C. Zambrano (90+3)                                        |
| 213 | 11 de septiembre de 2022 | Liga Profesional 2022               | 18        | La Bombonera                              | Boca Juniors | 1–0         | River Plate  | D. Benedetto (65)                                                        |                                                           |
| 214 | 7 de mayo de 2023        | Liga Profesional 2023               | 15        | El Monumental                             | River Plate  | 1–0         | Boca Juniors | M. Borja (p. 90+3)                                                       |                                                           |
| 215 | 21 de septiembre de 2024 | Liga Profesional 2024               | 15        | La Bombonera                              | Boca Juniors | 0–1         | River Plate  |                                                                          | M. Lanzini (20)                                           |
| 216 | 27 de abril de 2025      | Torneo Apertura 2025                | 15        | El Monumental                             | River Plate  | 2–1         | Boca Juniors | Mastantuono (25), Driussi (44)                                           | Merentiel (38)                                            |
| (e.c.) : Gol en contra (p.) : Gol de penal (*) El encuentro no se contabiliza dado que el torneo fue posteriormente anulado. (**) El partido se suspendió cuando se encontraba 1 a 1 y posteriormente la AFA se lo dio por ganado a Boca 2-1. (***) Boca Juniors hizo de local en el estadio de River Plate. |                          |                                     |           |                                           |              |             |              |                                                                          |                                                           |

#### Historial en Primera División
| Victorias de Boca Juniors | 78  |
| Empates                   | 65  |
| Victorias de River Plate  | 73  |
| Total                     | 216 |

### Copas nacionales
| N.º | Fecha                  | Torneo                            | Ronda                    | Estadio                                   | Local        | Resultado    | Visitante    | Goles (L)                                              | Goles (V)                               |
| --- | ---------------------- | --------------------------------- | ------------------------ | ----------------------------------------- | ------------ | ------------ | ------------ | ------------------------------------------------------ | --------------------------------------- |
| 1 | 2 de mayo de 1915      | Copa Competencia Jockey Club 1915 | Treintaidosavos de final | Cancha de Wilde                           | Boca Juniors | 1–1 (t.s.)   | River Plate  | E. Colla (35)                                          | C. García (39)                          |
| 2 | 9 de mayo de 1915      | Copa Competencia Jockey Club 1915 | Treintaidosavos de final | Estadio GEBA                              | River Plate  | 4–2          | Boca Juniors | Chiappe (p. 15), Simmons (22), Penney (48), Fraga (75) | E. Bertolini (5), Ochoa (p. 28)         |
| 3 | 30 de agosto de 1918   | Copa Competencia Jockey Club 1918 | Octavos de final         | Estadio de Alsina y Colón (Racing)        | Boca Juniors | 0–1          | River Plate  |                                                        | Laiolo (17)                             |
| 4 | 1 de diciembre de 1942 | Copa Adrián Escobar 1942          | Semifinal                | El Monumental                             | River Plate  | 0 (3)–0 (2)* | Boca Juniors |                                                        |                                         |
| 5 | 15 de agosto de 1946   | Copa Competencia Británica 1946   | Semifinal                | El Gasómetro (San Lorenzo)                | Boca Juniors | 2–0          | River Plate  | Corcuera (20), G. Pin (57)                             |                                         |
| 6 | 3 de julio de 1993     | Copa Centenario                   | Primera fase             | La Bombonera                              | Boca Juniors | 0–0          | River Plate  |                                                        |                                         |
| 7 | 11 de julio de 1993    | Copa Centenario                   | Primera fase             | Estadio José Amalfitani (Vélez Sarsfield) | River Plate  | 1–0 (t.s.)   | Boca Juniors | Silvani (116, Gol de Oro)                              |                                         |
| 8 | 14 de marzo de 2018    | Supercopa Argentina 2017          | Final                    | Malvinas Argentinas                       | Boca Juniors | 0–2          | River Plate  |                                                        | G. Martínez (p. 23), I. Scocco (70)     |
| 9 | 2 de enero de 2021     | Copa de la Liga Profesional 2020  | Fase campeón             | La Bombonera                              | Boca Juniors | 2–2          | River Plate  | R. Ábila (9), S. Villa (85)                            | F. Girotti (73), R. Borré (76)          |
| 10 | 14 de marzo de 2021    | Copa de la Liga Profesional 2021  | Primera fase             | La Bombonera                              | Boca Juniors | 1–1          | River Plate  | S. Villa (p. 41)                                       | A. Palavecino (67)                      |
| 11 | 16 de mayo de 2021     | Copa de la Liga Profesional 2021  | Cuartos de final         | La Bombonera                              | Boca Juniors | 1 (4)–1 (2)  | River Plate  | C. Tévez (11)                                          | J. Álvarez (68)                         |
| 12 | 4 de agosto de 2021    | Copa Argentina 2019/20            | Octavos de final         | Ciudad de la Plata                        | Boca Juniors | 0 (4)–0 (1)  | River Plate  |                                                        |                                         |
| 13 | 20 de marzo de 2022    | Copa de la Liga Profesional 2022  | Primera fase             | El Monumental                             | River Plate  | 0–1          | Boca Juniors |                                                        | S. Villa (54)                           |
| 14 | 1 de octubre de 2023   | Copa de la Liga Profesional 2023  | Primera fase             | La Bombonera                              | Boca Juniors | 0–2          | River Plate  |                                                        | S. Rondón (41), E. Díaz (90+6)          |
| 15 | 25 de febrero de 2024  | Copa de la Liga Profesional 2024  | Primera fase             | El Monumental                             | River Plate  | 1–1          | Boca Juniors | P. Solari (49)                                         | C. Medina (70)                          |
| 16 | 21 de abril de 2024    | Copa de la Liga Profesional 2024  | Cuartos de final         | Mario Alberto Kempes                      | River Plate  | 2–3          | Boca Juniors | M. Borja (10), P. Díaz (90+7)                          | M. Merentiel (45+1, 67), E. Cavani (62) |
| (t.s.) : Tiempo suplementario (*) Por las reglas de la competición, el partido fue de 45 minutos, tras el empate en 0, se definió por mayor cantidad de tiros de esquina a favor, siendo River el ganador por 3-2. |                        |                                   |                          |                                           |              |              |              |                                                        |                                         |

#### Historial en copas nacionales
| Victorias de Boca Juniors | 3  |
| Empates                   | 8  |
| Victorias de River Plate  | 5  |
| Total                     | 16 |

### Copa Libertadores de América
| N.º | Fecha      | Ronda            | Ronda  | Estadio                                 | Local        | Resultado    | Visitante    | Goles (L)                                              | Goles (V)                                |
| --- | ---------- | ---------------- | ------ | --------------------------------------- | ------------ | ------------ | ------------ | ------------------------------------------------------ | ---------------------------------------- |
| 01 | 10/02/1966 | Primera Fase     | R. 1   | El Monumental                           | River Plate  | 2–1          | Boca Juniors | Sarnari (35), Bayo (41)                                | A. H. Rojas (61)                         |
| 02 | 24/03/1966 | Primera Fase     | R. 10  | La Bombonera                            | Boca Juniors | 2–0          | River Plate  | A. H. Rojas (46, 49)                                   |                                          |
| 03 | 14/04/1966 | Segunda Fase     | R. 2   | El Monumental                           | River Plate  | 2–2          | Boca Juniors | Sarnari (60), Silvero (e. c. 76)                       | Madurga (5), A. H. Rojas (8)             |
| 04 | 04/05/1966 | Segunda Fase     | R. 6   | La Bombonera                            | Boca Juniors | 1–0          | River Plate  | A. H. Rojas (17)                                       |                                          |
| 05 | 17/02/1970 | Primera Fase     | R. 1   | El Monumental                           | River Plate  | 1–3          | Boca Juniors | Gennoni (27)                                           | Villagra (14), Coch (78, 89)             |
| 06 | 19/03/1970 | Primera Fase     | R. 6   | La Bombonera                            | Boca Juniors | 2–1          | River Plate  | Larrosa (15), Savoy (40)                               | D. Onega (80)                            |
| 07 | 16/04/1970 | Segunda Fase     | R. 2   | El Monumental                           | River Plate  | 1–0          | Boca Juniors | C. Rodríguez (33)                                      |                                          |
| 08 | 30/04/1970 | Segunda Fase     | R. 4   | La Bombonera                            | Boca Juniors | 1–1          | River Plate  | A. C. Rojas (81)                                       | D. Onega (65)                            |
| 09 | 09/03/1977 | Primera Fase     | R. 1   | La Bombonera                            | Boca Juniors | 1–0          | River Plate  | Mouzo (89)                                             |                                          |
| 10 | 18/05/1977 | Primera Fase     | R. 6   | Estadio Tomás Adolfo Ducó (Huracán)     | River Plate  | 0–0          | Boca Juniors |                                                        |                                          |
| 11 | 19/09/1978 | Segunda Fase     | R. 1   | La Bombonera                            | Boca Juniors | 0–0          | River Plate  |                                                        |                                          |
| 12 | 17/10/1978 | Segunda Fase     | R. 4   | El Monumental                           | River Plate  | 0–2          | Boca Juniors |                                                        | Mastrángelo (64), Salinas (77)           |
| 13 | 05/08/1982 | Primera Fase     | R. 2   | La Bombonera                            | Boca Juniors | 0–0          | River Plate  |                                                        |                                          |
| 14 | 30/09/1982 | Primera Fase     | R. 6   | El Monumental                           | River Plate  | 1–0          | Boca Juniors | Bulleri (64)                                           |                                          |
| 15 | 09/07/1986 | Primera Fase     | R. 1   | La Bombonera                            | Boca Juniors | 1–1          | River Plate  | Graciani (p. 34)                                       | Alfaro (45)                              |
| 16 | 20/08/1986 | Primera Fase     | R. 6   | El Monumental                           | River Plate  | 1–0          | Boca Juniors | Alzamendi (61)                                         |                                          |
| 17 | 27/02/1991 | Primera Fase     | R. 1   | La Bombonera                            | Boca Juniors | 4–3          | River Plate  | Latorre (28, 87), Giunta (56), Marchesini (71)         | Borrelli (9, p. 31), Zapata (11)         |
| 18 | 20/03/1991 | Primera Fase     | R. 4   | El Monumental                           | River Plate  | 0–2          | Boca Juniors |                                                        | Batistuta (p. 23, 87)                    |
| 19 | 17/05/2000 | Cuartos de final | Ida    | El Monumental                           | River Plate  | 2–1          | Boca Juniors | Ángel (15), Saviola (47)                               | Riquelme (30)                            |
| 20 | 24/05/2000 | Cuartos de final | Vuelta | La Bombonera                            | Boca Juniors | 3–0          | River Plate  | Delgado (58), Riquelme (p. 85), Palermo (90+4)         |                                          |
| 21 | 10/06/2004 | Semifinal        | Ida    | La Bombonera                            | Boca Juniors | 1–0          | River Plate  | Schiavi (28)                                           |                                          |
| 22 | 17/06/2004 | Semifinal        | Vuelta | El Monumental                           | River Plate  | 2 (4)–1 (5)* | Boca Juniors | L. González (51), Nasuti (90+3)                        | C. Tévez (89)                            |
| 23 | 07/05/2015 | Octavos de final | Ida    | El Monumental                           | River Plate  | 1–0          | Boca Juniors | C. Sánchez (p. 81)                                     |                                          |
| 24 | 14/05/2015 | Octavos de final | Vuelta | La Bombonera                            | Boca Juniors | 0–0 **       | River Plate  |                                                        |                                          |
| 25 | 11/11/2018 | Final            | Ida    | La Bombonera                            | Boca Juniors | 2–2          | River Plate  | R. Abila (33), D. Benedetto (45)                       | L. Pratto (35), C. Izquierdoz (e. c. 60) |
| 26 | 9/12/2018  | Final            | Vuelta | Estadio Santiago Bernabéu (Real Madrid) | River Plate  | 3–1 (t.s)    | Boca Juniors | L. Pratto (68), J. Quintero (109), G. Martínez (120+2) | D. Benedetto (44)                        |
| 27 | 1/10/2019  | Semifinal        | Ida    | El Monumental                           | River Plate  | 2–0          | Boca Juniors | R. Borré (p. 6), I. Fernández (69)                     |                                          |
| 28 | 22/10/2019 | Semifinal        | Vuelta | La Bombonera                            | Boca Juniors | 1–0          | River Plate  | J. Hurtado (79)                                        |                                          |
| (t.s.) : Tiempo suplementario (*) La serie quedó igualada 2 a 2 y, al no regir la regla del gol de visitante, el partido se definió en la tanda de penales, siendo Boca Juniors el ganador por un marcador de 5-4. (**) Partido suspendido en el entretiempo por agresión con gas pimienta a los futbolistas de River Plate, momento en el que se encontraba igualado 0 a 0. Conmebol determinó la descalificación de Boca Juniors, dando por finalizado el encuentro 0-0, por aplicación del reglamento disciplinario. |            |                  |        |                                         |              |              |              |                                                        |                                          |

#### Historial en Copa Libertadores de América
| Victorias de Boca Juniors | 11 |
| Empates                   | 8  |
| Victorias de River Plate  | 9  |
| Total                     | 28 |

### Otras copas internacionales
| N.º | Fecha                   | Torneo                 | Ronda            | Estadio       | Local        | Resultado    | Visitante    | Goles (L)       | Goles (V)        |
| --- | ----------------------- | ---------------------- | ---------------- | ------------- | ------------ | ------------ | ------------ | --------------- | ---------------- |
| 1 | 5 de octubre de 1994    | Supercopa Sudamericana | Cuartos de final | El Monumental | River Plate  | 0–0          | Boca Juniors |                 |                  |
| 2 | 12 de octubre de 1994   | Supercopa Sudamericana | Cuartos de final | La Bombonera  | Boca Juniors | 1 (5)–1 (4)* | River Plate  | L. Carranza (6) | Francescoli (48) |
| 3 | 20 de noviembre de 2014 | Copa Sudamericana      | Semifinal        | La Bombonera  | Boca Juniors | 0–0          | River Plate  |                 |                  |
| 4 | 27 de noviembre de 2014 | Copa Sudamericana      | Semifinal        | El Monumental | River Plate  | 1–0          | Boca Juniors | Pisculichi (16) |                  |
| (*) La serie quedó igualada 1 a 1 y, al no regir la regla del gol de visitante, el partido se definió en la tanda de penales, siendo Boca Juniors el ganador por un marcador de 5-4. |                         |                        |                  |               |              |              |              |                 |                  |

#### Historial en otras copas internacionales
| Victorias de Boca Juniors | 0 |
| Empates                   | 3 |
| Victorias de River Plate  | 1 |
| Total                     | 4 |

### Amistosos
| N.º | Fecha                   | Torneo                                       | Estadio                               | Local        | Resultado   | Visitante    | Goles (B)                                                                | Goles (R)                                                    |
| --- | ----------------------- | -------------------------------------------- | ------------------------------------- | ------------ | ----------- | ------------ | ------------------------------------------------------------------------ | ------------------------------------------------------------ |
| 001 | 2 de agosto de 1908     | Amistoso                                     | River Plate                           | River Plate  | 1–2         | Boca Juniors | S/D                                                                      | S/D                                                          |
| 002 | 15 de diciembre de 1912 | Amistoso                                     | Boca Juniors                          | Boca Juniors | 1–1*        | River Plate  | S/D                                                                      | S/D                                                          |
| 003 | 11 de enero de 1936     | Torneo Internacional Nocturno Rioplatense    | El Gasómetro (San Lorenzo)            | Boca Juniors | 3–3         | River Plate  | Providente (5), Varallo (51), Garibaldi (77)                             | Castillo (12), Rongo (34, 51)                                |
| 004 | 12 de octubre de 1937   | Amistoso                                     | El Gasómetro (San Lorenzo)            | Boca Juniors | 3–2         | River Plate  | Careri (10), A. González (35, 68)                                        | Moreno (2), Pedernera (16)                                   |
| 005 | 12 de febrero de 1938   | Torneo Internacional Nocturno Rioplatense    | El Gasómetro (San Lorenzo)            | Boca Juniors | 3–1         | River Plate  | Mesa (57), A. González (60), Sabio (88)                                  | Rongo (5)                                                    |
| 006 | 20 de enero de 1940     | Torneo Triangular I                          | El Gasómetro (San Lorenzo)            | Boca Juniors | 3–2         | River Plate  | Mingo (1), Valsecchi (40, 70)                                            | R. D’Alessandro (36), Labruna (84)                           |
| 007 | 24 de marzo de 1940     | Torneo Triangular II                         | El Gasómetro (San Lorenzo)            | Boca Juniors | 1–2         | River Plate  | Gandulla (8)                                                             | Labruna (19), Peucelle (57)                                  |
| 008 | 6 de febrero de 1941    | Torneo Triangular I                          | El Gasómetro (San Lorenzo)            | Boca Juniors | 3–2         | River Plate  | Gandulla (9, 47), Sarlanga (73)                                          | Deambrossi (11), Pedernera (37)                              |
| 009 | 12 de febrero de 1941   | Torneo Triangular II                         | Chacarita Juniors                     | Boca Juniors | 2–2         | River Plate  | Gandulla (5, 49)                                                         | R. D’Alessandro (24), Deambrossi (43)                        |
| 010 | 17 de enero de 1942     | Torneo Triangular I                          | El Gasómetro (San Lorenzo)            | Boca Juniors | 3–2         | River Plate  | Rosell (3), Alarcón (7, 36)                                              | Rivero (78), Deambrossi (82)                                 |
| 011 | 28 de enero de 1942     | Torneo Triangular II                         | El Gasómetro (San Lorenzo)            | Boca Juniors | 0–3         | River Plate  |                                                                          | F. Sánchez (62), R. D’Alessandro (77), Deambrossi (82)       |
| 012 | 7 de febrero de 1942    | Torneo Cuadrangular de Rosario               | Newell's Old Boys                     | Boca Juniors | 3–0         | River Plate  | Corcuera (8), Rosell (20), Boyé (63)                                     |                                                              |
| 013 | 7 de abril de 1946      | Amistoso                                     | El Gasómetro (San Lorenzo)            | Boca Juniors | 0–1         | River Plate  |                                                                          | Labruna (60)                                                 |
| 014 | 17 de agosto de 1948    | Amistoso                                     | El Gasómetro (San Lorenzo)            | Boca Juniors | 1–5         | River Plate  | Geronis (p. 64)                                                          | Di Stéfano (27, 36, 42), Rossi (p. 70), Labruna (80)         |
| 015 | 18 de marzo de 1951     | Amistoso                                     | Estadio Tomás Adolfo Ducó (Huracán)   | Boca Juniors | 4–5         | River Plate  | J. Martínez (22), Campana (28), Pentrelli (48), Borello (54)             | Gómez (20), Muñóz (42), H. Ferrari (47), Labruna (p. 62, 65) |
| 016 | 29 de diciembre de 1955 | Hexagonal Internacional                      | Centenario (Montevideo, Uruguay)      | Boca Juniors | 5–2         | River Plate  | Etcheverry (6), Boyé (33, p. 56, 63, 69)                                 | Gómez (5), Menéndez (12)                                     |
| 017 | 30 de diciembre de 1958 | Torneo Cuadrangular                          | Belgrano (Córdoba)                    | Boca Juniors | 1–2         | River Plate  | Nardiello (37)                                                           | Menéndez (18), De Bourgoing (p. 20)                          |
| 018 | 10 de enero de 1961     | Octogonal de Verano                          | El Monumental                         | Boca Juniors | 1–1         | River Plate  | Grillo (53)                                                              | E. Onega (49)                                                |
| 019 | 4 de junio de 1961      | Amistoso                                     | El Monumental                         | Boca Juniors | 2–2         | River Plate  | Almir (32), Valentim (34)                                                | Delem (28), Pepillo (51)                                     |
| 020 | 19 de abril de 1964     | Copa Jorge Newbery                           | El Monumental                         | Boca Juniors | 4–0         | River Plate  | Silveira (2), Valentim (26, p. 29), A. M. González (49)                  |                                                              |
| 021 | 22 de abril de 1964     | Amistoso                                     | Talleres (Córdoba)                    | Boca Juniors | 0–0         | River Plate  |                                                                          |                                                              |
| 022 | 16 de julio de 1964     | Copa Iberoamericana                          | El Monumental                         | Boca Juniors | 1–3         | River Plate  | B. Ferreira (7)                                                          | Artime (18, 81), Matosas (51)                                |
| 023 | 22 de agosto de 1968    | Copa Ciudad de Buenos Aires                  | La Bombonera                          | Boca Juniors | 0–0         | River Plate  |                                                                          |                                                              |
| 024 | 1 de agosto de 1970     | Copa Ciudad de Rosario                       | Newell's Old Boys                     | Boca Juniors | 2 (1)–2 (2) | River Plate  | Cabrera (62), Suñé (82)                                                  | Laraignée (7), Morete (42)                                   |
| 025 | 23 de enero de 1974     | Copa de Oro de MDP                           | General San Martín (Mar del Plata)    | Boca Juniors | 0–0         | River Plate  |                                                                          |                                                              |
| 026 | 16 de abril de 1974     | Torneo Jardín de la República                | Atlético Tucumán                      | Boca Juniors | 1–2         | River Plate  | Letanú (90)                                                              | Morete (13, 26)                                              |
| 027 | 4 de junio de 1974      | Torneo Madre de las Ciudades                 | Central Córdoba (Santiago del Estero) | Boca Juniors | 2–0         | River Plate  | Ferrero (63), Ponce (80)                                                 |                                                              |
| 028 | 15 de junio de 1974     | Copa Tacita de Plata                         | Gimnasia y Esgrima (Jujuy)            | Boca Juniors | 0–2         | River Plate  |                                                                          | Marchetti (56), Morete (70)                                  |
| 029 | 20 de junio de 1974     | Copa Ciudad de Santa Fe                      | Colón de Santa Fe                     | Boca Juniors | 0–1         | River Plate  |                                                                          | Mastrángelo (65)                                             |
| 030 | 23 de junio de 1974     | Trofeo Liga del Sur                          | Olimpo (Bahía Blanca)                 | Boca Juniors | 0–0         | River Plate  |                                                                          |                                                              |
| 031 | 30 de junio de 1974     | Amistoso                                     | Cipolletti (Río Negro)                | Boca Juniors | 0–1         | River Plate  |                                                                          | López (74)                                                   |
| 032 | 10 de febrero de 1975   | Copa de Oro de MDP                           | General San Martín (Mar del Plata)    | Boca Juniors | 2–2         | River Plate  | Potente (14), Tarantini (60)                                             | Alonso (p. 21), Más (37)                                     |
| 033 | 12 de febrero de 1977   | Copa de Oro de MDP                           | General San Martín (Mar del Plata)    | Boca Juniors | 0–0         | River Plate  |                                                                          |                                                              |
| 034 | 25 de febrero de 1978   | Copa de Oro de MDP                           | General San Martín (Mar del Plata)    | Boca Juniors | 1–1         | River Plate  | Mouzo (p. 51)                                                            | Alonso (p. 68)                                               |
| 035 | 27 de febrero de 1978   | Copa Ciudad de Montevideo                    | Centenario (Montevideo, Uruguay)      | Boca Juniors | 0–2         | River Plate  |                                                                          | Alonso (p. 8, 61)                                            |
| 036 | 21 de febrero de 1979   | Torneo de Mar del Plata                      | José María Minella (Mar del Plata)    | Boca Juniors | 0–1         | River Plate  |                                                                          | Galletti (76)                                                |
| 037 | 21 de marzo de 1979     | Copa de los Grandes                          | Mario A. Kempes (Córdoba)             | Boca Juniors | 3–1         | River Plate  | Salinas (18), Zanabria (55), Robles (57)                                 | R. Díaz (83)                                                 |
| 038 | 3 de junio de 1979      | Copa Torneo de Campeones                     | El Monumental                         | Boca Juniors | 0–1         | River Plate  |                                                                          | Galletti (35)                                                |
| 039 | 6 de febrero de 1980    | Copa de Oro de MDP                           | José María Minella (Mar del Plata)    | Boca Juniors | 1–1         | River Plate  | Bordón (33)                                                              | Alonso (11)                                                  |
| 040 | 16 de julio de 1980     | Amistoso                                     | Malvinas Argentinas (Mendoza)         | Boca Juniors | 1–1         | River Plate  | Ribolzi (p. 48)                                                          | R. Díaz (34)                                                 |
| 041 | 6 de febrero de 1982    | Copa de Oro de MDP                           | José María Minella (Mar del Plata)    | Boca Juniors | 0–1         | River Plate  |                                                                          | R. Díaz (15)                                                 |
| 042 | 26 de febrero de 1983   | Copa de Oro de MDP                           | José María Minella (Mar del Plata)    | Boca Juniors | 2–1         | River Plate  | Krasouski (1), Berta (58)                                                | Nieto (33)                                                   |
| 043 | 1 de febrero de 1984    | Copa Ciudad de Montevideo                    | Centenario (Montevideo, Uruguay)      | Boca Juniors | 2–0         | River Plate  | Gareca (38), Porté (82)                                                  |                                                              |
| 044 | 16 de febrero de 1984   | Copa de Oro de MDP                           | José María Minella (Mar del Plata)    | Boca Juniors | 3–0         | River Plate  | Gareca (p. 43, 47, 68)                                                   |                                                              |
| 045 | 26 de febrero de 1985   | Copa de Oro de MDP                           | José María Minella (Mar del Plata)    | Boca Juniors | 2–3         | River Plate  | Giachello (13), Passucci (p. 56)                                         | Gallego (15), H. Enrique (32) Amuchástegui (48)              |
| 046 | 20 de diciembre de 1985 | Copa Diario La Capital                       | Rosario Central                       | Boca Juniors | 1 (3)–1 (4) | River Plate  | Brown (p. 64)                                                            | Morresi (71)                                                 |
| 047 | 11 de enero de 1986     | Copa de Oro de MDP 1.ª edición               | José María Minella (Mar del Plata)    | Boca Juniors | 1–1         | River Plate  | Fornés (31)                                                              | Karabín (75)                                                 |
| 048 | 11 de febrero de 1986   | Copa de Oro de MDP 2.ª edición               | José María Minella (Mar del Plata)    | Boca Juniors | 0–1         | River Plate  |                                                                          | Gorosito (83)                                                |
| 049 | 27 de marzo de 1986     | Copa Cuadrangular de Grandes                 | Mario A. Kempes (Córdoba)             | Boca Juniors | 1 (5)–1 (4) | River Plate  | Graciani (41)                                                            | Francescoli (p. 51)                                          |
| 050 | 28 de enero de 1987     | Copa de Oro de MDP                           | José María Minella (Mar del Plata)    | Boca Juniors | 3–3         | River Plate  | Rinaldi (23), Comas (67), Hrabina (90)                                   | Hernández (p. 45), Funes (62), Alzamendi (67)                |
| 051 | 11 de febrero de 1987   | Copa Municipalidad Gral. Pueyrredón          | José María Minella (Mar del Plata)    | Boca Juniors | 1–3         | River Plate  | Graciani (p. 87)                                                         | Abramovich (e. c. 24), Erbín (75), Caniggia (76)             |
| 052 | 26 de febrero de 1987   | Copa Ciudad de Mar del Plata                 | José María Minella (Mar del Plata)    | Boca Juniors | 2–2         | River Plate  | Comas (38, 62)                                                           | Gorosito (49), Hernández (81)                                |
| 053 | 27 de enero de 1988     | Copa de Oro de MDP                           | José María Minella (Mar del Plata)    | Boca Juniors | 1–0         | River Plate  | Graciani (48)                                                            |                                                              |
| 054 | 23 de febrero de 1988   | Copa Ciudad de Mar del Plata                 | José María Minella (Mar del Plata)    | Boca Juniors | 2–1         | River Plate  | Comas (43), Melgar (51)                                                  | Alzamendi (p. 50)                                            |
| 055 | 20 de enero de 1990     | Copa de Oro de MDP                           | José María Minella (Mar del Plata)    | Boca Juniors | 0–0         | River Plate  |                                                                          |                                                              |
| 056 | 19 de febrero de 1990   | Copa Ciudad de Mar del Plata                 | José María Minella (Mar del Plata)    | Boca Juniors | 0–1         | River Plate  |                                                                          | Serrizuela (32)                                              |
| 057 | 26 de enero de 1991     | Copa de Oro de MDP                           | José María Minella (Mar del Plata)    | Boca Juniors | 2–1         | River Plate  | Tapia (14, 81)                                                           | J. Higuaín (30)                                              |
| 058 | 16 de febrero de 1991   | Copa Ciudad de Mar del Plata                 | José María Minella (Mar del Plata)    | Boca Juniors | 2–0         | River Plate  | Batistuta (p. 4, 50)                                                     |                                                              |
| 059 | 22 de enero de 1992     | Copa de Oro de MDP                           | José María Minella (Mar del Plata)    | Boca Juniors | 2–1         | River Plate  | Cabañas (49), Apud (60)                                                  | Zapata (71)                                                  |
| 060 | 17 de febrero de 1992   | Copa Ciudad de Mar del Plata / Copa Revancha | José María Minella (Mar del Plata)    | Boca Juniors | 1–0         | River Plate  | J. L. Villarreal (43)                                                    |                                                              |
| 061 | 23 de enero de 1993     | Copa de Oro de MDP                           | José María Minella (Mar del Plata)    | Boca Juniors | 2–2         | River Plate  | A. Acosta (27, 60)                                                       | R. Díaz (46), Ortega (83)                                    |
| 062 | 27 de enero de 1993     | Copa Desafío                                 | José María Minella (Mar del Plata)    | Boca Juniors | 1–0         | River Plate  | A. Acosta (64)                                                           |                                                              |
| 063 | 10 de febrero de 1993   | Copa Ciudad de Mar del Plata                 | José María Minella (Mar del Plata)    | Boca Juniors | 1–1         | River Plate  | Cabañas (76)                                                             | Cáceres (35)                                                 |
| 064 | 13 de febrero de 1993   | Copa Revancha                                | José María Minella (Mar del Plata)    | Boca Juniors | 1–2         | River Plate  | S. Martínez (22)                                                         | R. Díaz (14, 57)                                             |
| 065 | 26 de enero de 1994     | Copa Desafío                                 | Malvinas Argentinas (Mendoza)         | Boca Juniors | 2–1         | River Plate  | Mancuso (43), Márcico (53)                                               | Villalba (76)                                                |
| 066 | 19 de febrero de 1994   | Copa de Oro de Mendoza                       | Malvinas Argentinas (Mendoza)         | Boca Juniors | 1–0         | River Plate  | Márcico (27)                                                             |                                                              |
| 067 | 23 de febrero de 1994   | Copa Revancha                                | Malvinas Argentinas (Mendoza)         | Boca Juniors | 3–1         | River Plate  | Mac Allister (13), R. Da Silva (54), A. Acosta (88)                      | Rivarola (84)                                                |
| 068 | 28 de enero de 1995     | Copa Desafío                                 | Malvinas Argentinas (Mendoza)         | Boca Juniors | 0–2         | River Plate  |                                                                          | Amato (13), Berti (85)                                       |
| 069 | 15 de febrero de 1995   | Copa Revancha                                | José María Minella (Mar del Plata)    | Boca Juniors | 0 (2)–0 (4) | River Plate  |                                                                          |                                                              |
| 070 | 3 de julio de 1995      | Copa Brahma                                  | Malvinas Argentinas (Mendoza)         | Boca Juniors | 2–1         | River Plate  | Saldaña (58), Márcico (p. 67)                                            | Rivarola (47)                                                |
| 071 | 27 de enero de 1996     | Copa Desafío                                 | Malvinas Argentinas (Mendoza)         | Boca Juniors | 0–1         | River Plate  |                                                                          | Rivarola (p. 62)                                             |
| 072 | 15 de febrero de 1996   | Copa Revancha                                | José María Minella (Mar del Plata)    | Boca Juniors | 0–1         | River Plate  |                                                                          | Francescoli (14)                                             |
| 073 | 30 de enero de 1997     | Copa Desafío                                 | Malvinas Argentinas (Mendoza)         | Boca Juniors | 4–1         | River Plate  | Rambert (p. 37, 39), Altamirano (e. c. 42), Cedrés (p. 88)               | Escudero (56)                                                |
| 074 | 16 de febrero de 1997   | Copa Revancha                                | José María Minella (Mar del Plata)    | Boca Juniors | 1 (3)–1 (5) | River Plate  | Cagna (64)                                                               | Astrada (53)                                                 |
| 075 | 24 de enero de 1998     | Copa Desafío                                 | José María Minella (Mar del Plata)    | Boca Juniors | 0 (4)–0 (3) | River Plate  |                                                                          |                                                              |
| 076 | 10 de febrero de 1998   | Copa Revancha                                | Malvinas Argentinas (Mendoza)         | Boca Juniors | 0 (4)–0 (2) | River Plate  |                                                                          |                                                              |
| 077 | 27 de enero de 1999     | Copa Desafío                                 | José María Minella (Mar del Plata)    | Boca Juniors | 2–1         | River Plate  | Gvo. Barros Schelotto (27), Basualdo (69)                                | Saviola (39)                                                 |
| 078 | 10 de marzo de 1999     | Copa Revancha                                | Malvinas Argentinas (Mendoza)         | Boca Juniors | 3–0         | River Plate  | Palermo (15, 52, 83)                                                     |                                                              |
| 079 | 14 de enero de 2000     | Copa Ciudad de Córdoba                       | Mario A. Kempes (Córdoba)             | Boca Juniors | 0–3         | River Plate  |                                                                          | Cardetti (15), Ángel (50), C. Ledesma (85)                   |
| 080 | 29 de enero de 2000     | Copa de Oro de MDP                           | José María Minella (Mar del Plata)    | Boca Juniors | 2–0         | River Plate  | F. Navas (8), A. Moreno (90)                                             |                                                              |
| 081 | 9 de febrero de 2000    | Copa Ciudad de Mar del Plata                 | José María Minella (Mar del Plata)    | Boca Juniors | 2–1         | River Plate  | A. Moreno (p. 26), Battaglia (34)                                        | Ángel (14)                                                   |
| 082 | 21 de enero de 2001     | Pentagonal de Verano                         | José María Minella (Mar del Plata)    | Boca Juniors | 1–0 **      | River Plate  | Barijho (64)                                                             |                                                              |
| 083 | 25 de enero de 2001     | Copa Ciudad de Córdoba                       | Mario A. Kempes (Córdoba)             | Boca Juniors | 2–1         | River Plate  | Riquelme (27), C. Rodríguez (61)                                         | Cardetti (73)                                                |
| 084 | 6 de febrero de 2001    | Copa Revancha                                | Malvinas Argentinas (Mendoza)         | Boca Juniors | 1–0         | River Plate  | E. Herrera (10)                                                          |                                                              |
| 085 | 23 de enero de 2002     | Copa Desafío                                 | Malvinas Argentinas (Mendoza)         | Boca Juniors | 1 (4)–1 (5) | River Plate  | Riquelme (3)                                                             | Fonseca (90)                                                 |
| 086 | 26 de enero de 2002     | Copa Ciudad de Mar del Plata / Copa Revancha | José María Minella (Mar del Plata)    | Boca Juniors | 4–0 ***     | River Plate  | Carreño (4, 59), O. Pérez (12), Delgado (19)                             |                                                              |
| 087 | 30 de enero de 2002     | Copa Ciudad de Córdoba                       | Mario A. Kempes (Córdoba)             | Boca Juniors | 0–1         | River Plate  |                                                                          | Cavenaghi (45)                                               |
| 088 | 15 de junio de 2002     | Amistoso                                     | Orange Bowl (Miami, EE. UU.)          | Boca Juniors | 1–2         | River Plate  | N. Burdisso (7)                                                          | Lequi (89), Raponi (90)                                      |
| 089 | 19 de enero de 2003     | Pentagonal de Verano                         | Malvinas Argentinas (Mendoza)         | Boca Juniors | 1–0         | River Plate  | E. González (37)                                                         |                                                              |
| 090 | 25 de enero de 2003     | Copa Desafío                                 | José María Minella (Mar del Plata)    | Boca Juniors | 0 (5)–0 (4) | River Plate  |                                                                          |                                                              |
| 091 | 7 de febrero de 2003    | Copa Revancha                                | Malvinas Argentinas (Mendoza)         | Boca Juniors | 3 (5)–3 (3) | River Plate  | Caneo (17), A. Moreno (19), C. González (89)                             | Cuevas (6, 47), Coudet (28)                                  |
| 092 | 24 de enero de 2004     | Pentagonal de Verano                         | José María Minella (Mar del Plata)    | Boca Juniors | 0–1         | River Plate  |                                                                          | D. Montenegro (45)                                           |
| 093 | 4 de febrero de 2004    | Copa Revancha                                | Malvinas Argentinas (Mendoza)         | Boca Juniors | 1–3         | River Plate  | Caneo (40)                                                               | Ludueña (35), Sand (42), D. Montenegro (80)                  |
| 094 | 22 de enero de 2005     | Pentagonal de Verano                         | José María Minella (Mar del Plata)    | Boca Juniors | 0–0         | River Plate  |                                                                          |                                                              |
| 095 | 30 de enero de 2005     | Copa Revancha                                | Malvinas Argentinas (Mendoza)         | Boca Juniors | 2–0         | River Plate  | Palacio (7), P. Ledesma (74)                                             |                                                              |
| 096 | 14 de enero de 2006     | Pentagonal de Verano                         | José María Minella (Mar del Plata)    | Boca Juniors | 3–2         | River Plate  | Palacio (43, 48), D. Díaz (73)                                           | D. Montenegro (58), L. Fernández (90)                        |
| 097 | 17 de enero de 2006     | Copa Desafío                                 | Padre Ernesto Martearena (Salta)      | Boca Juniors | 0–3         | River Plate  |                                                                          | Santana (10), D. Montenegro (70), Oberman (83)               |
| 098 | 20 de enero de 2007     | Pentagonal de Verano                         | José María Minella (Mar del Plata)    | Boca Juniors | 0–2         | River Plate  |                                                                          | Falcao (48), D. Galván (63)                                  |
| 099 | 1 de febrero de 2007    | Copa Revancha                                | Malvinas Argentinas (Mendoza)         | Boca Juniors | 1 (5)–1 (6) | River Plate  | Palermo (39)                                                             | P. Ferrari (59)                                              |
| 100 | 26 de enero de 2008     | Pentagonal de Verano                         | José María Minella (Mar del Plata)    | Boca Juniors | 2–0         | River Plate  | Battaglia (19), Palermo (56)                                             |                                                              |
| 101 | 2 de febrero de 2008    | Copa Revancha                                | Malvinas Argentinas (Mendoza)         | Boca Juniors | 2–3         | River Plate  | Paletta (16), Palermo (p. 49)                                            | Falcao (24), Abreu (33), Ortega (p. 41)                      |
| 102 | 24 de enero de 2009     | Pentagonal de Verano                         | José María Minella (Mar del Plata)    | Boca Juniors | 2–1         | River Plate  | Dátolo (40, p. 82)                                                       | Cabral (32)                                                  |
| 103 | 1 de febrero de 2009    | Copa Revancha                                | Malvinas Argentinas (Mendoza)         | Boca Juniors | 2–0         | River Plate  | Mouche (45), Roncaglia (76)                                              |                                                              |
| 104 | 20 de enero de 2010     | Copa Desafío                                 | José María Minella (Mar del Plata)    | Boca Juniors | 1–3         | River Plate  | Palermo (30)                                                             | Rodrigo Rojas (3), Rogelio Funes Mori (55), Villalva (64)    |
| 105 | 24 de enero de 2010     | Copa Revancha                                | Malvinas Argentinas (Mendoza)         | Boca Juniors | 1 (1)–1 (3) | River Plate  | Viatri (31)                                                              | G. Bou (52)                                                  |
| 106 | 22 de enero de 2011     | Copa Luis B. Nofal (Ida)                     | José María Minella (Mar del Plata)    | Boca Juniors | 2–0         | River Plate  | Colazo (10), Palermo (32)                                                |                                                              |
| 107 | 2 de febrero de 2011    | Copa Luis B. Nofal (Revancha)                | Malvinas Argentinas (Mendoza)         | Boca Juniors | 1–1         | River Plate  | Palermo (26)                                                             | Pavone (7)                                                   |
| 108 | 25 de enero de 2012     | Copa Luis B. Nofal (Ida)                     | Centenario (Resistencia, Chaco)       | Boca Juniors | 2–0         | River Plate  | Blandi (7, 79)                                                           |                                                              |
| 109 | 29 de enero de 2012     | Copa Luis B. Nofal (Revancha)                | Malvinas Argentinas (Mendoza)         | Boca Juniors | 1–0         | River Plate  | Mouche (29)                                                              |                                                              |
| 110 | 19 de enero de 2013     | Copa Centenario Liga Marplatense de Fútbol   | José María Minella (Mar del Plata)    | Boca Juniors | 0–2         | River Plate  |                                                                          | Mora (68, 82)                                                |
| 111 | 29 de enero de 2013     | Copa Luis B. Nofal                           | Malvinas Argentinas (Mendoza)         | Boca Juniors | 0 (5)–0 (4) | River Plate  |                                                                          |                                                              |
| 112 | 2 de febrero de 2013    | Copa BBVA Banco Francés (1.ª edición)        | Mario A. Kempes (Córdoba)             | Boca Juniors | 1–2         | River Plate  | Erviti (5)                                                               | Mora (27), Trezeguet (78)                                    |
| 113 | 18 de enero de 2014     | Copa de Oro de MDP                           | José María Minella (Mar del Plata)    | Boca Juniors | 1–1         | River Plate  | Sánchez Miño (19)                                                        | Maidana (41)                                                 |
| 114 | 25 de enero de 2014     | Copa BBVA Banco Francés (2.ª edición)        | Mario A. Kempes (Córdoba)             | Boca Juniors | 0–2         | River Plate  |                                                                          | Lanzini (6), Menseguéz (42)                                  |
| 115 | 1 de febrero de 2014    | Copa Luis B. Nofal                           | Malvinas Argentinas (Mendoza)         | Boca Juniors | 1–2         | River Plate  | D. Díaz (23)                                                             | Mercado (9), T. Gutiérrez (16)                               |
| 116 | 31 de mayo de 2014      | Copa BBVA Banco Francés (3.ª edición)        | Azteca (México D.F., México)          | Boca Juniors | 1 (2)–1 (4) | River Plate  | Riaño (69)                                                               | Villalva (36)                                                |
| 117 | 24 de enero de 2015     | Copa Julio Humberto Grondona                 | José María Minella (Mar del Plata)    | Boca Juniors | 1–0         | River Plate  | Cristaldo (17)                                                           |                                                              |
| 118 | 31 de enero de 2015     | Copa Luis B. Nofal                           | Malvinas Argentinas (Mendoza)         | Boca Juniors | 5–0         | River Plate  | Cristaldo (15), Palacios (21), Chávez (30), Calleri (81), Bentancur (84) |                                                              |
| 119 | 10 de octubre de 2015   | Copa BBVA Banco Francés (4.ª edición)        | Mario A. Kempes (Córdoba)             | Boca Juniors | 0–1         | River Plate  |                                                                          | L. González (6)                                              |
| 120 | 23 de enero de 2016     | Copa Luis B. Nofal                           | José María Minella (Mar del Plata)    | Boca Juniors | 0–1         | River Plate  |                                                                          | Pisculichi (p. 18)                                           |
| 121 | 30 de enero de 2016     | Copa Luis B. Nofal                           | Malvinas Argentinas (Mendoza)         | Boca Juniors | 0–1         | River Plate  |                                                                          | Mora (p. 80)                                                 |
| 122 | 28 de enero de 2017     | Copa Luis B. Nofal                           | José María Minella (Mar del Plata)    | Boca Juniors | 0–2         | River Plate  |                                                                          | Driussi (p. 63), A. Mina (69)                                |
| 123 | 2 de septiembre de 2017 | Copa BBVA Banco Francés (5.ª edición)        | San Juan del Bicentenario (San Juan)  | Boca Juniors | 1–0         | River Plate  | O. Benítez (70)                                                          |                                                              |
| 124 | 21 de enero de 2018     | Copa de Verano Schneider                     | José María Minella (Mar del Plata)    | Boca Juniors | 0–1         | River Plate  |                                                                          | R. Borré (41)                                                |
| (*) Partido suspendido a los 80' del segundo tiempo. (**) Partido suspendido a los 38' del segundo tiempo. (***) Partido suspendido a los 15' del segundo tiempo. (S/D): Sin datos fehacientes debido al año en que se disputaron ambos encuentros. |                         |                                              |                                       |              |             |              |                                                                          |                                                              |

#### Historial en amistosos
| Victorias de Boca Juniors | 46  |
| Empates                   | 37  |
| Victorias de River Plate  | 41  |
| Total                     | 124 |

- De los 37 partidos que terminaron empatados 14 se definieron por penales, ganando 8 River Plate y 6 Boca Juniors.

#### Superclásicos fuera del territorio nacional
River y Boca han disputado seis partidos fuera del territorio argentino, cinco de ellos de manera amistosa y uno oficial:
- 3 veces en suelo uruguayo (1955, 1978 y 1984), amistosos jugados en el estadio Centenario de Montevideo.
- 1 vez en Estados Unidos (2002), amistoso llevado a cabo en Miami en el estadio Orange Bowl.
- 1 vez en México (2014), amistoso que en primera instancia iba a desarrollarse en Cancún y luego se modificó fecha y lugar para terminar jugándose en el Estadio Azteca.[54]
- 1 vez en España (2018), llevado a cabo en Madrid en el estadio Santiago Bernabéu por la vuelta de la final de la Copa Libertadores 2018.

### Historial y evolución del superclásico por década
Para las siguientes estadísticas solo se tienen en cuenta los partidos oficiales entre ambos equipos.
| Década    | Victorias de Boca Juniors | Empates | Victorias de River Plate | Diferencia en el historial | Década ganada por |
| --------- | ------------------------- | ------- | ------------------------ | -------------------------- | ----------------- |
| 1900-1909 | 0                         | 0       | 0                        | 0 (0–0)                    |                   |
| 1910-1919 | 1                         | 3       | 5                        | +4 (1–5)                   | River Plate       |
| 1920-1929 | 2                         | 0       | 0                        | +2 (3–5)                   | Boca Juniors      |
| 1930-1939 | 9                         | 4       | 8                        | +1 (12–13)                 | Boca Juniors      |
| 1940-1949 | 9                         | 5       | 8                        | 0 (21–21)                  | Boca Juniors      |
| 1950-1959 | 7                         | 3       | 10                       | +3 (28–31)                 | River Plate       |
| 1960-1969 | 11                        | 11      | 6                        | +2 (39–37)                 | Boca Juniors      |
| 1970-1979 | 14                        | 13      | 14                       | +2 (53–51)                 |                   |
| 1980-1989 | 8                         | 13      | 11                       | +1 (61–62)                 | River Plate       |
| 1990-1999 | 12                        | 9       | 5                        | +6 (73–67)                 | Boca Juniors      |
| 2000-2009 | 8                         | 9       | 7                        | +7 (81–74)                 | Boca Juniors      |
| 2010-2019 | 8                         | 9       | 9                        | +6 (89–83)                 | River Plate       |
| 2020-2029 | 3                         | 5       | 5                        | +4 (92–88)                 | en curso          |

Datos actualizados al último partido jugado el 27 de abril de 2025.

## Comparativa de títulos
En estas tablas no se incluyen campeonatos amistosos, juveniles ni distinciones honoríficas.
|                  | Nacionales | Nacionales | Internacionales | Internacionales | Total |
| Primera División | Copas      | Conmebol   | AFA / AUF       |                 | Total |
| ---------------- | ---------- | ---------- | --------------- | --------------- | ----- |
| Boca Juniors     | 35         | 17         | 18              | 4               | 74    |
| River Plate      | 38         | 16         | 12              | 6               | 72    |

### Nacionales e internacionales
|                                                   | Boca Juniors | River Plate |
| Campeonatos de Primera División                   | 35           | 38          |
| ------------------------------------------------- | ------------ | ----------- |
| Campeonatos regulares anuales de Primera División | 15           | 16          |
| Campeonato Nacional                               | 3            | 3           |
| Campeonato Metropolitano                          | 2            | 4           |
| Torneo Final                                      | 0            | 1           |
| Campeonato Apertura                               | 7            | 6           |
| Campeonato Clausura                               | 2            | 6           |
| Copa de Oro                                       | 0            | 1           |
| Campeonatos paralelos y disidentes                | 6            | 1           |
| Copas nacionales                                  | 17           | 16          |
| Copa Argentina                                    | 4            | 3           |
| Supercopa Argentina                               | 2            | 3           |
| Copa de la Liga Profesional                       | 2            | 0           |
| Trofeo de Campeones                               | 0            | 2           |
| Copa Campeonato                                   | 0            | 1           |
| Copa Dr. Carlos Ibarguren                         | 5            | 4           |
| Copa Estímulo                                     | 1            | 0           |
| Copa de Competencia Británica                     | 1            | 0           |
| Copa Competencia Jockey Club                      | 2            | 1           |
| Copa Competencia (Disidente)                      | 0            | 1           |
| Copa Adrián C. Escobar                            | 0            | 1           |
| Total títulos nacionales                          | 52           | 54          |
| Títulos confederativos e interconfederativos      | 18           | 12          |
| Copa Intercontinental                             | 3            | 1           |
| Copa Libertadores                                 | 6            | 4           |
| Copa Sudamericana                                 | 2            | 1           |
| Recopa Sudamericana                               | 4            | 3           |
| Copa Interamericana                               | 0            | 1           |
| Copa Suruga Bank                                  | 0            | 1           |
| Supercopa Sudamericana                            | 1            | 1           |
| Copa Máster de Supercopa                          | 1            | 0           |
| Copa de Oro                                       | 1            | 0           |
| Campeonatos rioplatenses                          | 4            | 6           |
| Copa Aldao                                        | 0            | 5           |
| Cup Tie                                           | 1            | 1           |
| Copa de Honor Cousenier                           | 1            | 0           |
| Copa Confraternidad                               | 2            | 0           |
| Total títulos internacionales                     | 22           | 18          |
| Total general                                     | 74           | 72          |

### Consagraciones por década
| Década    | Boca Juniors | Boca Juniors | Boca Juniors | River Plate | River Plate | River Plate |
| Década    | Loc.         | Int.         | Total        | Loc.        | Int.        | Total       |
| --------- | ------------ | ------------ | ------------ | ----------- | ----------- | ----------- |
| 1901-1910 | -            | -            | 0            | -           | -           | 0           |
| 1911-1920 | 3            | 1            | 4            | 1           | 1           | 2           |
| 1921-1930 | 8            | 1            | 9            | 1           | -           | 1           |
| 1931-1940 | 4            | -            | 4            | 6           | 2           | 8           |
| 1941-1950 | 6            | 2            | 8            | 7           | 3           | 10          |
| 1951-1960 | 1            | -            | 1            | 6           | -           | 6           |
| 1961-1970 | 5            | -            | 5            | -           | -           | 0           |
| 1971-1980 | 3            | 3            | 6            | 5           | -           | 5           |
| 1981-1990 | 1            | 1            | 2            | 3           | 3           | 6           |
| 1991-2000 | 3            | 3            | 6            | 8           | 2           | 10          |
| 2001-2010 | 5            | 11           | 16           | 5           | -           | 5           |
| 2011-2020 | 7            | -            | 7            | 6           | 7           | 13          |
| 2021-2030 | 6            | -            | 6            | 6           | -           | 6           |

|                  | Nacionales | Nacionales | Internacionales | Total |
| Primera División | Copas      | AFA / AUF  |                 | Total |
| ---------------- | ---------- | ---------- | --------------- | ----- |
| Boca Juniors     | 6          | 6          | 2               | 14    |
| River Plate      | 1          | 1          | 1               | 3     |

|                  | Nacionales | Nacionales | Internacionales | Internacionales | Total |
| Primera División | Copas      | Conmebol   | AFA / AUF       |                 | Total |
| ---------------- | ---------- | ---------- | --------------- | --------------- | ----- |
| Boca Juniors     | 29         | 11         | 18              | 2               | 60    |
| River Plate      | 37         | 15         | 12              | 5               | 69    |

## Estadísticas de jugadores

### Máximos goleadores
El máximo goleador de los enfrentamientos es Ángel Labruna con 16 goles, seguido por Oscar Más y el brasileño Paulo Valentim con 12 y 10 goles respectivamente, siendo además los únicos jugadores en sobrepasar la barrera de los diez goles en la historia de dichos encuentros, jugando los dos primeros para los riverplatenses y el último para los boquenses.
En cuanto a los jugadores con mejor promedio anotador, es el brasileño Paulo Valentim quien arroja mejores datos con una media de 1,43 goles por partido, seguido del 1,40 de Luis María Rongo.
En Primera División es nuevamente Labruna el máximo anotador con 16 goles. Para los boquenses, su máximo goleador es Paulo Valentim con 10 goles.
A continuación se resumen los máximos anotadores en la historia del clásico, desglosando los goles en partidos de Primera División, Copas y encuentros internacionales.
Nota: En negrita jugadores en activo. En caso de empate indicado en primer lugar el de mejor promedio goleador.
| #  | Jugador                | Equipo             | Primera División | Primera División | Copa Libertadores | Copa Libertadores | Copa Escobar | Copa Escobar | Copa Competencia | Copa Competencia | Total | Total | Total |
| #  | Jugador                | Equipo             | P.J.             | G.               | P.J.              | G.                | P.J.         | G.           | P.J.             | G.               | P.J.  | G.    | G. T. |
| -- | ---------------------- | ------------------ | ---------------- | ---------------- | ----------------- | ----------------- | ------------ | ------------ | ---------------- | ---------------- | ----- | ----- | ----- |
| 1  | Ángel Labruna          | C. A. River Plate  | 35               | 16               | —                 | —                 | —            | —            | 1                | 0                | 36    | 16    | 0.46  |
| 2  | Oscar Más              | C. A. River Plate  | 26               | 12               | 4                 | 0                 | —            | —            | —                | —                | 30    | 12    | 0.40  |
| 3  | Paulo Valentim         | C. A. Boca Juniors | 7                | 10               | —                 | —                 | —            | —            | —                | —                | 7     | 10    | 1.43  |
| 4  | Carlos Morete          | Ambos clubes       | 15               | 9                | —                 | —                 | —            | —            | —                | —                | 15    | 9     | 0.60  |
| =  | Martín Palermo         | C. A. Boca Juniors | 19               | 8                | 1                 | 1                 | —            | —            | —                | —                | 20    | 9     | 0.45  |
| 6  | Bernabé Ferreyra       | C. A. River Plate  | 10               | 8                | —                 | —                 | —            | —            | —                | —                | 10    | 8     | 0.80  |
| =  | Roberto Cherro         | C. A. Boca Juniors | 17               | 8                | —                 | —                 | —            | —            | —                | —                | 17    | 8     | 0.47  |
| 8  | Luis María Rongo       | C. A. River Plate  | 5                | 7                | —                 | —                 | —            | —            | —                | —                | 5     | 7     | 1.40  |
| =  | Hugo Curioni           | C. A. Boca Juniors | 11               | 7                | —                 | —                 | —            | —            | —                | —                | 11    | 7     | 0.64  |
| =  | Osvaldo Potente        | C. A. Boca Juniors | 14               | 7                | —                 | —                 | —            | —            | —                | —                | 14    | 7     | 0.50  |
| =  | Norberto Menéndez      | Ambos clubes       | 16               | 7                | 1                 | 0                 | —            | —            | —                | —                | 17    | 7     | 0.41  |
| =  | Ernesto Mastrángelo    | Ambos clubes       | 17               | 6                | 4                 | 1                 | —            | —            | —                | —                | 21    | 7     | 0.33  |
| 13 | Alfredo Rojas          | Ambos clubes       | 5                | 1                | 4                 | 5                 | —            | —            | —                | —                | 9     | 6     | 0.67  |
| =  | Delfín Benítez Cáceres | C. A. Boca Juniors | 13               | 6                | —                 | —                 | —            | —            | —                | —                | 13    | 6     | 0.46  |
| =  | Francisco Varallo      | C. A. Boca Juniors | 14               | 6                | —                 | —                 | —            | —            | —                | —                | 14    | 6     | 0.43  |
| =  | Diego Latorre          | C. A. Boca Juniors | 12               | 4                | 2                 | 2                 | —            | —            | —                | —                | 14    | 6     | 0.43  |
| =  | Félix Loustau          | C. A. River Plate  | 23               | 6                | —                 | —                 | 1            | 0            | 1                | 0                | 25    | 6     | 0.24  |
| =  | Norberto Alonso        | C. A. River Plate  | 24               | 6                | 2                 | 0                 | —            | —            | —                | —                | 26    | 6     | 0.23  |
| =  | Juan José López        | Ambos clubes       | 26               | 6                | 2                 | 0                 | —            | —            | —                | —                | 28    | 6     | 0.21  |

| \| # \| Fecha \| Estadio \| Jugador \| Equipo \| Goles \| Resultado \| Competición \| \| - \| ---------- \| --------------------------- \| -------------------------- \| ------------------ \| ----- \| --------- \| ------------------ \| \| 1 \| 11-02-1939 \| Buenos Aires, El Gasómetro \| José Liztherman \| C. A. Boca Juniors \| \| 3 - 5 \| Desempate 1937 \| \| 2 \| 24-11-1957 \| Buenos Aires, El Monumental \| Roberto Zarate \| C. A. River Plate \| \| 5 - 3 \| Campeonato 1957 \| \| 3 \| 12-11-1961 \| Buenos Aires, La Bombonera \| Paulo Valentim \| C. A. Boca Juniors \| \| 3 - 1 \| Campeonato 1961 \| \| 4 \| 03-02-1974 \| Buenos Aires, La Bombonera \| Carlos María García Cambón \| C. A. Boca Juniors \| \| 5 - 2 \| Metropolitano 1974 \| \| 5 \| 31-03-1974 \| Buenos Aires, El Monumental \| Carlos Morete \| C. A. River Plate \| \| 3 - 1 \| Metropolitano 1974 \| \| 6 \| 14-07-1996 \| Buenos Aires, La Bombonera \| Claudio Caniggia \| C. A. Boca Juniors \| \| 4 - 1 \| Clausura 1996 \| |            |                             |                            |                    |       |           |                    |
| Datos actualizados al último partido jugado el 14 de julio de 1996. |            |                             |                            |                    |       |           |                    |
| # | Fecha      | Estadio                     | Jugador                    | Equipo             | Goles | Resultado | Competición        |
| 1 | 11-02-1939 | Buenos Aires, El Gasómetro  | José Liztherman            | C. A. Boca Juniors |       | 3 - 5     | Desempate 1937     |
| 2 | 24-11-1957 | Buenos Aires, El Monumental | Roberto Zarate             | C. A. River Plate  |       | 5 - 3     | Campeonato 1957    |
| 3 | 12-11-1961 | Buenos Aires, La Bombonera  | Paulo Valentim             | C. A. Boca Juniors |       | 3 - 1     | Campeonato 1961    |
| 4 | 03-02-1974 | Buenos Aires, La Bombonera  | Carlos María García Cambón | C. A. Boca Juniors |       | 5 - 2     | Metropolitano 1974 |
| 5 | 31-03-1974 | Buenos Aires, El Monumental | Carlos Morete              | C. A. River Plate  |       | 3 - 1     | Metropolitano 1974 |
| 6 | 14-07-1996 | Buenos Aires, La Bombonera  | Claudio Caniggia           | C. A. Boca Juniors |       | 4 - 1     | Clausura 1996      |

### Mayor cantidad de partidos disputados
Reinaldo Merlo es el jugador que más encuentros ha disputado de la rivalidad con 42, todos para el C.A. River Plate, seguido por los 38 de Hugo Gatti —jugó en ambos clubes— y de Silvio Marzolini con 37 siendo este último el primer jugador del C.A. Boca Juniors en el registro.
En cuanto a los máximos registros de cada equipo en Primera División —competición argentina vigente más importante— son los siguientes: con 35 partidos son el ya mencionado Merlo y Ángel Labruna quienes acumulan más presencias por parte riverplatense, por los 29 del también citado Marzolini y Roberto Mouzo por parte boquense.
A continuación se listan los jugadores que más veces han jugado el Superclásico a lo largo de la historia de estos encuentros. En caso de empate indicado en primer lugar el jugador que antes alcanzase la cifra.
Nota: En negrita jugadores en activo.
| #  | Jugador                | Equipo             | Primera División | Copa Libertadores | Supercopa Sudamericana | Copa Centenario | Copa Competencia | Copa Escobar | Total |
| -- | ---------------------- | ------------------ | ---------------- | ----------------- | ---------------------- | --------------- | ---------------- | ------------ | ----- |
| 1  | Reinaldo Merlo         | C. A. River Plate  | 35               | 7                 | —                      | —               | —                | —            | 42    |
| 2  | Hugo Gatti             | Ambos clubes       | 30               | 8                 | —                      | —               | —                | —            | 38    |
| 3  | Silvio Marzolini       | C. A. Boca Juniors | 29               | 8                 | —                      | —               | —                | —            | 37    |
| 4  | Ángel Labruna          | C. A. River Plate  | 35               | —                 | —                      | —               | 1                | —            | 36    |
| 5  | Amadeo Carrizo         | C. A. River Plate  | 33               | 2                 | —                      | —               | —                | —            | 35    |
| =  | Roberto Mouzo          | C. A. Boca Juniors | 29               | 6                 | —                      | —               | —                | —            | 35    |
| 7  | Ubaldo Fillol          | C. A. River Plate  | 26               | 6                 | —                      | —               | —                | —            | 32    |
| 8  | Rubén Suñé             | C. A. Boca Juniors | 23               | 8                 | —                      | —               | —                | —            | 31    |
| =  | Vicente Pernía         | C. A. Boca Juniors | 27               | 4                 | —                      | —               | —                | —            | 31    |
| 10 | Oscar Más              | C. A. River Plate  | 26               | 4                 | —                      | —               | —                | —            | 30    |
| 11 | Jorge Benítez          | C. A. Boca Juniors | 25               | 4                 | —                      | —               | —                | —            | 29    |
| 12 | Alberto Tarantini      | Ambos clubes       | 24               | 4                 | —                      | —               | —                | —            | 28    |
| =  | Juan José López        | Ambos clubes       | 26               | 2                 | —                      | —               | —                | —            | 28    |
| =  | Daniel Passarella      | C. A. River Plate  | 25               | 3                 | —                      | —               | —                | —            | 28    |
| 15 | Antonio Rattín         | C. A. Boca Juniors | 26               | 1                 | —                      | —               | —                | —            | 27    |
| =  | Antonio Roma           | C. A. Boca Juniors | 22               | 5                 | —                      | —               | —                | —            | 27    |
| =  | Leonardo Astrada       | C. A. River Plate  | 22               | 2                 | 2                      | 1               | —                | —            | 27    |
| 18 | Ernesto Lazzatti       | C. A. Boca Juniors | 25               | —                 | —                      | —               | —                | 1            | 26    |
| =  | Norberto Alonso        | C. A. River Plate  | 24               | 2                 | —                      | —               | —                | —            | 26    |
| =  | Carlos Navarro Montoya | C. A. Boca Juniors | 20               | 2                 | 2                      | 2               | —                | —            | 26    |

### Futbolistas que han jugado en ambos equipos
Listado de los jugadores que han jugado en Boca Juniors y River Plate durante su carrera.
| Lista completa |
| --- |
| A Donato Abbatángelo Antonio Ameal Pereyra Severiano Álvarez Gabriel Amato Agustín Angotti B Abel Balbo Juan Carlos Barberis Eduardo Bargas Carlos Barisio Gabriel Batistuta Sergio Berti Nicolás Bertolo Camilo Bonelli C Claudio Cabrera Fernando Cáceres Julio César Cáceres Eugenio Cacopardo Zoilo Canavery Claudio Caniggia Gabriel Cedrés Ramón Centurión Aníbal Cibeyra Victorio Cocco Pablo Agustín Comelles Hugo Coscia D Rubén Da Silva Alberto De Zorzi Roque Ditro Jorge Diz E Alfredo Elli Pablo Erbín F Jonathan Fabbro Casildo Fallatti Jorge Fernández Ramón Ferreiro Luciano Figueroa G Demóstenes Gaete Rubén Galletti Fernando Gamboa Antonio Ganduglia Alfredo Garasini Anempodisto García Ricardo Gareca Hugo Gatti Rubén Darío Gómez H Rafael Hernández Jorge Higuaín I Néstor Isella L Ramón Lamique Agustín Lanata Miguel Loayza Francisco Lombardo Carlos López Juan José López José Luis Luna M Jonatan Maidana Pedro Marassi Alfredo Martín Joaquín Martínez Jorge Martínez Ernesto Mastrángelo José Milton Melgar Jesús Méndez Norberto Menéndez Pedro Moltedo José Manuel Moreno Carlos Morete N Juan José Negri O Julio Olarticoechea Vicente Oñate P Alberto Penney Osvaldo Pérez Dante Pertini Juan José Pizzuti Tomás Pochettino Lucas Pratto Francesco Priano R Sebastián Rambert Carlos Randazzo Gerardo Reinoso Jorge Rinaldi Miguel Ángel Rodríguez Alfredo Rojas Iseo Fausto Rosello Oscar Ruggeri S Francisco Sá Carlos Horacio Salinas Juan Amador Sánchez Marcelo Saracchi Daniel Silguero Luis Solans Cataldo Spitale Ricardo Stagi T Francisco Taggino Fabio Talarico Carlos Tapia Alberto Tarantini Julio Toresani Oscar Trossero U Bruno Urribarri V Juan Vairo José Luis Villarreal Nelson Vivas Z Hugo Zarich Ricardo Zatelli |

## Récords de goles

### Máximas goleadas
En esta tabla se listan los encuentros con cuatro o más goles de diferencia.
| Local        | Res. | Visitante    | Fecha                   |
| ------------ | ---- | ------------ | ----------------------- |
| Boca Juniors | 6-0  | River Plate  | 23 de diciembre de 1928 |
| Boca Juniors | 5-0  | River Plate  | 31 de enero de 2015     |
| River Plate  | 5-1  | Boca Juniors | 19 de octubre de 1941   |
| River Plate  | 5-1  | Boca Juniors | 17 de agosto de 1948    |
| Boca Juniors | 5-1  | River Plate  | 19 de mayo de 1959      |
| River Plate  | 1-5  | Boca Juniors | 7 de marzo de 1982      |
| River Plate  | 4-0  | Boca Juniors | 19 de julio de 1942     |
| River Plate  | 0-4  | Boca Juniors | 17 de agosto de 1955    |
| Boca Juniors | 4-0  | River Plate  | 19 de abril de 1964     |
| River Plate  | 0-4  | Boca Juniors | 12 de marzo de 1973     |
| Boca Juniors | 4-0  | River Plate  | 26 de enero de 2002     |

### Partidos con la mayor cantidad de goles
En esta tabla se listan los encuentros con seis o más goles.
| Local        | Res. | Visitante    | Fecha                   |
| ------------ | ---- | ------------ | ----------------------- |
| River Plate  | 5-4  | Boca Juniors | 18 de marzo de 1951     |
| River Plate  | 5-4  | Boca Juniors | 15 de octubre de 1972   |
| Boca Juniors | 3-5  | River Plate  | 11 de febrero de 1939   |
| River Plate  | 5-3  | Boca Juniors | 24 de noviembre de 1957 |
| Boca Juniors | 5-2  | River Plate  | 29 de diciembre de 1955 |
| Boca Juniors | 5-2  | River Plate  | 27 de junio de 1973     |
| Boca Juniors | 5-2  | River Plate  | 21 de febrero de 1974   |
| Boca Juniors | 2-5  | River Plate  | 2 de marzo de 1980      |
| Boca Juniors | 4-3  | River Plate  | 27 de febrero de 1991   |
| Boca Juniors | 6-0  | River Plate  | 23 de diciembre de 1928 |
| River Plate  | 5-1  | Boca Juniors | 19 de octubre de 1941   |
| River Plate  | 5-1  | Boca Juniors | 17 de agosto de 1948    |
| Boca Juniors | 5-1  | River Plate  | 19 de mayo de 1959      |
| River Plate  | 1-5  | Boca Juniors | 7 de marzo de 1982      |
| River Plate  | 4-2  | Boca Juniors | 15 de mayo de 1915      |
| River Plate  | 2-4  | Boca Juniors | 18 de junio de 1995     |
| River Plate  | 2-4  | Boca Juniors | 11 de diciembre de 2016 |
| River Plate  | 3-3  | Boca Juniors | 11 de enero de 1936     |
| River Plate  | 3-3  | Boca Juniors | 10 de junio de 1971     |
| River Plate  | 3-3  | Boca Juniors | 28 de enero de 1987     |
| River Plate  | 3-3  | Boca Juniors | 23 de marzo de 1997     |

Fuente: RSSSF

### Goles más rápidos en superclásicos
| Fecha                   | Jugador             | Tiempo      | Estadio         | Resultado final | Ref.          |
| ----------------------- | ------------------- | ----------- | --------------- | --------------- | ------------- |
| 5 de mayo de 2013       | Manuel Lanzini      | 43 segundos | La Bombonera    | Boca 1-1 River  | [ 61 ] [ 62 ] |
| 15 de abril de 2007     | Pablo Ledesma       | 48 segundos | La Bombonera    | Boca 1-1 River  | [ 61 ] [ 62 ] |
| 24 de noviembre de 1957 | Norberto Menéndez   | 60 segundos | El Monumental   | River 5-3 Boca  | [ 61 ] [ 62 ] |
| 15 de octubre de 1972   | Ernesto Mastrángelo | 60 segundos | José Amalfitani | River 5-4 Boca  | [ 61 ] [ 62 ] |

## Estadísticas generales
| Estadísticas                                                                 | Boca Juniors                              | River Plate                                                     |
| ---------------------------------------------------------------------------- | ----------------------------------------- | --------------------------------------------------------------- |
| Temporadas totales en Primera División                                       | 107 (1913 en adelante)                    | 110 (1909-2010/11; 2012-13 en adelante) (récord)                |
| Temporadas en Primera División en la era amateur                             | 18 (1913-1930)                            | 22 (1909-1930)                                                  |
| Temporadas en Primera División en la era profesional                         | 89 (1931 en adelante) (récord)            | 88 (1931-2010/11; 2012-13 en adelante)                          |
| Cantidad de partidos jugados en Primera División                             | 3595                                      | 3714 (récord)                                                   |
| Cantidad de partidos ganados en Primera División                             | 1851                                      | 1970 (récord)                                                   |
| Cantidad de partidos empatados en Primera División                           | 919                                       | 939                                                             |
| Cantidad de partidos perdidos en Primera División                            | 913                                       | 934                                                             |
| Cantidad de goles convertidos en Primera División                            | 6489                                      | 6817 (récord)                                                   |
| Cantidad de goles recibidos en Primera División                              | 3977                                      | 4083                                                            |
| Diferencia de goles en Primera División                                      | 2512                                      | 2734(récord)                                                    |
| Goleadores en Primera División                                               | 18                                        | 23 (récord)                                                     |
| Títulos de Primera División                                                  | 34                                        | 38 (récord)                                                     |
| Temporadas totales en categorías de ascenso                                  | 5 (segunda división 1908-1912)            | 5 (tercera división 1905 / segunda división 1906-1908; 2011-12) |
| Temporadas en categorías inferiores previas al primer ascenso                | 5 (segunda división 1908-1912)            | 4 (tercera división 1905 / segunda división 1906-1908)          |
| Temporadas en categorías de ascenso por descenso                             | 0                                         | 1 (segunda división 2011-12)                                    |
| Títulos de Segunda División                                                  | 0                                         | 2                                                               |
| Títulos de copas AFA                                                         | 17 (récord)                               | 15                                                              |
| Clasificación histórica en Primera División                                  | 2.ª posición (4975 puntos)                | 1.ª posición (5209 puntos) (récord)                             |
| Jugadores cedidos a la Selección Argentina                                   | 143                                       | 148 (récord)                                                    |
| Presencias de jugadores convocados en la Selección Argentina                 | 1113                                      | 1459 (récord)                                                   |
| Jugadores cedidos a la Selección Argentina para la Copa América              | 115 (récord)                              | 95                                                              |
| Goles convertidos por jugadores cedidos a la Selección Argentina             | 127                                       | 228 (récord)                                                    |
| Jugadores cedidos a la Selección Argentina para la Copa Mundial de Fútbol    | 29                                        | 48 (récord)                                                     |
| Participaciones en Copa Libertadores                                         | 30                                        | 37                                                              |
| Partidos jugados en Copa Libertadores                                        | 312                                       | 374                                                             |
| Partidos ganados en Copa Libertadores                                        | 162                                       | 182 (récord)                                                    |
| Partidos empatados en Copa Libertadores                                      | 79                                        | 100                                                             |
| Partidos perdidos en Copa Libertadores                                       | 71                                        | 92                                                              |
| Goles convertidos en Copa Libertadores                                       | 473                                       | 616 (récord)                                                    |
| Goles recibidos en Copa Libertadores                                         | 272                                       | 392                                                             |
| Diferencia de gol en Copa Libertadores                                       | +201                                      | +224(récord)                                                    |
| Goleadores en Copa Libertadores                                              | 2                                         | 7                                                               |
| Clasificación histórica en Copa Libertadores                                 | 3.ª posición (511 puntos)                 | 1.ª posición (574 puntos)                                       |
| Finales disputadas en Copa Libertadores                                      | 11 (récord)                               | 7                                                               |
| Títulos de Copa Libertadores                                                 | 6                                         | 4                                                               |
| Participaciones en competencias oficiales a nivel mundial e intercontinental | 7                                         | 8                                                               |
| Goleadores en competencias oficiales a nivel mundial e intercontinental      | 3                                         | 7                                                               |
| Partidos oficiales jugados a nivel mundial e intercontinental                | 12                                        | 7                                                               |
| Partidos oficiales ganados a nivel mundial e intercontinental                | 5                                         | 9                                                               |
| Partidos oficiales empatados a nivel mundial e intercontinental              | 2                                         | 1                                                               |
| Partidos oficiales perdidos a nivel mundial e intercontinental               | 6                                         | 2                                                               |
| Goles convertidos en partidos oficiales a nivel mundial e intercontinental   | 18                                        | 8                                                               |
| Goles recibidos en partidos oficiales a nivel mundial e intercontinental     | 16                                        | 4                                                               |
| Diferencia de gol en partidos oficiales a nivel mundial e intercontinental   | +2                                        | +4                                                              |
| Títulos oficiales a nivel mundial e intercontinental                         | 3                                         | 1                                                               |
| Participaciones en torneos internacionales oficiales                         | 70                                        | 78                                                              |
| Partidos internacionales oficiales jugados                                   | 408                                       | 467                                                             |
| Partidos internacionales oficiales ganados                                   | 195                                       | 228                                                             |
| Partidos internacionales oficiales empatados                                 | 110                                       | 115                                                             |
| Partidos internacionales oficiales perdidos                                  | 106                                       | 104                                                             |
| Goles convertidos en partidos internacionales oficiales                      | 169                                       | 183                                                             |
| Goles recibidos en partidos internacionales oficiales                        | 705                                       | 501                                                             |
| Diferencia de gol en partidos internacionales oficiales                      | +204                                      | +242                                                            |
| Títulos internacionales oficiales Conmebol y FIFA                            | 18                                        | 12                                                              |
| Títulos internacionales AFA-AUF                                              | 4                                         | 6                                                               |
| Ranking mundial de clubes de la IFFHS (1991-2009)                            | 15.ª posición (420 puntos)                | 9.ª posición (503 puntos)                                       |
| Clasificación IFFHS de clubes de Sudamérica del siglo XX                     | 6.ª posición (312,00 puntos)              | 4.ª posición (404,25 puntos)                                    |
| Clasificación FIFA para club del siglo XX                                    | 12.ª posición (compartida) (1,02 % votos) | 9.ª posición (compartida) (1,53 % votos)                        |
| Clasificación IFFHS de clubes de Sudamérica del siglo XXI                    | 1.ª posición (3803,5 puntos)              | 2.ª posición (3441 puntos)                                      |
| Total de títulos nacionales                                                  | 52                                        | 54                                                              |
| Total de títulos internacionales                                             | 22                                        | 18                                                              |
| Total de títulos en el amateurismo                                           | 14                                        | 3                                                               |
| Total de títulos en el profesionalismo                                       | 60                                        | 69                                                              |
| Total de títulos oficiales                                                   | 74                                        | 72                                                              |